# A Lusitania elsüllyesztése

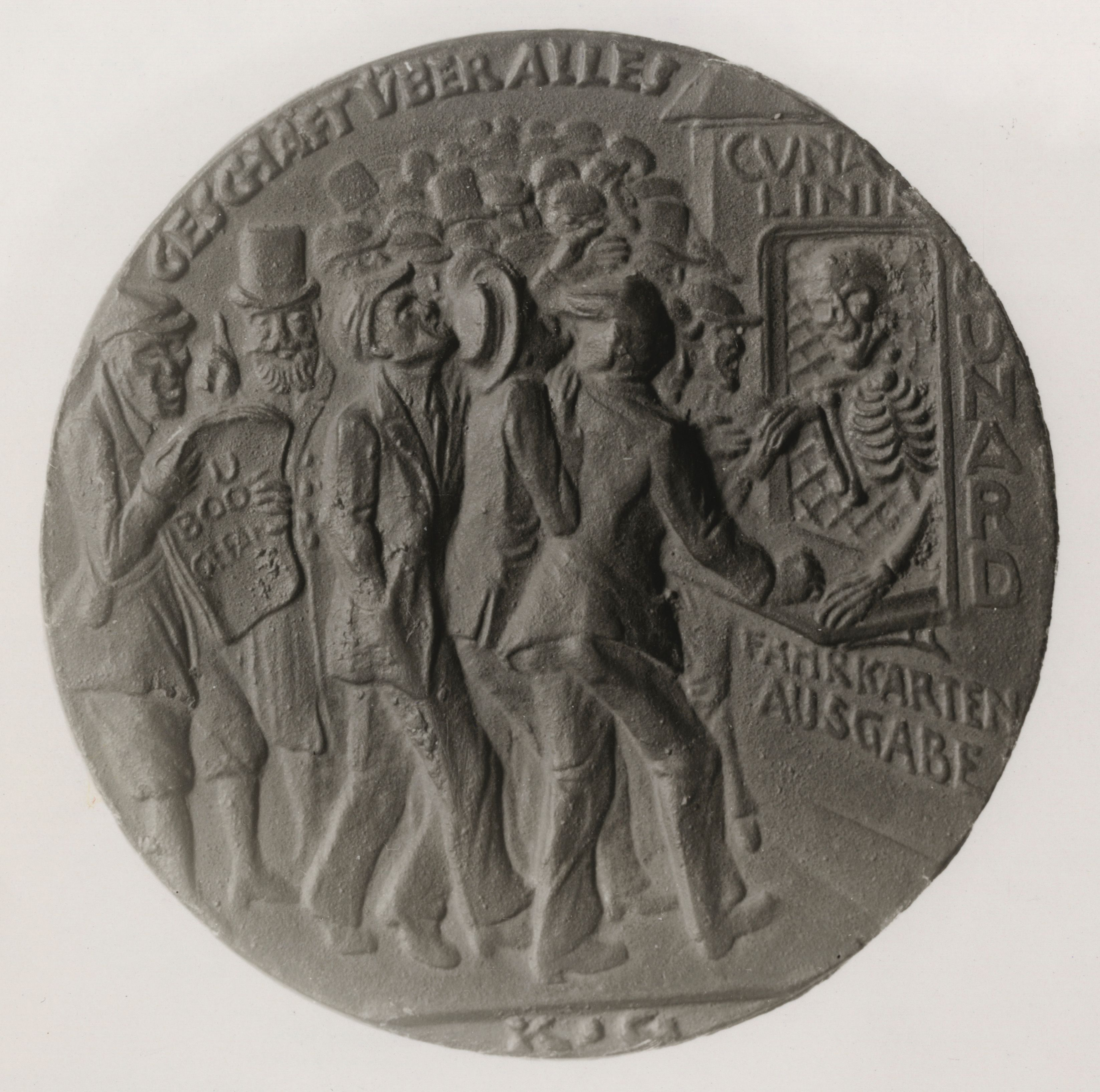
„Geschäft über Alles” – „Az üzlet mindenek felett”. A Karl Goetz-féle német propagandamedál az óceánjáró elsüllyedéséről, a Cunard jegypénztárosát a halált jelképező csontvázként mutatja

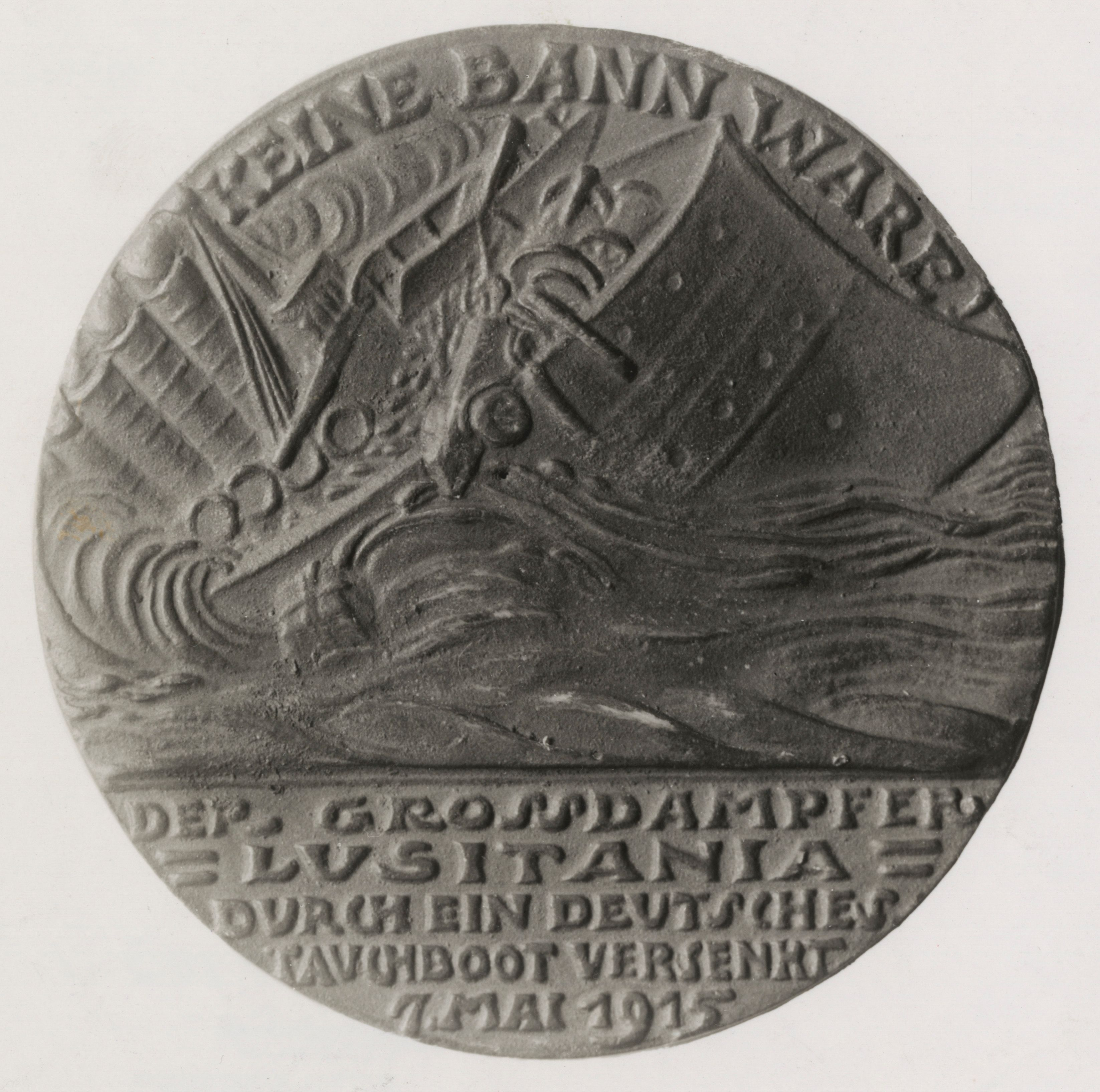
A medál túloldala „Keine Bannware!” („Nincs dugáru!”) felirattal, de a hajót hadianyaggal (lövedékekkel, sőt ágyúkkal, és egy repülőgéppel) megpakoltan ábrázolja. Javított dátumú kiadás.

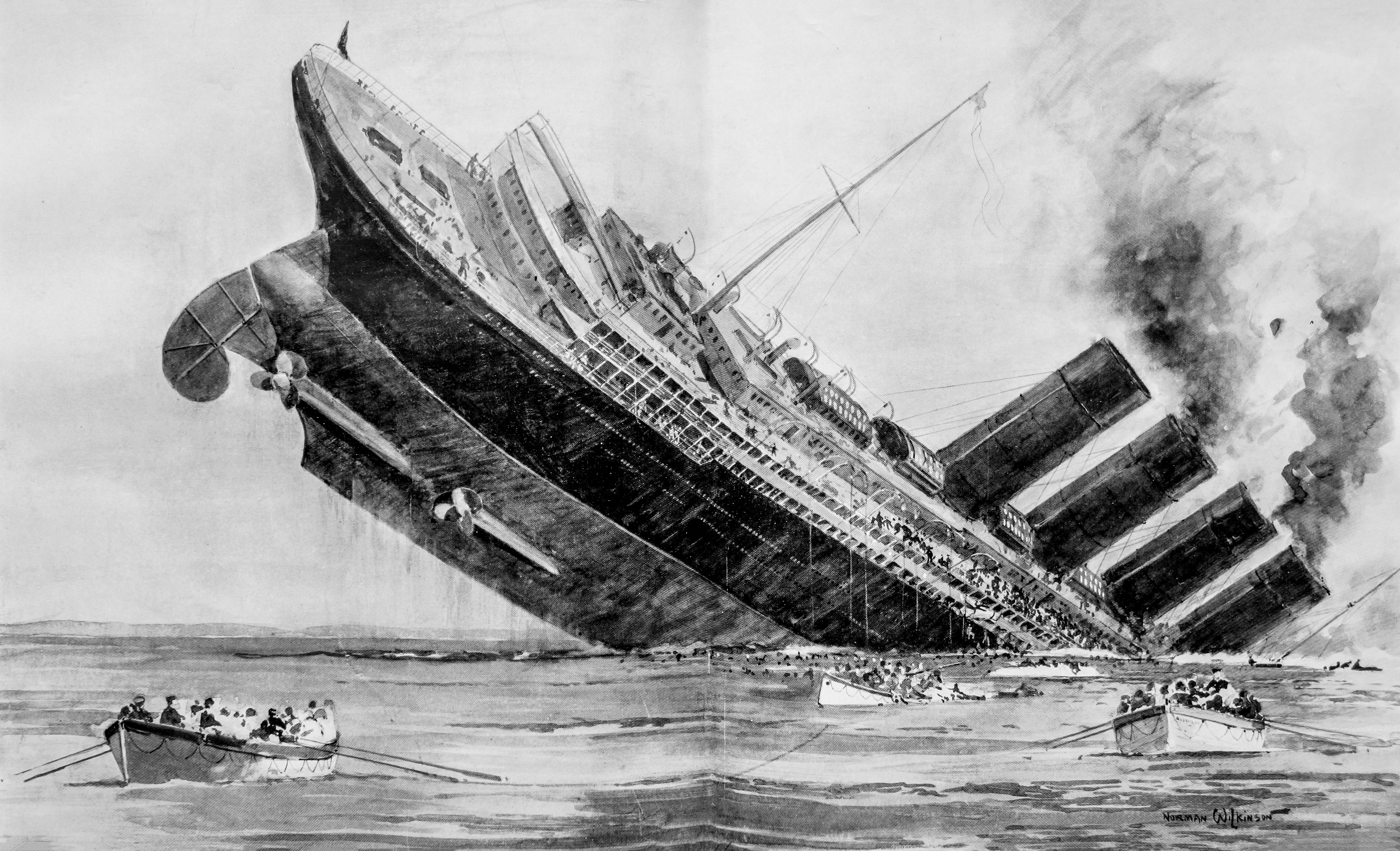
Norman Wilkinson ábrázolásában

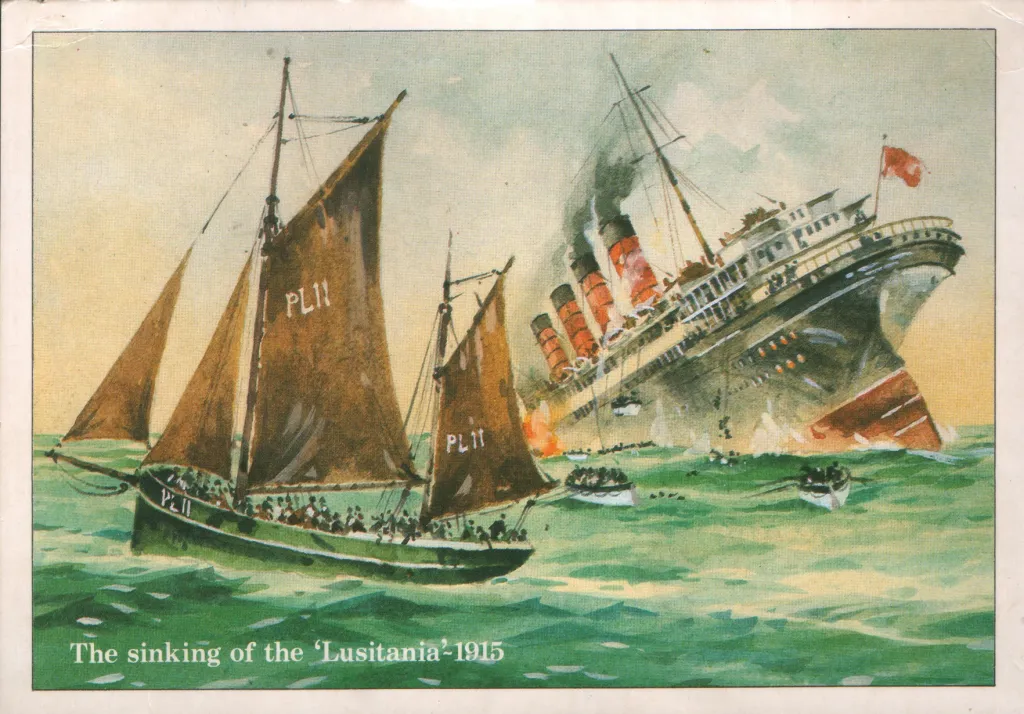
A Wanderer halászhajó a süllyedő Lusitania közelében

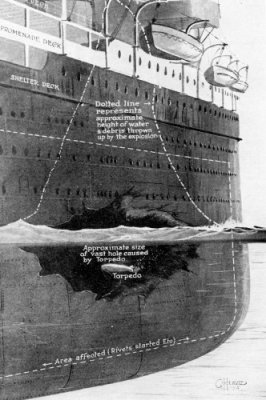
Az U 20 torpedójának feltételezett hatása, a robbanás keltette vízoszloppal

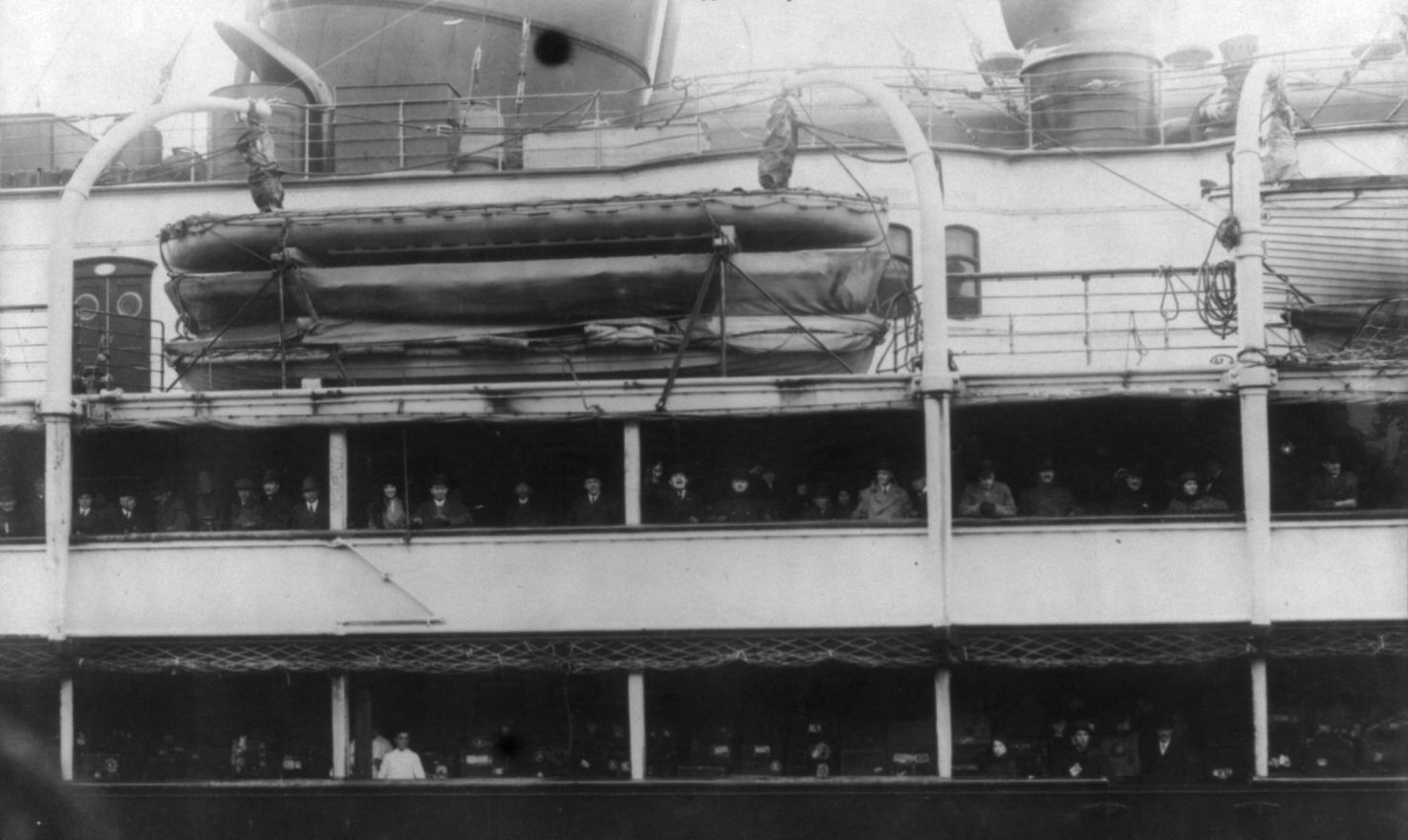
Egy 1914-es fénykép a kiegészítésnek szánt összeszerelhető mentőcsónakokkal

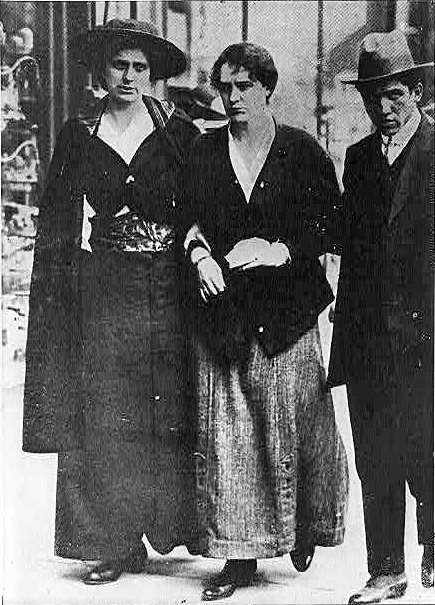
Az egyik túlélő egy 1915. május 25-ei felvételen

A Lusitania elsüllyesztése az első világháború máig vitatott eseménye volt 1915. május 7-én, amely közvetetten befolyásolta a háború további alakulását.
Ezen a napon a Lusitania brit óceánjárót egy német tengeralattjáró torpedózta meg Írország déli partjainak közelében. A támadás a német kormányzat által az Egyesült Királyság körül háborús övezetként kijelölt területen belül történt, melyet az antant tengeri blokádja elleni válaszlépésként jelöltek ki.
Az utasokat a Lusitania New Yorkból való indulása előtt figyelmeztették a háborús övezetben brit hajó fedélzetén való utazás veszélyeiről, de a torpedótámadást magát a tengeralattjáró előzetes figyelmeztetés nélkül hajtotta végre. A Walther Schwieger sorhajóhadnagy parancsnokolta U 20 jelű német tengeralattjáró az óceánjáró jobb oldalára 700 m távolságból, alámerülve egyetlen torpedót lőtt ki. A torpedótalálatot követően a hajó belsejében egy második robbanás is bekövetkezett, ami után 18 perc alatt elsüllyedt.:429 Az U 20 küldetés szerinti feladata hadihajók és kereskedelmi hajók támadása volt abban a térségben, ahol a Lusitania is áthaladt. A fedélzeten tartózkodó 1960 főből mindössze 763 élte túl a katasztrófát, a halottak között 128 amerikai állampolgár volt. A Lusitania katasztrófája számos országban Németország ellen hangolta a közvéleményt, és  hozzájárult az USA két évvel későbbi hadba lépéséhez is az antant oldalán. A szerencsétlenül járt óceánjáróról készült képeket sűrűn alkalmazta az amerikai propaganda a toborzások során.:497–503
Az Egyesült Királyságban és az Egyesült Államokban a hajó pusztulásának pontos okait felderíteni igyekvő vizsgálatoknak gátat szabtak a háborús titoktartás követelményei és a propaganda-hadjárat, melynek célja az volt, hogy minden felelősséget Németországra hárítson. Elsüllyesztésekor az elsősorban utasszállítóként funkcionáló hajó a raktereiben 173 tonna hadianyagot, közte 4,2 millió puskalőszert, közel 5000 srapnellel töltött ágyúlövedéket, és 3240 gyújtószerkezetet (csapódógyújtót) szállított. Vita tárgyát képezte a háború alatt, és azóta is a kérdés, hogy a tengeralattjáró jogosan hajtotta-e végre a torpedótámadást oly módon, ahogy az megtörtént.

## Előzményei
A Lusitania megépítését és üzemben tartását a brit kormányzat támogatta azzal a kikötéssel, hogy szükség esetén felfegyverzett kereskedelmi cirkálóként (segédcirkálóként) is alkalmazhatóként alakítsák ki. Az első világháború kitörésekor a brit admiralitás fontolóra vette katonai használatra való rekvirálását, és hivatalosan is felvették a segédcirkálók listájára. Az admiralitás hamarosan megváltoztatta ezt a döntést, és a Lusitaniát nem alkalmazta segédcirkálóként. A hozzá hasonló nagy óceánjárók hatalmas mennyiségű szenet fogyasztottak (910 t/nap, vagy 37,6 t/óra), és jelentősen megcsappantották az admiralitás szénkészleteit, ezért a gyorsjáratú óceánjárók helyett kisebbeket használtak, melyek az előzetesen nekik szánt feladatot gazdaságosabban el tudták látni. Mivel a megjelenésükben is nagyon jellegzetesek voltak, a csapatszállításra is kisebb hajókat használtak. A Lusitaniát és a Mauretaniát 1914-ben is a segédcirkálók hivatalos listáján szerepeltették, és ekként szerepeltek a hadihajókat felsoroló Jane's All the World's Fighting Ships azévi kiadásában is.
A konfliktus kezdetén a Lusitania és más nagy óceánjárók biztonsága miatt nagy volt az aggodalom. Az első keleti irányú útja során szürkeárnyalatos festést kapott, hogy a kilétét elfedjék, és nehezebb legyen vizuálisan észlelni. Mikorra kiderült, hogy a német flottát a brit ellenőrzés alatt tudja tartani, és a kereskedelmi forgalomra lényegében nem jelentenek veszélyt a német hajók, az Atlanti-óceán biztonságosnak tűnt a Lusitaniához hasonló hajók számára, és útnak indították őket, amennyiben a foglalások alapján megtérülőnek bizonyult az üzemben tartásuk.
A nagy óceánjárók közül sokat kivontak a szolgálatból 1914 őszén és telén, részben az észak-atlanti utasforgalom visszaesése miatt, részben pedig az aknáktól és egyéb veszélyektől való megvédésük miatt. A legkönnyebben azonosítható óceánjárók közül néhányat csapatszállítóként, másokat kórházhajóként alkalmaztak. A Lusitania a kereskedelmi forgalomban maradt, bár az ősz és a tél folyamán nem volt teljes a kihasználtsága, a kereslet mégis elég volt ahhoz, hogy polgári szolgálatban tartsák, ehhez azonban gazdaságossági intézkedések is kellettek. Ezek egyike az volt, hogy a 4-es számú kazántermét üzemen kívül helyezték a szénfogyasztás és a fűtők számának mérséklése érdekében. Ez a 25 csomós utazósebesség 21 csomóra való csökkentését jelentette, amivel még mindig a leggyorsabb, polgári szolgálatban maradt első osztályú óceánjárónak számított.
A nyilvánvaló fenyegetés elmúltával a hajó az álcafestés helyett a polgári mintázathoz tért vissza. A nevét ismét aranyozott színekkel emelték ki, a kéményeit a Cunard színeire festették vissza, a felépítményei pedig ismét fehér színt kaptak. Az egyetlen változás a háború előtti festéséhez képest egy bronz/arany sáv volt a felépítményének alsó részén, közvetlenül a fekete hajótest felett.

### 1915
A britek tengeri blokád alá vették Németországot a háború kitörésekor, 1914 augusztusában, és egy átfogó listát állítottak össze olyan élelmiszereket is tartalmazó termékekről, melyeket háborús dugárúnak nyilvánítottak, majd 1914 novemberében Nagy-Britannia az Északi-tengert „katonai övezetté” (military area) nyilvánította, aminek vizeire minden hajó a saját felelősségre hajózhat csak be.

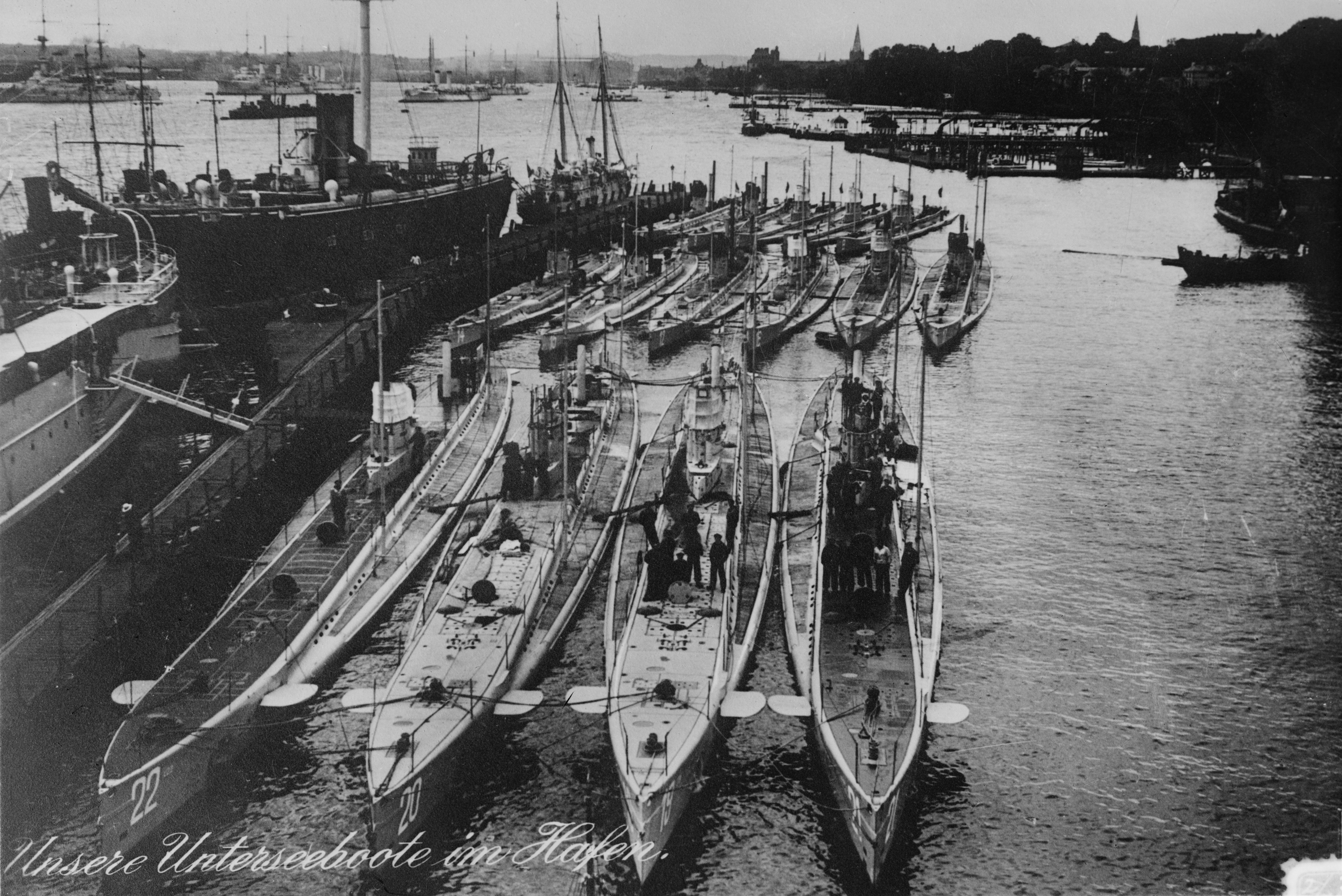
A német tengeralattjáró-flottilla egy része a háború előtt Kielben – az U 20 balról a második

1915 elejére a tengeralattjárók révén új fenyegetés jelent meg a brit hajózás számára. Kezdetben a németek csak a hadihajók ellen vetették be őket, és bár csak ritkán értek el sikereket, ezek meglehetősen látványosak voltak. A tengeralattjárók később kereskedelmi hajókat kezdtek el támadni, azonban szinte mindig a zsákmányjog szerint járva el. Az Atlanti-óceánon való fölénybe kerülés érdekében, és hogy a haditengerészetnek feladatot adjanak, az új fegyvernek számító tengeralattjárót erősen túlértékelő Admiralstab a tengeralattjáró-háború fokozása mellett döntött. 1915. február 4-én Hugo von Pohl tengernagy, az Admiralstab vezetője a Brit-szigetek körüli vizeket háborús övezetté nyilvánította, amin belül február 18-tól kezdődően az antant hajóit a tengeralattjárók előzetes figyelmeztetés nélkül is elsüllyeszthették. Ez még nem számított teljes mértékben korlátlan tengeralattjáró-háborúnak, mivel kerülni kellett a semleges hajók elsüllyesztését. Azonban az Admiralstab azt a titkos utasítást adta a tengeralattjáróparancsnokoknak, hogy vegyenek célba utasszállító hajókat is, mivel ettől azt várták, hogy az egyéb jellegű hajóforgalomra is elrettentő hatással lesz. Mivel Németországnak csak 21 erre a célra bevethető tengeralattjárója volt, és ezek közül számos nem volt bevethető , sokan nem vették komolynak a fenyegetést. Az Egyesült Államok kormányzata figyelmeztette Németországot, hogy „szigorúan elszámoltatással” kell szembe néznie a hadjárat következtében odavesző minden amerikai állampolgárért.
A Lusitania reakciója a német bejelentésre zavart keltő volt. A Brit-szigetek körüli vizek háborús övezetté való nyilvánításakor az óceánjáró útban volt Liverpoolba, és Daniel Dow kapitány az amerikai utasai sürgetésére az amerikai lobogót vonatta fel az árbócra annak érdekében, hogy eltántorítsák a tengeralattjárókat a támadástól. Ez a tette viták egész sorát váltotta ki az amerikai hatóságok és Németország között.
A következő útja során a Lusitaniának menetrend szerint 1915. március 6-án kellett Liverpoolba érkeznie. Ezúttal az admiralitás külön utasításokkal látta el azzal kapcsolatban, hogy hogyan kerülje el a tengeralattjárókat. A rombolók csekély száma ellenére Henry Oliver tengernagy két ilyen egységet, a Louist és a Laverockot küldte ki az óceánjáró biztosítására, a Lyons Q-hajót (tengeralattjáró-csapdát) pedig a Liverpooli-öbölbe küldte járőrözni. Az egyik romboló parancsnoka telefonon kereste meg a Cunard hajótársaságot, hogy megérdeklődje a Lusitania tartózkodási helyét, de a hajótársaság megtagadta a válaszadást azzal, hogy ez ügyben az admiralitást kell keresnie. A nyílt vizeken a két romboló szikratávírón lépett kapcsolatba az óceánjáróval, de mivel nem rendelkeztek a kereskedelmi hajók kódkönyveivel, nyílt üzeneteket váltottak. Ez jelentős kockázatoknak tette volna ki a hajóját, ezért Dow kapitány csak kódolva volt hajlandó megadni a pozícióját. Ezt viszont jelentősen eltérve a tényleges helyzetétől adta meg, ami miatt a rombolók nem tudtak rátalálni., így pedig a Lusitania kíséret nélkül futott be Liverpoolba.:91–2:76–7
A fenyegetésre tekintettel végeztek néhány módosítást a Lusitanián és az alkalmazásának körülményein. Azt az utasítást kapta, hogy a háborús övezetben ne vonjon fel semmilyen zászlót. Számos figyelmeztetést és tanácsot kapott a hajó kapitánya, melyek segítették annak eldöntésében, hogyan tudja a legjobban megvédeni a hajóját az új fenyegetéssel szemben, és a hajó kéményeit is átfestették sötétszürkére, hogy nehezebben tudják észlelni az ellenséges tengeralattjárók. A kilétét lehetetlen volt teljesen elfedni, mivel a sziluettje széleskörben ismert volt, ezért a hajónév feliratát nem is festették le.
Közben a tengeralattjáró-háború egyre veszélyesebbé kezdett válni. Március 28-án az amerikai sajtóban Thrasher-incidensként ismertté vált esetnél egy német tengeralattjáró megállított brit utasszállító hajót. A szemtanúk szerint a tengeralattjáró csak nagyjából 10 percet adott a hajó evakuálására, mielőtt megtorpedózta volna, és ez az első amerikai halálos áldozattal járt a háborúban. Április 1-én Gustav Bachmann tengernagy, az Admiralstab vezetője memorandumot küldött Vilmos császárnak. Ebben részletezte az eddig elsüllyesztett hajók csekély számát, és úgy érvelt, hogy a tengeralattjáró-háború csak úgy lehet igazán hatékony, ha teljesen korlátlanul tevékenykedhetnek, azaz a hajókat azok típusának és nemzetiségének meghatározása nélkül támadhatnák. Tirpitz bátorításával a császár április 2-án titkos utasításokat adott ki, melyekben az általánosan alkalmazott, felszínre emelkedve végrehajtott támadások ellen szólalt fel, kihangsúlyozva az ezekben rejlő veszélyeket. Arthur Link történész szerint ez a lépés a „hadműveleti félhomály zónáját” kreálta meg, amiben jóval könnyebben kerülhetett sor hibák elkövetésére. Ezeknek az utasításoknak a kiadása után sem nőtt az elsüllyesztett hajók száma, de az áprilisban elsüllyesztett 17 hajóból 6 semleges volt. A németek úgy ítélték meg, hogy az amerikaiak fogatlanok. „Az amerikai kormányzat politikáját az az egy gondolat határozza meg, hogy ne keveredjenek bele semmiféle komplikációba. ’Ki akarunk maradni mindenből’, ez az egyszerű szabály.” Április végén-május elején két újabb támadás ért amerikai hajókat, a Cushingot és a Gulflightot. Az előbbit április 29-én érte légitámadás, emberveszteség nélkül, az utóbbit május 1-én érte torpedótámadás, ekkor hárman veszítették életüket. Wilson elnök formálisan nem reagált ezekre az incidensekre addig, mígnem az események túlhaladtak rajta.
Dow kapitány elhagyta a hajót miután nyilvánvalóan megviselte a stressz, amit a hajójának a háborús övezeten való átvezetése okozott számára. A Cunard később ezt úgy magyarázta, hogy „megfáradt és nagyon beteg.” Helyét új kapitányként William Thomas Turner vette át, aki a háború előtti években már vezette a Lusitaniát, és ezen kívül a Mauretaniát és az Aquitaniát is. 1915. április 17-én a Lusitania 201. transzatlanti útjára indulva elhagyta Liverpoolt, és április 24-én érkezett meg New Yorkba.

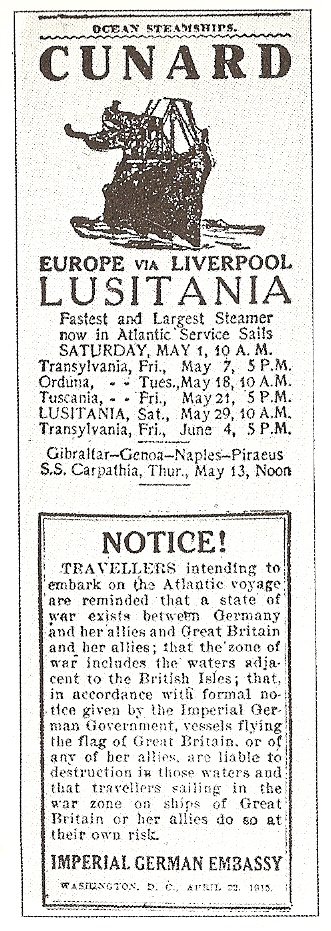
A német nagykövetség által az Egyesült Királyságba való utazás veszélyeire figyelmet felhívó hivatalos hirdetés, mely április 30-án jelent meg

Április közepén a német nagykövet, a februárban kihirdetett tengeralattjáró-hadjárat jogszerűségével kapcsolatban kétségeket tápláló Johann Heinrich von Bernstorff konzultált más német adminisztratív részlegek képviselőivel, és úgy döntött, hogy általános figyelmeztetést jelentet meg az amerikai sajtóban. A figyelmeztetést 50 amerikai újságnak kellett lehoznia, köztük számos New York-inak a következő tartalommal:

„Figyelem!

Az atlanti utazásra készülő utazók emlékeztetnek arra, hogy háború zajlik Németország és szövetségesei, és Nagy-Britannia és szövetségesei között; hogy a háborús övezethez tartoznak a Brit-szigetekhez közeli vizek; hogy a császári német kormányzat által kiadott formális figyelmeztetésnek megfelelően a Nagy-Britannia, vagy bármely szövetségesének zászlaja alatt haladó hajók ki vannak téve az elsüllyesztés veszélyének ezeken a vizeken, és a háborús övezetbe Nagy-Britannia vagy a szövetségeseinek hajóin betérő utazók azt a saját kockázatukra teszik.
Császári Német Nagykövetség
Washington D.C., 1915. április 22.”

A figyelmeztetésnek április 24-én, május 1-én, és május 8-án kellett volna megjelennie, de technikai nehézségek miatt nem hozták le a lapok április 30-ig, a Lusitania kihajózása előtti napig, néhány újság esetében épp a Lusitania hirdetése mellett. Ez csupán a véletlen műve volt, de a figyelmeztetés okozott némi nyugtalanságot a sajtóban, bosszúságot az amerikai kormányzatnak, és aggodalommal töltötte el az utasokat és a legénységet.

## Az utolsó út

### Indulás
Míg sok brit utasszállító hajót katonai célokra állítottak szolgálatba, a Lusitania megmaradt kereskedelmi hajónak a Liverpool–New York útvonalon. A parton hordott kedvenc keménykalapja után "Bowler Bill" névvel emlegetett Turner kapitány próbálta megnyugtatni az utasokat azzal, hogy a hajója a sebessége révén biztonságban van a tengeralattjárótámadásokkal szemben. Még a csökkentett sebességével is gyorsabb volt a felszínen maximálisan 16 csomóval, víz alatt 9 csomóval haladni képes tengeralattjárókkal szemben, így nagyon közel kellett volna elhaladnia egy tengeralattjáróhoz ahhoz, hogy az támadást tudjon indítani ellene.

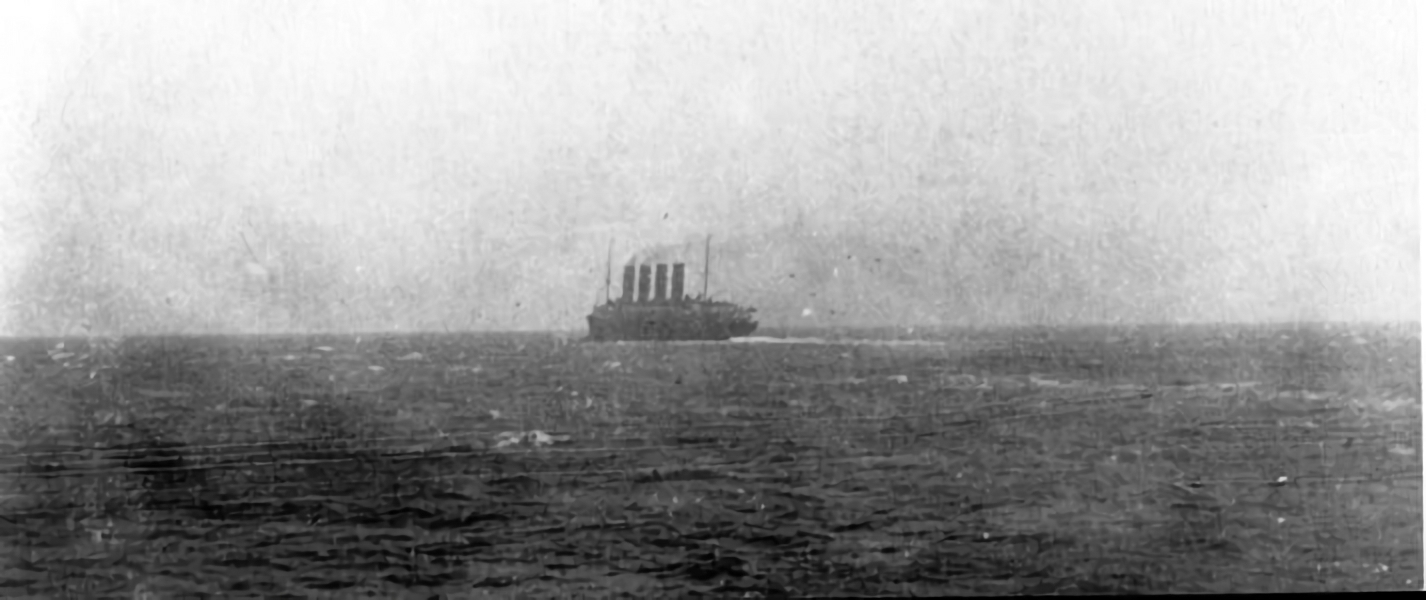
A Lusitania útnak indulása New Yorkból, a róla készült utolsó ismert fényképen

A Lusitania Liverpoolba való visszaútjára május 1-én délben indult el, két órás késéssel a menetrendben meghatározotthoz képest, mivel az utolsó pillanatban 41 utas és személyzet érkezett a nemrég rekvirált Cameroniáról.:132–133 Röviddel indulás után három németül beszélő férfit találtak az egyik utaskísérő kamrájában. William Pierpoint, a liverpooli rendőrség detektívfelügyelője hallgatta ki őket, mielőtt elzárták őket a Liverpoolban sorra kerülő további kihallgatásukig.:156, 445–446 A személyzet tagjai között volt egy Neal Leach nevű angol férfi, aki a háború előtt Németországban volt tanító. Leachet előbb internálták, de később szabadon engedték a német hatóságok. A washingtoni német nagykövetséget értesítették Leach Amerikába érkezéséről, ahol ismert német ügynökökkel találkozott. Leach és az őrizetbe vett három német potyautas a hajóval együtt merült hullámsírba. Utóbbiaknál fényképezőgépeket találtak, és feltételezték róluk, hogy a hajón való kémkedés volt a feladatuk. A katasztrófát túlélő Pierpointot nagy valószínűséggel már előre értesítették Leachről.:131–132, 445
Az 54-es számú móló elhagyásakor 1960 fő volt a Lusitania fedélzetén. A rajta szolgálatot teljesítő 693 főn kívül 3 potyautast és 1264 utast szállított, többségükben brit állampolgárokat és nagy számú kanadait, valamint 159 amerikait. Az utasok közül 124 volt gyerek. Az észak-atlanti útvonalon nagyra tartott első osztályának alig több mint fele volt kihasználva, ide 290 fő foglalt jegyet. Az eredetileg 460 fős másodosztálya erősen túl volt terhelve 601 utassal. A kisgyerekek és csecsemők nagy száma segített enyhíteni a zsúfoltságot a korlátolt számú két és négy férőhelyes kabinokban. A helyzetet azzal enyhítették, hogy néhány második osztályú utas számára engedélyezték az üres első osztályú kabinokba való beköltözést. A harmadik osztályon a viszonyok megfeleltek a keleti irányú utaknál megszokottakénak. Az 1186 férőhelyes osztályon mindössze 370 fő utazott.

### Tengeralattjáróaktivitás

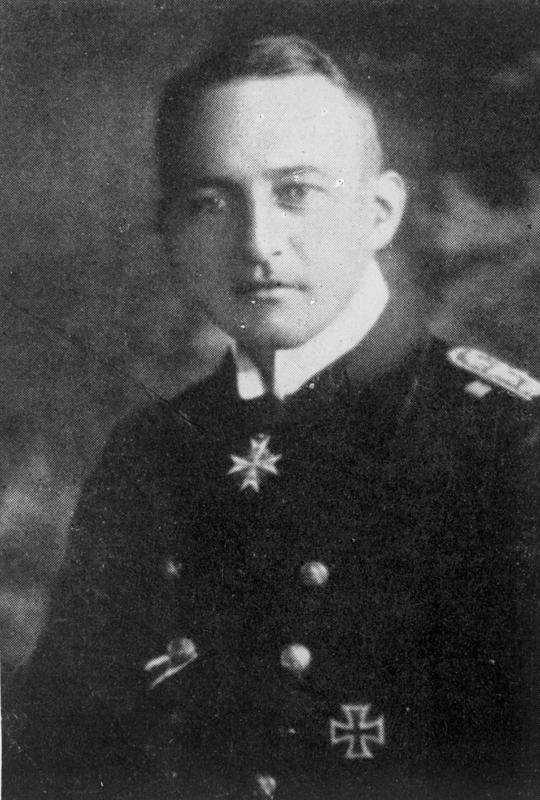
Walther Schwieger sorhajóhadnagy,
az U 20 parancsnoka

Miközben a Lusitania az óceánt szelte át, aközben a brit admiralitás nyomon követte a Walther Schwieger sorhajóhadnagy parancsnokolta U 20 útját annak rádiójelzései alapján. A tengeralattjáró április 30-án hagyta el Borkumot és az Északi-tengert északnyugati irányban szelte át. Május 2-án érte el Peterheadet és északnak megkerülte Skóciát és Írországot, majd Írország nyugati és déli partjai mentén haladva érte el az Ír-tengert déli irányból. Habár a tengeralattjáró indulási időpontja, küldetése és várható érkezési ideje ismert volt az admiralitás jelhírszerzési osztálya (a Room 40) előtt, ennek a kódfejtő részlegnek a tevékenysége olyannyira titkos volt, hogy még az ellenséges hajók nyomon követésével foglalkozó „normál” hírszerzési osztály és a kereskedelmi hajóknak kiadandó figyelmeztetésekkel foglalkozó kereskedelmi osztály sem tudott a létezéséről. Csak az admiralitás legmagasabb rangú tisztjei láthatták az ettől a részlegtől származó információkat, és csak akkor adtak ki figyelmeztetéseket, ha ők ennek szükségét látták.
Március 27-én a Room 40 elfogott egy üzenetet, mely alapján nyilvánvalóvá vált, hogy a németek feltörték a brit kereskedelmi hajókkal való kommunikációhoz használatos kódokat. A kereskedelmi hajókat kísérő cirkálókat figyelmeztették, hogy ne adjanak le olyan jelzéseket, melyekben útirányt adnak meg a hajóforgalom számára, mert az éppolyan könnyen odavonzhatja az ellenséges tengeralattjárókat, mint amennyire a hajókat távol tarthatja onnan. Azonban Queenstown (a mai Cobh) haditengerészeti támaszpontja nem kapta meg ezt a figyelmeztetést, és ezt követően is megadta a menetirányokat a németek által feltört kóddal, és ezen a gyakorlaton már csak a Lusitania elsüllyesztése után változtattak. Ekkorra már a Királyi Haditengerészet jelentősen előrehaladt a Gallipoli-hadjárat előkészületeivel, és a hírszerzési osztály olyan megtévesztő információkat igyekezett eljuttatni a németekhez, melyek alapján azok azt hihették, hogy az északi partjaik ellen van készülőben egy partraszálló hadművelet. Ennek részeként a Hollandiába irányuló hajóforgalmat április 19-től kezdődően felfüggesztették, és hamis jelentéseket szivárogtattak ki, melyek csapatszállító hajók mozgásáról adtak hírt Britannia nyugati és déli partjainál lévő kikötőkből. A német hadsereg emiatt offenzív fellépést kért a haditengerészettől a várható csapatmozgások ellen, és ehhez kapcsolódóan a tengeralattjárók tevékenységének növelését a Brit-sziget nyugati partjainál. A brit flottát értesítették a német tengeralattjárók számának várható növekedéséről, de ezt az információt nem továbbították a haditengerészetnek a kereskedelmi hajókkal foglalkozó részlegeihez. A Davenportból Skóciába visszarendelt Orion csatahajó indulását május 4-ig elhalasztották, és azt az utasítást kapta, hogy 100 tengeri mérföldes távolságot tartson eközben az ír partoktól.
Május 5-én az U 20 megállította az Earl of Lathom szkúnert az Old Head of Kinsale előtt, és a papírjainak átvizsgálása után felszólította a legénységét a hajó elhagyására, majd elsüllyesztette ágyútűzzel. Május 6-án a tengeralattjáró torpedót lőtt ki a Kubából érkező, semleges zászló alatt hajózó brit Cayo Romano gőzösre a Fastnet Rock előtt, de a torpedó pár lábbal elvétette a célpontot. Május 5-én 22:30-kor a brit haditengerészet egy kódolatlan figyelmeztetést küldött minden hajónak „Tengeralattjárók tevékenykednek Íroroszág déli partjainál” tartalommal. Éjfélkor a rendszeres éjszakai figyelmeztetéseket kiegészítették még annyival, hogy „tengeralattjáró Fastnet előtt”. Május 6-án az U 20 elsüllyesztette a 6000 tonnás Candidate gőzöst, majd sikertelenül próbált meg támadópozícióba kerülni a 16 000 tonnás Arabic utasszállítóhoz, mivel bár az egyenesen haladt, túl gyorsnak bizonyult. Ezt követően azonban elsüllyesztette a zászló nélkül haladó 6000 tonnás Centurion teherhajót. Mindegyik támadásra a Coningbeg világítóhajó közelében került sor, 70 mérföldnyire keletebbre a Lusitania elleni támadás helyszínétől. A Room 40 dokumentumai alapján a Centurion május 6-ai elsüllyesztése volt az utolsó ismert pozíciója a tengeralattjárónak a Lusitania megtorpedózása előtt.
A május 6-7-ei éjféli figyelmeztetésben nem tettek említést a tengeralattjáróról, mivel az újabb támadások híre még nem jutott el a queenstowni támaszpontra, és ebből – amúgy helyesen – úgy ítélték meg, hogy a Fastnetnél már nem tartózkodik tengeralattjáró. Május 6-án reggel a Lusitania még 750 tengeri mérföldre nyugatra volt Írország déli partjaitól. Turner kapitány az este folyamán két figyelmeztető üzenetet kapott. Az egyiket 19:52-kor, mely megismételte az Írország déli partjainál a tengeralattjárók jelenlétére való figyelmeztetést. Ezek az üzenetek több tengeralattjáróról tettek említést, mivel tévesen úgy hitték, hogy nem egy, hanem több portyázik a környéken. A másikat még délben elküldték, de csak 20:05-kor kapta meg a Lusitania, és ebben a következő utasítások álltak: 
„Hegyfokokat kerülni, kikötők előtt teljes sebességgel elhaladni; a csatorna közepén haladni. Tengeralattjárók Fastnet előtt.”
A Lusitania ekkor 370 mérföldre volt a Fastnettől. Turnert később azzal vádolták, hogy nem vette figyelembe ezt a figyelmeztetést. Ezen az estén egy jótékonysági koncertet tartottak az óceánjáró teljes fedélzetén, és Turner kapitánynak kötelező volt részt vennie ezen az eseményen az első osztály étkezőjében.:197

A Lusitania és az U 20 útvonala. A térkép jelöli az U 20 által május 6-án és 7-én elsüllyesztett hajókat és a fontos földrajzi helyeket.

Május 7-én 05:00-kor a Fastnettől 120 tengeri mérföldre nyugat-délnyugatra a Lusitania találkozott az őrjáratozó Partridge felfegyverzett gőzössel. Reggel 06:00-ra erős köd képződött, ami miatt megnövelték az őrszemek számát. A háborús övezetbe való belépéskor Turner 22 csónak kibillentését rendelte el óvintézkedésként, hogy szükség esetén minél hamarabb vízre lehessen tenni őket. Ahogy egyre jobban közeledett Írországhoz, Turner kapitány mélységméréseket rendelt el és 08:00-kor a sebességet 18 csomóra, majd 15 csomóra mérsékelte és a ködkürtöt is megszólaltatta. Egyes utasokat ez zavarta, mert szerintük az óceánjáró ilyen módon csak reklámozta a tartózkodási helyét. 10:00-ra a köd oszladozni kezdett, délre már fényes napsütés vette át a helyét a szélcsendes, sima tenger felett, aminek hatására a sebességet ismét 18 csomóra növelték.:200–202
11:52 körül a hajó újabb figyelmeztetést kapott az admiralitástól, valószínűleg Alfred Booth Cunard-tulajdonos kérésének hatására, aki aggódott a hajója épsége miatt. Az üzenet így hangzott: „Tengeralattjárók tevékenykednek az Ír-csatorna déli részén. Legfrissebb értesülés [észlelésről] Coningbeg világítóhajótól húsz mérföldre délre.” Booth és Liverpool városa értesült az elsüllyesztett hajókról, melyekről az admiralitásnak legalább hajnali 03:00 óta tudomása volt már. Turner a haladási irányát északkeletire módosította, nem tudva arról, hogy ez a jelentés még az előző napi észlelésekre vonatkozik, és nyilvánvalóan azt gondolta, hogy a tengeralattjárók inkább maradnak a nyílt tengeren,:184 vagy torpedótalálat esetén jobb ha a hajóját a sekélyebb vizek közelében tartja. 13:00-kor újabb üzenet érkezett „Tengeralattjáró öt mérfölddel délre a Clear-foktól d. e. 10:00-kor való észlelésekor nyugatra tartva” tartalommal. Ez a jelentés pontatlan volt, mivel ekkor nem volt egyetlen tengeralattjáró sem a megadott helyen, ellenben azt a benyomást keltette, hogy a Lusitania legalább egy tengeralattjárót biztonságosan elkerült.
Eddigre az U 20 üzemanyaga fogytán volt és már csak három torpedója maradt. Aznap reggel a látási viszonyok rosszak voltak, és Schwieger a hazaút megkezdése mellett döntött. Miután észlelt egy brit járőrhajónak vélt halászhajót, 11:00-kor lemerült, majd röviddel rá mikor még a víz alatt volt, elhaladt a közelében egy hajó nagy sebességgel. Ez a Juno cirkáló volt, mely visszatérőben volt Queenstownba, és miután 07:45-kor a Queenstown előtt jelentettek egy tengeralattjárót, ellene való védekezésként cikkcakkban haladt a legnagyobb elérhető sebességével, 16 csomóval. Az admiralitás a Junóhoz hasonló, 20 évesen már réginek számító cirkálókat nagyon sebezhetőnek tartotta a tengeralattjárókkal szemben, és Schwieger is megpróbált támadást indítani ellene.:216

### ALusitaniaelsüllyesztése
Az U 20 12:45-kor emelkedett fel ismét, mikor a látási viszonyok már jók voltak. 13:20-kor észleltek valamit, és Schwiegert a parancsnoki toronyba hívatták. Először azt hitték, hogy több hajót látnak a sok kémény és árbóc miatt, de hamarosan egy nagyméretű gőzhajóként vált felismerhetővé a horizonton. 13:25-kor a tengeralattjáró periszkópmélységnek számító 11 méterre merült, és a gőzhajó elfogásához vett fel irányt a vízalatti legnagyobb sebességével, 9 csomóval. Mikor két tengeri mérföldre megközelítette már, az óceánjáró elkanyarodott tőle, és Schwieger attól tartott, elveszíti a célpontot, de aztán a hajó ismét irányt váltott, amivel közel ideális irányra állt a torpedótámadás végrehajtásához. 14:10-kor a gőzhajó 700 méter távolságra közeledett, és ekkor Schwieger kilőtt rá egy torpedót három méteres mélységi beállítással.:216–217 Schwieger állítása szerint nem volt számára ismert a hajó identitása a támadás végrehajtása előtt, csak annyit állapított meg, hogy az egy nagy utasszállító hajó. A karrierje során számos alkalommal indított úgy támadást, hogy előzőleg nem azonosította a célpontját. Később előzetes azonosítás nélkül intézett támadást a Hesperian gőzös ellen is, amivel megsértette azt a parancsot, mely szerint nem lehetett megtámadni utasszállítókat. Schwieger az óceánjáró sebességét is túlbecsülte, 20 csomóra téve azt, de a Lusitania szerencsétlenségére ez pont kompenzálta azt a hibát, amit a támadás szögének megállapításában vétett. A torpedó kilövése után nagyjából egy perccel érte el a hajót.
A Lusitania orránál egy 18 éves őrszem, Leslie Morton vette észre a hajó felé tartó vékony habcsíkokat, és a magafonjába kiáltotta: „Közeledő torpedók a jobb oldalon!” A buborékokból úgy vélte, hogy két torpedó közeledik, nem csak egy, Schwieger hadinaplója szerint ellenben csak egy torpedót lőttek ki. Egyesek kétségbe vonják a hadinapló hitelességét, és azt állítják, hogy a német kormányzat utólag módosítva tette közzé Schwieger bejegyzését,:416–419 azonban az U 20 legénysége többi tagjának beszámolója szerint is csak egy torpedót lőttek ki. A bejegyzés hitelességét alátámasztják az U 20 által az Északi-tengerre való visszaérkezésekor leadott, és a britek által elfogott rádiójelentések is, ekkor pedig még nem volt lehetőség hivatalos fedősztorit kreálni. Schwieger az U 20 hadinaplójába a következőket írta:
„A torpedó a hajó jobb oldalát találta el a közvetlenül a híd mögött. Egy szokatlanul nagy robbanásra kerül sor egy nagyon erős füstfelhővel. A torpedó robbanását egy második, jóval erősebb robbanás követi [kazán vagy lőpor?]… A hajó azonnal megáll, és jobb oldalára kezd dőlni nagyon gyorsan, közben süllyed az orránál… a Lusitania név aranyozott betűi láthatóvá válnak.”
Schwieger állítása szerint a torpedó a híd mögött érte a hajót, így az első kémény közelében, a túlélők – köztük Turner kapitány – eltérő beszámolói számos különböző helyet adtak meg. Egyesek azt állították, hogy az első és második, mások a harmadik és a negyedik kémény között. Legtöbbjük egyet értett abban, hogy a vízoszlop az 5-ös számú mentőcsónakot kilökte a csónakdaru karjai közül, és a hajótest burkolatának acéllemezeiből, szénfüstből, szénporból és roncsokból álló gejzír csapott fel magasan a fedélzet fölé, a kazánoknál dolgozók pedig arról számoltak be, hogy azonnal elöntötte őket a víz. Ezek a részletek megegyeznek a Schwieger által leírtakkal. Az egyik utas elmondása szerint „mintha egy millió tonnás kalapács ütött volna fel egy kazánt száz láb magasra”. Ezt követően egy második robbanás következett be, ami az egész hajót megrázta, majd sűrű szürke füst kezdett kiáramlani a kéményeken és a kazánházakba vezető szellőzőnyílásokon. Az U 20 torpedótisztje, Raimund Weisbach a pusztítást a periszkópon keresztül figyelte, és elmondása szerint maga a torpedó robbanása is szokatlanul erős volt.
14:12-kor Turner kapitány Johnston kormányost a kormánykerékhez rendelte „erős jobbfordulót” ("hard-a-starboard") parancsba adva neki, amivel az ír partok felé akarta fordítani a hajót, de a hajót nem lehetett egyenesbe állítani, és hamar nem reagált már a kormánykerékre. Turner ezután a gépteremnek hátramenetbe tételre adott utasítást, hogy megállítsa a hajót, és bár a jelzés eljutott a gépterembe, nem lehetett már tenni semmit. A gőznyomás a robbanás előtt 195 psi-ről 50 psi-re esett vissza, majd tovább csökkent, amivel a Lusitaniát már nem lehetett kormányozni, vagy megállítani a dőlés ellensúlyozásához, vagy a partra futtatáshoz.:227 A Lusitania szikratávírásza (rádiósa) azonnal SOS vészjelzést adott le, amit a partmenti állomások vételeztek is. Röviddel ezután megadta a hajó helyzetét is 10 tengeri mérföldre az Old Head of Kinsale-foktól meghatározva azt.:228 14:14-kor a hajón elment az áram, amitől a hajó belső terei teljes sötétségbe borultak. A rádiójelzéseket vészhelyzeti akkumulátorok segítségével még ezután is adtak le, de az elektromos liftek leálltak, aminek következtében a személyzetnek az elülső raktérben az utasok poggyászait az este való liverpooli kirakodáshoz előkészítő tagjai a hajó gyomrában rekedtek. Épp ezeknek a tengerészeknek kellett volna a mentőcsónakokat leengedniük a vízre vészhelyzet esetén. Az óvintézkedésként már korábban lezárt vízzáró ajtókat pedig már nem lehetett ezután kinyitni a fogságba esett tengerészek kiszabadításához.:238–240 A hajólapátot sem lehetett mozgatni elektromos áram nélkül, ami azt jelentette, hogy a hajót nem lehetett irányítani a dőlés ellensúlyozására vagy a hajó partra futtatásához. Egyes vallomások szerint utasok rekedtek a két központi liftben, bár az egyik szalonban tartózkodó utas arról számolt be, hogy a lifteket látta a csónakfedélzet és az az alatt lévő fedélzet között, miközben az első osztály bejáratán átment.
Nagyjából egy perccel azt követően, hogy elment az áram, Turner kapitány parancsot adott a hajó elhagyására. A víz elárasztotta a jobb oldali hosszanti rekeszeket, amitől a hajó 15 fokkal megdőlt jobbra. Nem egész hat perccel a torpedótalálat után a hajó orra kezdett elmerülni.
A Lusitania erős jobb oldalra való dőlése nagyon megnehezítette a mentőcsónakok vízre bocsátását. Tíz perccel a torpedótalálat után, mikor már kellően lelassult ahhoz, hogy csónakokat engedhessenek le a vízre, a jobb oldali csónakok már túl messzire kilengtek ahhoz, hogy a fedélzetről át lehessen lépni rájuk. A bal oldalon be lehetett még szállni a csónakokba, de a leengedésükkel problémák adódtak, mivel a kor többi hajójához hasonlóan a Lusitania hajótestének lemezeit is szegecsekkel rögzítették, és a lefelé engedett csónakok bele-beleakadtak ezekbe a hüvelyknyire kiálló szegecsekbe, ami súlyos károkat okozhatott a csónakokban, vagy fel is fordíthatta őket még a vízfelszín elérése előtt.
Sok mentőcsónak felfordult beszálláskor vagy a leengedés közben, az utasaik pedig a tengerbe estek, míg másokat a hajó mozgása fordított fel, mikor vizet értek. Egyes állítások szerint néhány csónak a tisztek hanyagságából kifolyólag a fedélzetnek csapódott utasokat agyonnyomva, majd a fedélzeten csúszni kezdett a híd irányába. Ez vita tárgyát képezte az utasok és a személyzet tagjainak vallomásai között. A legénység néhány képzetlen tagja elengedte a csónakok köteleit leengedés közben, amitől a csónakban helyet foglalók a vízbe estek. Mások leengedés közben fordultak át, mikor néhány pánikba esett ember ugrott be a csónakba. A Lusitania 48 mentőcsónakkal rendelkezett, ami több mint elegendő volt az összes utas és a legénység valamennyi tagja számára, de ezek közül csak hatot sikerült épen vízre tenni, mind a hatot a jobb oldalon. Az 1-es számú mentőcsónak leengedés közben átfordult, és az összes ekkor benne ülő ember vízbe esett, de röviddel később a vízben magától visszafordult, és vízbe esettek töltötték meg. A 9-es számú csónak 5 fővel, és a 11-es számú csónak 7 fővel lett csak leengedve biztonságosan, de hamarosan ezek is megteltek a vízből kimentettekkel. A 13-as és 15-ös csónakok is biztonságban értek vizet egyenként 150 fővel, amivel jelentősen túl voltak terhelve. Végül a 21-es csónakot 52 fővel sikerült épségben letenni, és még idejében eltávolodni vele a hajótól, mielőtt még az a csónakra dőlt volna. Az összecsukható mentőcsónakjai közül párat lesodort víz a fedélzetéről, ami néhány vízben úszó hajótörött számára nyújtott megkapaszkodási lehetőséget.
Két mentőcsónak a bal oldalon is eltávolodott a hajó bal oldalán. A 14-es számú csónak 11 fővel biztonságban lett a vízre téve, de mivel a lékdugóját nem csavarták be, szinte a vízre tétel után azonnal elsüllyedt. A 2-es számú csónakot az első utasainak sikerült felborítaniuk, és a vízbe estek. A másodszorra beszállókkal sikerült eltávolodnia a hajótól, miután eltávolítottak egy kötelet, és a hajó egyik kéményének „csápszerű” merevítőjét. Röviddel az előtt sikerült a benne ülőknek elevezniük a hajótól, hogy az elsüllyedt.
Schwieger pánikot és rendezetlenséget figyelt meg a hajó jobb oldalán a periszkópján keresztül. 14:25-kor bevonta a periszkópot és a nyílt tenger felé vette az útját. Később a nap folyamán megpróbálta megtorpedózni az amerikai Narragansett tankert, de a torpedója nem talált. Ezt követően a tengeralattjáró északnak vette az irányt, és az Ír-sziget nyugati partjai mentén elhaladva tért vissza az Északi-tengerre, majd érkezett meg Wilhelmshavenbe. Schwieger 1917. szeptember 5-én veszítette életét, mikor az U 88 parancsnokaként Terschelling szigetének közelében aknára futott, és hajója a legénységének összes tagjával odaveszett.
A bal oldalon lévő utasok azonban nyugodtabb képet festettek az ott történtekről. Sokan, köztük Charles Lauriat író, aki publikálta a katasztrófával kapcsolatos élményeit, azt állította, hogy néhány utas még az előtt bemászott a bal oldali csónakokba, minthogy James Anderson kapitány erre utasítást adott volna. Anderson kijelentette, hogy „ez a hajó nem fog elsüllyedni”, és biztosította a közelében lévőket arról, hogy az óceánjáró „érintette a tengerfeneket”, és felszínen fog maradni. Valójában a legénységet arra utasította, hogy várjon, és árassza el a hajó bal oldali ballaszttartályait tengervízzel a hajó egyenesbe állítása érdekében, hogy ezután a csónakokat biztonságban tudják leengedni. Ennek eredményeként kevés csónakot engedtek csak le a bal oldalon, ezeket sem Anderson felügyelete alatt.

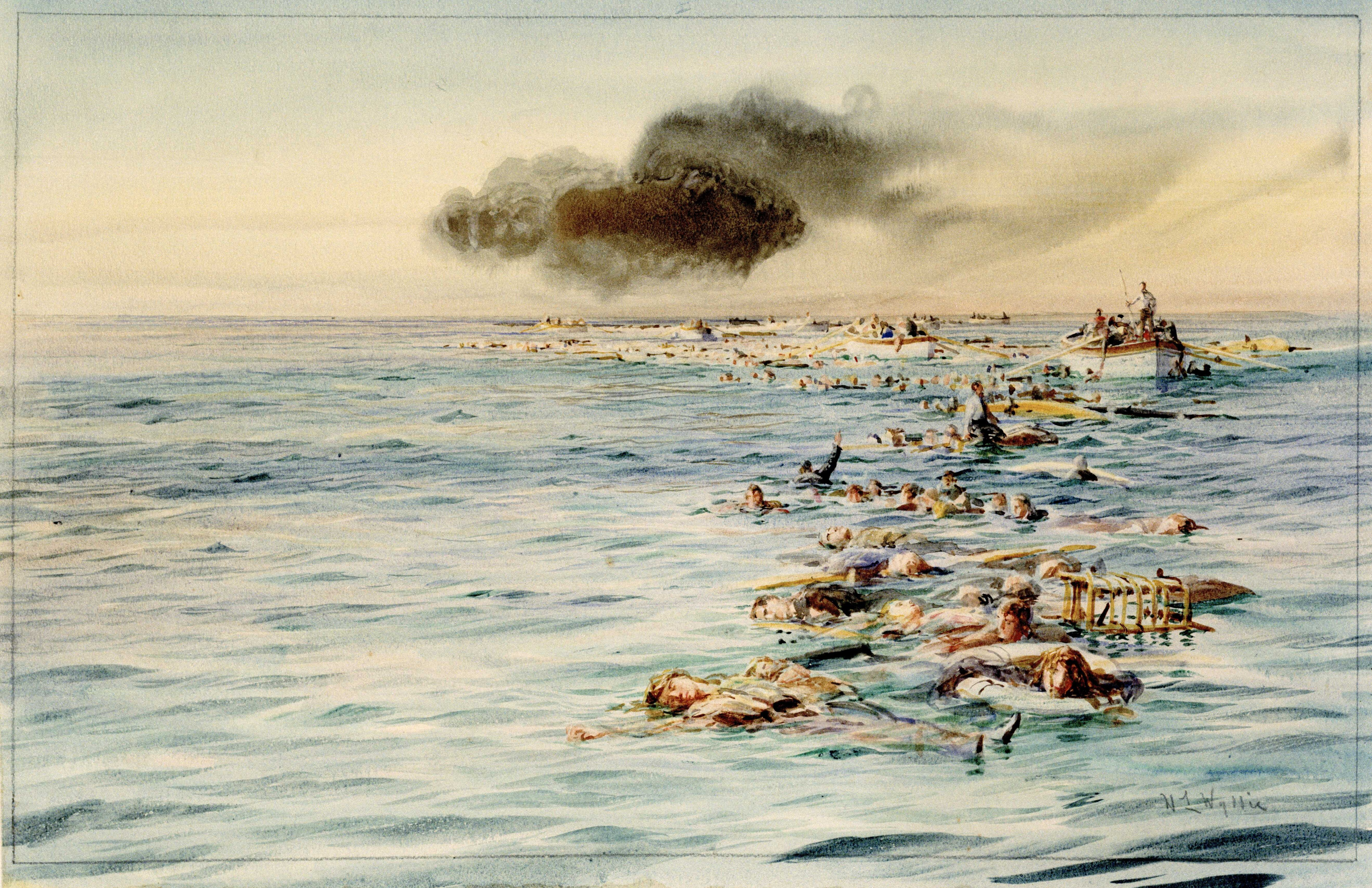
The track of Lusitania – „A Lusitania nyomvonala”, a tengerbe fulladtak, a vízben uszó és csónakokban lévő túlélők látványa. William Lionel Wyllie festménye.
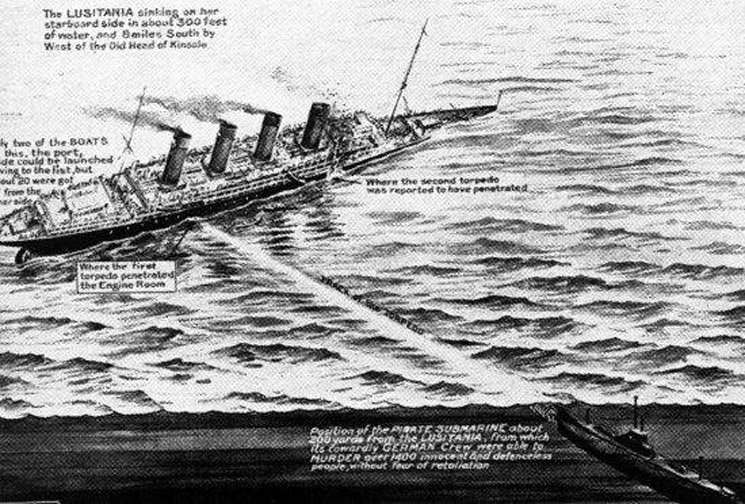
A második robbanás alapján egyes utasok azt hitték, hogy az újabb torpedó találta el a Lusitaniát
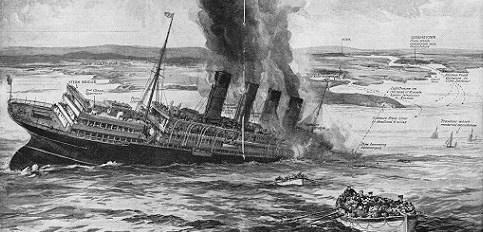
A Lusitania süllyedőben, miközben ír halászok a segítségére sietnek. Valójában a mentőcsónakok leengedése sokkal kaotikusabb volt

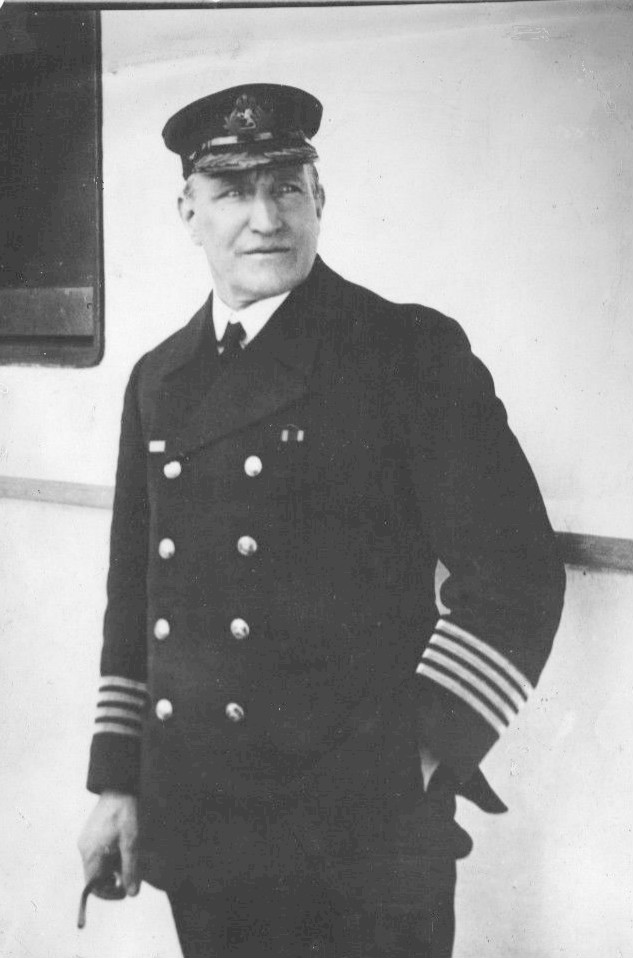
Turner kapitány egy 1915. május 11-ei fotón, négy nappal a hajója elsüllyesztése után

Turner kapitány a fedélzeten állt a híd közelében, magánál tartva a hajónaplót és a térképeket, mikor egy hullám felcsapott a híd és a felépítmény egyéb, a hajó elején lévő része irányába, és lesodorta a kapitányt a hajóról. Sikerült egy vízben lebegő székhez úsznia és megkapaszkodnia benne. Három órával később eszméletlen állapotban húzták ki a vízből. A süllyedő Lusitania orra lapos szögben a 100 méter mélyen lévő tengerfenéknek ütközött nagy erővel a nagy lendülete miatt. Közben több kazánja is felrobbant, és rövid időre felegyenesedett az oldalra dőléséből. Turner utolsó navigációs helyzetmeghatározása mindössze két perccel a torpedótalálat előtt volt, így emlékezni tudott a hajója sebességére és haladási irányára. Ez elég pontos volt ahhoz, hogy a háború után fellelhessék a roncsot. A hajó a torpedótalálat után még 2 tengeri mérföldet (3,7 km) haladt a végső nyugvóhelyéig, és ezt az útvonalat romok és hajótörött emberek sávja borította. Miután a hajóorr elsüllyedt, a Lusitania tatja kiemelkedett olyannyira, hogy a hajócsavarok kiemelkedtek a vízből, majd pedig ez a része is elmerült. Az óceánjáró négy, 70 láb magas kéménye a vízfelszín alá kerülve örvényt keltett, ami a közelükben lévő hajótörötteket magába szippantotta. Az árbócai és azok kötélzete merült el legvégül.
A Lusitania mindössze 18 perc alatt süllyedt el 11,5 tengeri mérföldre az Old Head of Kinsale-foktól. Annak ellenére, hogy viszonylag közel volt a parthoz, több óráig eltartott, mire segítség érkezett az ír partoktól. Mire a halászhajók beérkeztek, addigra már sokan kihűltek és életüket veszítették a 11 °C-os tengervízben. A nap végére 767 hajótöröttet sikerült kimenteni, akiket Queenstownba szállítottak. A kimentése után röviddel négy fő veszítette életét. Az óceánjáró fedélzetén tartózkodó 1960 emberből 1197 ember veszítette életét, köztük 94 gyermek. Az áldozatok között 128 amerikai állampolgár volt. A közzétett korabeli hivatalos adatok kis mértékben eltérőek voltak. A katasztrófát követő napokban a Cunard hajótársaság készpénzbeli jutalmat ajánlott fel halászoknak és tengeri kereskedőknek az Ír-tengerben sodródó holttestek kiemeléséért. Némelyik holttest egészen a wales-i partokig elsodródott. Mindössze 289 holttestet sikerült megtalálni, 65-öt közülük nem tudtak azonosítani. Az áldozatok többségét Queenstownban temették el, ahol az Old Church Cemetery-ben 148 holttestet temettek el, vagy a kinsale-i Church of St Multose-nál. 885 áldozat holtteste soha nem került elő.
Egy városi legendának tekinthető sztori szerint mikor Schwieger sorhajóhadnagy kiadta a parancsot a torpedó kilövésére, a nők és gyermekek elleni támadásban részt venni nem akaró kormányosa, Charles Voegele megtagadta a parancs továbbítását a torpedóterem felé, és ezért állítólag hadbíróság elé állították, majd pedig a háború végéig börtönben sínylődött Kielben. Ez a híresztelés 1972-ben keletkezett, mikor a Le Monde napilap publikált egy a főszerkesztőnek címzett levelet. Valójában Voegele az U 20 villanyszerelője volt a Lusitania elsüllyesztésekor, nem pedig a kormányosa. Bár a pletyka nyilvánvalóan meg lett cáfolva, Voegele állítólagos hezitálását ábrázolták a 2007-es Sinking of the Lusitania: Terror at Sea dokudrámában.

### A katasztrófa ismert utasai

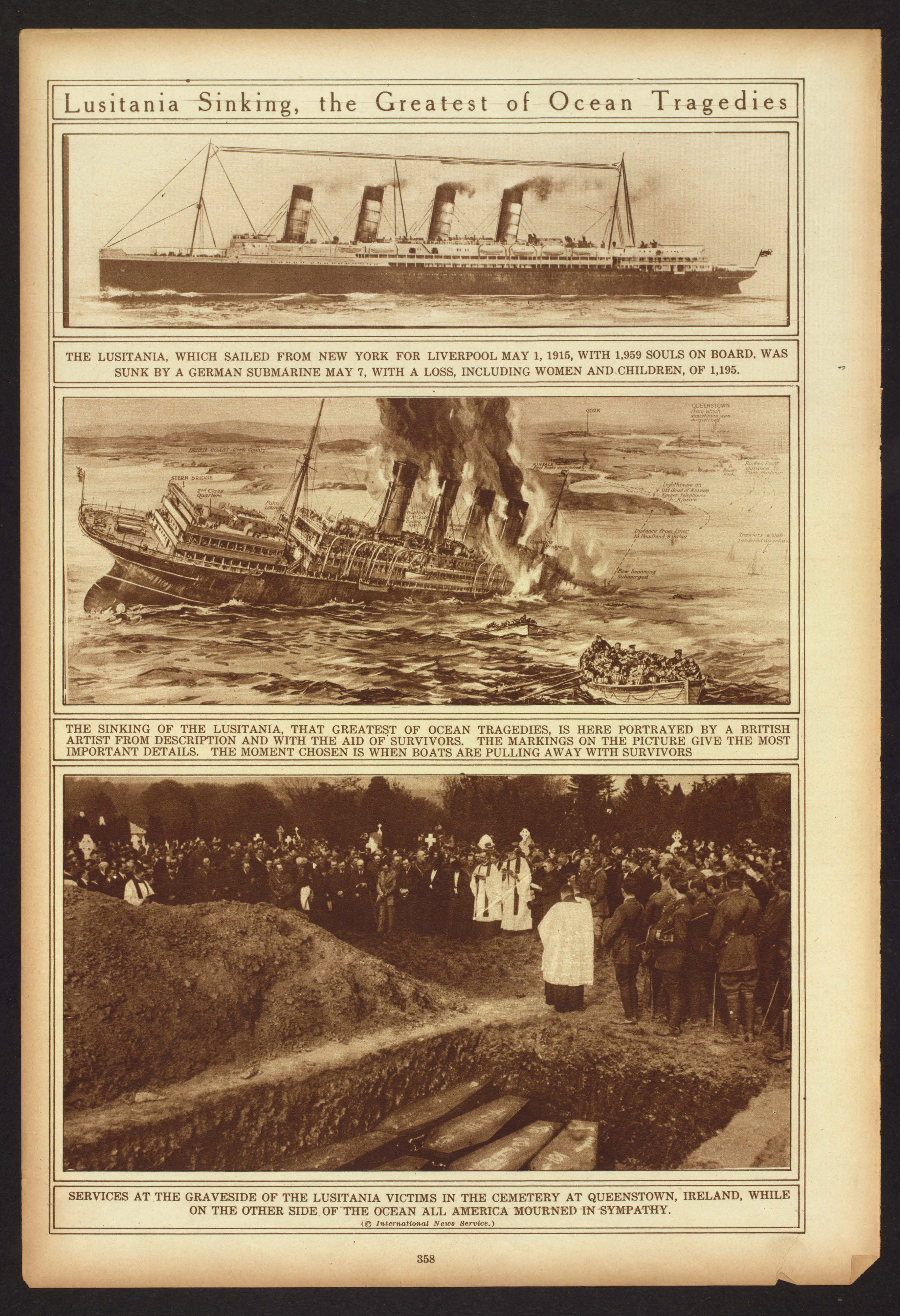
"A Lusitania elsüllyesztése, az óceánok tragédiáinak legnagyobbika"

#### Túlélők
A személyzet tagjai
- William Thomas Turner, 59 éves. A Lusitania kapitánya.

Utasok

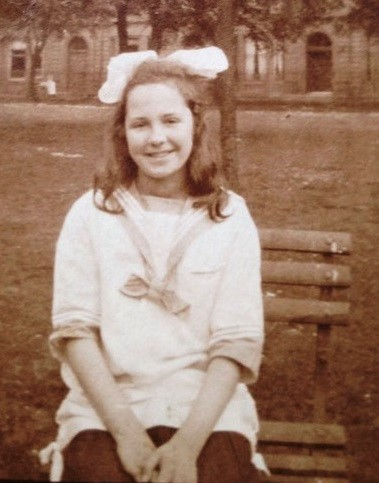
Avis Dolphin

- Oliver Percy Bernard, (34 éves). színházi díszlettervező, a hajó süllyedéséről készült vázlatait leközölte a The Illustrated London News.
- Josephine Brandell (27). musical színész és énekes.
- Avis Dolphin (12). Ian Holbourn íróval barátságba kerülő lány, akinek The Child of the Moat, A Story for Girls, 1557 A.D. című, 1916-ban megjelent gyermekkönyvét inspirálta.
- Ogden H. Hammond, (45). Politikus, az USA későbbi Spanyolországba delegált nagykövete.
- Ian Holbourn (42). Oxfordi professzor és író.
- Charles T. Jeffery (38). Gépjárműgyáros, a Thomas B. Jeffery Company vezetője az apja 1910-ben bekövetkezett halála óta.
- Rita Jolivet (30). Francia-amerikai színésznő.
- Kathleen Kaye (16). Egyedül volt hazaúton New Yorkból Angliából. Állítólag a hajó elsüllyedése után az egyik mentőcsónakban vállalt feladatot.[63]
- Margaret Mackworth (31). Brit választójogi aktivista, D. A. Thomas lánya, később Rhondda második vikomtnéja.
- Frederick Orr-Lewis (55). Első baronet és kanadai üzletember.
- Theodate Pope Riddle (48). Amerikai mérnök és filantropista.
- D. A. Thomas (59). Korábbi brit parlamenti képviselő, később Rhondda vikomtja.
- Scott Turner (34). Bányamérnök.
- Gwynn Parry Jones (24). Világhírű wales-i tenor, Vaughan Williams' Serenade to Music-jában szereplő 16 szólistájának egyike.
- Marguerite, Lady Allan (42). Montreáli előkelőség, filantropista és művészetpártoló, H. Montagu Allan felesége.
- George Beauchamp (32). Tengerész, legénységi tagja és túlélője a Titanicnak és a Lusitaniának.
- Frank Tower (59). Állítólagos túlélője három nagy óceánjáró tragédiájának (Titanic, Empress of Ireland, Lusitania), de arra nincs bizonyíték, hogy a másik kettő hajón ténylegesen rajta lett volna.

#### Elhunytak
- Thomas O'Brien Butler (53). Ír zeneszerző és karmester.
- William Broderick Cloete (62).[64] Bányászati vállalkozó, aki Mexikóból tért vissza Londonba. Holttestét nem lelték fel.
- Marie Depage (42). Belga nővér és Antoine Depage felesége.
- Justus Miles Forman (39). Amerikai regény- és drámaíró.
- Charles Frohman (58). Amerikai művészeti vállalkozó, az 1918-ban készített The Sinking of the Lusitania című filmben a tragédiában odaveszett négy amerikai „világhíresség” egyikeként hivatkoztak rá.
- Albert L. Hopkins (44). A Newport News Shipbuilding hajógyár elnöke.[65]
- Elbert Hubbard (58). Amerikai filozófus, író, és a Roycroft alapítója. Az 1918-ban készített The Sinking of the Lusitania című filmben a négy elhunyt amerikai „világhíresség” egyikeként hivatkoztak rá.
- Alice Moore Hubbard (53). Író, nőjogi aktivista. Elbert Hubbard felesége.

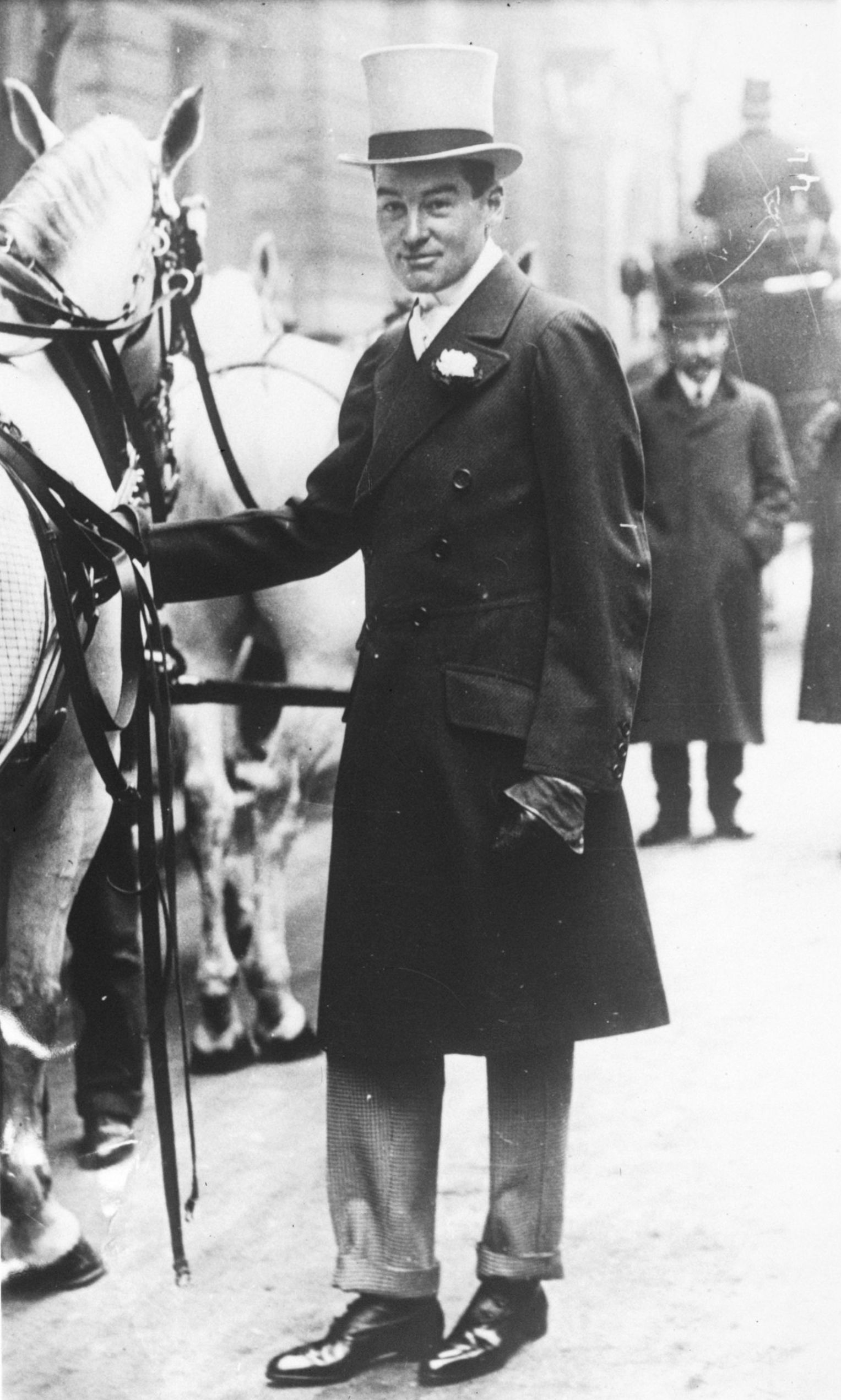
Alfred Gwynne Vanderbilt

- Charles Klein (48). Drámaíró, az 1918-ban készített The Sinking of the Lusitania című filmben a négy amerikai „világhíresség” egyikeként hivatkoztak rá.
- Hugh Lane (39). Ismert ír műgyűjtő és a dublini Hugh Lane Municipal Gallery alapítója.
- Dr. Basil W. Maturin tiszteletes (68). Brit teológus, író, katolicizmusra megtért író, brit teológus.
- Frederick Stark Pearson (53). Amerikai mérnök és vállalkozó. Felesége, Mabel Ward Pearson szintén életét vesztette a katasztrófában.
- Frances McIntosh Stephens (64). Montreáli előkelőség, id. George Washington Stephens politikus felesége. Gyermek unokájával együtt veszett oda.
- Alfred Gwynne Vanderbilt (37). Sportoló, milliomos, a Vanderbilt család tagja, egyike az odaveszett négy „világhírességnek” az 1918-as The Sinking of the Lusitania film szerint. Utoljára akkor látták, mikor egy csecsemőt tartó hölgynek segített felerősíteni a mentőmellényt.
- Lothrop Withington (59). Amerikai genealógus, történész és könyvszerkesztő, ismert énekes.

## Hivatalos vizsgálatok

### Cork megyei halottkém vizsgálatai
Május 8-án a Cork megyei halottkém, John Hogan vizsgálatot indított annak kiderítésére Kinsale-ben, hogy mi okozta két férfi és három nő halálát, akiknek a holttestét a helyi Heron nevű hajó hozta partra. A legtöbb túlélőt – és elhunytat is – Queenstownba vitték a közelebb lévő Kinsale helyett. Május 10-én Turner kapitány vallomást tett a hajója elsüllyedéséhez vezető eseményekkel kapcsolatosan, ennek során azt vallotta, hogy a Lusitaniát egy torpedótalálat érte, éspedig a harmadik és negyedik kémények között, amit pedig egy második robbanás követett. Elismerte, hogy kapott általános érvényű figyelmeztetéseket tengeralattjárókról, de az Earl of Lathom elsüllyesztésének hírét nem közölték vele. Turner azt állította, hogy kapott egyéb instrukciókat az admiralitástól, melyeket be is tartott, de ezek ismertetése nem engedélyezett számára. A halottkém a jelentésében megállapította, hogy az elhunytak halálát fulladás okozta egy fegyver nélküli, nem harcoló hajót ért támadást követően, amire a nemzetközi jogot sértő módon került sor. A vizsgálat lezárta, és annak sajtóval való megosztása után fél órával érkezett meg Harry Wynne corki koronaügyvéd (crown solicitor) azzal a megbízással, hogy állítsa le a vizsgálatot. Az utasításai értelmében Turner kapitánynak nem volt szabad vallomást és semmiféle kijelentést tennie a tengeralattjárók kikerülésének érdekében kapott instrukciókról.:330–332

### A kereskedelmi minisztérium vizsgálata

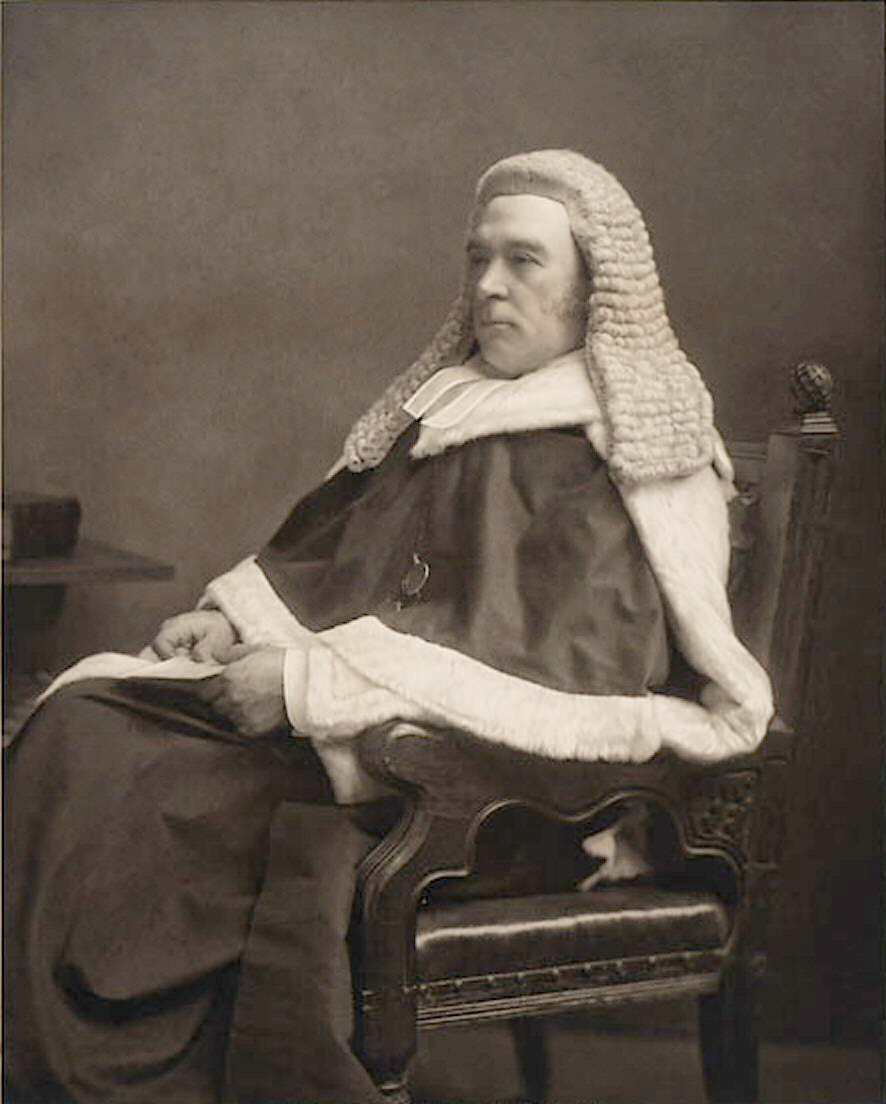
Lord Mersey, „roncsbiztos”,
a vizsgálóbizottság elnöke

A kereskedelmi minisztérium formális vizsgálatát John Bigham (Lord Mersey) „roncsbiztos” (Wreck Commissioner) vezette le a Westminster Central Hallban 1915. június 15-18. között, és további ülésekre került még sor a Westminster Palace Hotelben július 1-én és a Caxton Hallban július 17-én. Lord Mersey inkább rendelkezett tapasztalatokkal a kereskedelmi, mint a tengerészeti joggal kapcsolatban, de ennek ellenére számos nagy jelentőségű tengerészeti vizsgálatot vezetett le, köztük a Titanic katasztrófájáét. Négy törvényszéki szakértő segítette a munkáját: Frederick Inglefield tengernagy, Hearn korvettkapitány, valamint D. Davies és J. Spedding sorhajókapitányok. Edward Carson főállamügyész képviselte a kereskedelmi minisztériumot, és F. E. Smith legfőbb államügyész-helyettes segítette a munkáját. Butler Aspinall, aki a Titanic esetében a kereskedelmi minisztériumot képviselte, ezúttal a Cunard képviseletét látta el. Összesen 36 szemtanút idéztek be. A legtöbb ülés nyilvános volt, de kettő június 15-én és 18-án zárt ajtós volt, mikor a hajó navigációjáról hangzottak el a vallomások.
A hajón szolgáló összes túlélőtől begyűjtötték a beszámolókat. Ezeket mind kiírták prezentációs célzattal a vizsgálat számára szabványos formulákra kézírással, hasonló szóhasználattal. Johnston kormányos később úgy nyilatkozott, hogy nyomás alá helyezték annak érdekében, hogy lojalitást tanúsítson a hajótársaság iránt, és azt sugallták neki, segítene az ügyön, ha két torpedó találná el a hajót, mintsem egy, ahogy ő állítja. A törvényszék előtti tanúvallomása során azonban nem kérdezték a torpedókról. Más olyan szemtanúktól, akik azt állították, hogy csak egy torpedó találta el a Lusitaniát, megtagadták a tanúvallomástétel lehetőségét. A korábbi vizsgálat során tett kijelentésével szemben Turner kapitány ekkor azt állította, hogy két torpedó találta el a hajót, nem pedig egy.:363 Egy 1933-as interjú során Turner visszatért eredeti vallomásához, ismét azt állítva, hogy egy találat érte a hajóját.:457 A szemtanúk többsége szerint két torpedótalálat érte a hajót, de néhányan azt állították, hogy három, amihez egyesek szerint egy második tengeralattjárónak is köze lehetett. Clement Edwards, a tengerészek szakszervezetének képviselőjeként igyekezett bizonyítékot szolgáltatni ahhoz, hogy mely vízzáró rekeszeket érintette a torpedótalálat, de Lord Mersey megakadályozta őt érveinek kifejtésében.:367

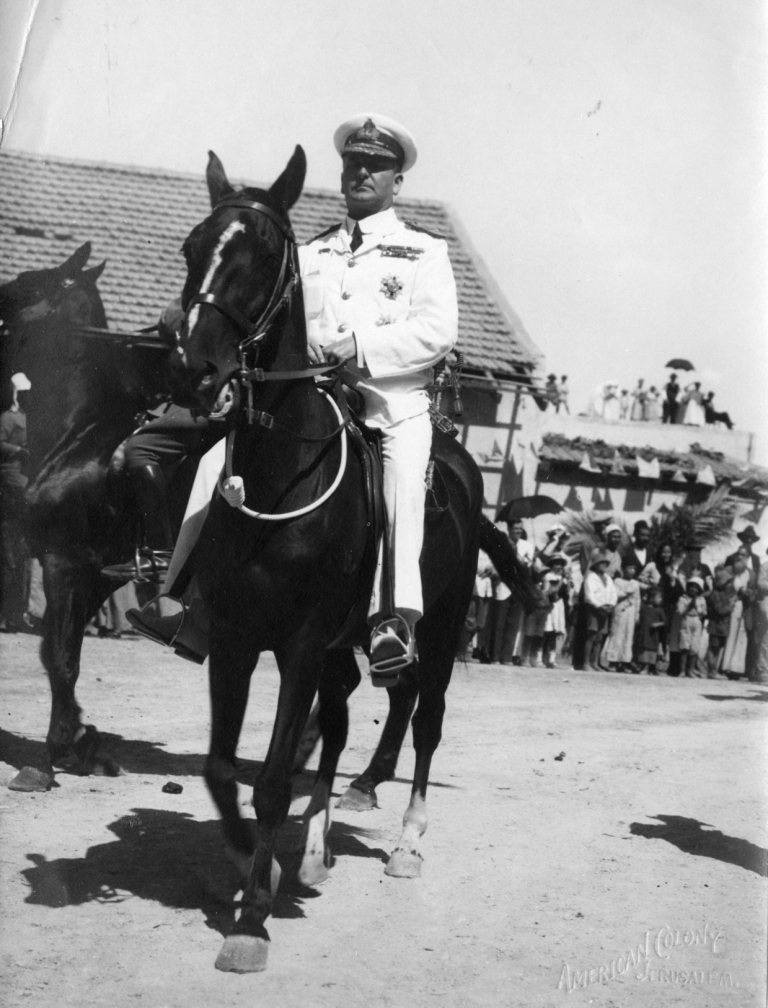
Richard Webb, a kereskedelmi osztály igazgatója

A zárt ülések alkalmával történt, hogy az admiralitás megpróbálta Turner kapitányra hárítani a felelősséget, és ezt a vádat arra építették fel, hogy Turner gondatlanul járt el. Ez a megközelítés a haditengerészet queenstowni parancsnokától, Coke altengernagynak a hajó elsüllyesztéséről szóló első jelentésein alapult. A jelentésében az állt, hogy „a hajó külön figyelmeztetést kapott arra vonatkozóan, hogy tengeralattjárók tevékenykednek a déli part mentén, és a csatorna közepén haladjon, elkerülve a földnyelveket, a Clear-fok előtt tevékenykedő tengeralattjáró pozícióját is megadták számára szikratávírón 10:00-kor”. Webb sorhajókapitány, a kereskedelmi osztály vezetője, hozzálátott a Lusitaniának küldött azon jelzések dossziéba rendezésének, melyeket Turner figyelmen kívül hagyhatott. John Fisher első tengeri lord egy Webb által benyújtott dokumentumra a következő megjegyzést írta rá:
„Minekután a Cunard hajótársaság nem alkalmazna alkalmatlan embert, Turner kapitány bizonyosan nem bolond, hanem egy gazember. Remélem Turnert a vizsgálat után azonnal őrizetbe veszik, függetlenül annak eredményétől.”
Winston Churchill, az admiralitás első lordja a következőket írta le:
„Úgy gondolom az admiralitás Turner elleni ügyét egy tehetséges ügyésznek kell keresztülvinni, és Webb sorhajókapitány jelen lesz szemtanúként, ha nem éppen törvényszéki szakértőként. Szünet nélkül üldözni fogjuk a kapitányt.”
Még a vizsgálat előtt Fishert és Churchillt is leváltották a gallipoli hadjárat kudarca miatt.
Az eljárás egy része felvetette a tengeralattjárók elkerüléséhez szükséges megfelelő taktika kérdését. Felrótták Turnernek, hogy nem tartotta be az admiralitás nagy sebességgel, cikkcakkban, a partoktól távol való haladásra felszólító utasításait. A Lusitania ezzel szemben átmenetileg 15 csomóra is lelassított a nagy köd miatt, de máskülönben 18 csomós sebességet tartott az ír partok közelében. A 18 csomó nagyobb sebesség volt, mint amit kilenc hajót leszámítva a brit kereskedelmi flotta bármely más hajója el tudott érni, és jelentősen nagyobb sebesség volt, mint amit egy tengeralattjáró el tudott érni. Ezt megelőzően egyetlen hajót sem torpedóztak meg, amelyik 15 csomónál gyorsabban haladt. Elérhetett volna akár 21 csomót is, és kellő mennyiségű gőzt fejlesztett ennek eléréséhez is szükség esetére, azonban utasításai voltak arra vonatkozóan is, hogy a magas vízálláshoz mikor érkezzen meg Liverpoolba, hogy ne kelljen a várakoznia a kikötőbe való befutással. Ezt is figyelembe véve választotta a lassabb sebességet.
Turner nagyobb sebesség mellett is idejében teljesíthette volna az utat, ha cikkcakkban halad, bár ez nagyobb üzemanyagfelhasználással lett volna elérhető. A haditengerészet cikkcakkban való haladással kapcsolatos utasításait felolvasták a kapitánynak, aki megerősítette, hogy megkapta őket, bár később hozzátette, hogy nem olyannak tűnnek, mint ahogyan emlékszik rájuk. Ez nem meglepő, mivel az idézett általános szabályozásokat április 25-én fogadták el, már a Lusitania utolsó New Yorkba való érkezése után, és csak május 13-tól kezdődően küldték szét őket, mikorra a Lusitania már elsüllyedt, bár Turner válasza azt jelezte, hogy április 16-án már kapott külön utasításokat. Turner határozottan állította, hogy a neki adott tanács szerint az ő értelmezésében a cikkcakkban való haladást akkor kellett kivitelezni, ha észleltek már a tengeralattjárókat, az ilyen manőverezés pedig haszontalan lenne egy alámerült és meglepetésszerűen támadó tengeralattjáróval szemben.

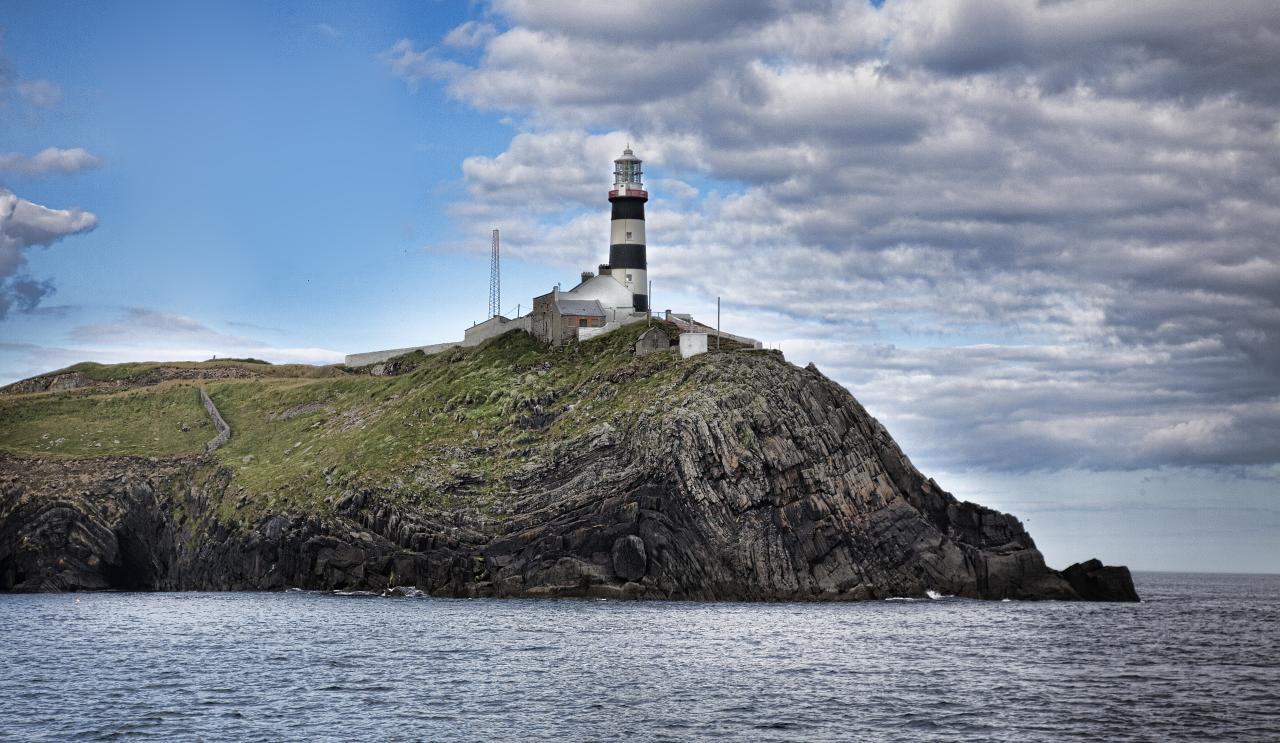
Az Old Head of Kinsale-nél lévő világítótorony. Turner ezt a pontot közelítette meg, hogy a navigációs számításokat elvégeztesse, mielőtt a hajóját elsüllyesztették.

Bár az admiralitás a hajókat a partoktól távoli haladásra utasította, az nem volt egyértelmű, hogy ez mekkora távolság tartását jelentette. Az admiralitás azt állította, hogy Turner mindössze 8 tengeri mérföldre volt a parttól, holott valójában 13 tengeri mérföldnyire. Mind a két érték jelentősen nagyobbnak számított a békeidőben a hajók által tartott két tengeri mérföldnél, amivel ironikus módon elkerülte volna a tengeralattjárót. Azonban Turner szándékában állt jóval közelebb manőverezni a parthoz. Turner azt állította, hogy a hajója által tartandó menetirányt megvitatta a két legmagasabb rangú tisztjével, Anderson másodkapitánnyal (staff captain) és Piper főtiszttel (chief officer). Ők mindketten odavesztek a tragédiában. Ők hárman egyetértettek abban, hogy az admiralitás „tengeralattjáró tevékenykedik 20 mérföldre Coningbegtől délre” tartalmú figyelmeztetése teljes mértékben felülírta a „csatorna közepén” való haladásra felszólító utasítását, ahol Turner a tengeralattjárókat sejtette. A kapitány ezért a Head of Kinsale felé fordult, hogy pontosan megállapíthassa az irányát azzal a szándékkal, hogy a hajóját közelebb manőverezve a szárazföldhöz egy fél mérföldnyire a parttól elhaladva a jelentett tengeralattjárótól északra haladjon el. Az irány pontos megállapításához haladt egyenes útvonalon, mikor a torpedót kilőtték rá.

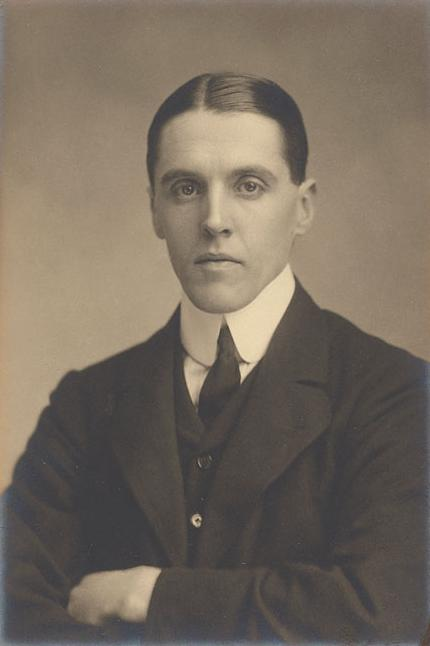
F. E. Smith államügyész-helyettes

Az eljárás egy pontján Smith megpróbált az érvelését alátámasztásához a brit hajóknak küldött egyik jelzésből idézni. Lord Mersey megérdeklődte tőle, melyik lenne ez az üzenet, és kiderült, hogy Smith a kérdéses üzenetet a bizonyítékként felhozott formájában Ellis Cunliffe-tól, a kereskedelmi minisztérium jogtanácsosától kapta, és ez a verzió nem egyezett meg azzal, amit mások kaptak. Cunliffe az eltérést azzal magyarázta, hogy a dokumentumok különböző változatait készítették elő felhasználásra, attól függően, hogy a vizsgálat zártajtós lesz-e vagy sem, azonban az idézett üzenet soha nem is létezett. Lord Mersey megjegyezte, hogy az igazság kiderítése az ő feladata, és ezt követően jóval kritikusabban állt hozzá az admiralitás által felhozott bizonyítékokhoz.
Újabb meghallgatásra került sor július 1-én az egyik túlélő utas, Joseph Marichal ösztönzésére, aki azzal vádolta meg a Cunardot, hogy rosszul kezelték a katasztrófahelyzetet. A vallomásában arról számolt be, hogy a második robbanás géppuskák kerepelésére emlékeztette, ami a második osztály étterme alól hallatszott fel a hajó hátsó részén, ahol tartózkodott. A brit kormányzat kutakodott Marichal előéletét illetően, és eltorzított információkat osztott meg vele kapcsolatosan a sajtóval a hiteltelenítése érdekében.:367–369 A lőszerekkel kapcsolatosan, melyekre Marichal is célzott, Lord Mersey azt állapította meg, hogy „a fedélzeten lévő 5000 láda lőszer 50 yardra volt a torpedó becsapódásának helyétől, más robbanószer nem volt a fedélzeten.” Abban mindenki egyetértett, hogy ezek nem okozhatták a második robbanást.
Végül Turner kapitányt, a Cunard Hajótársaságot és a Királyi Haditengerészetet is felmentették a hanyagság vádja alól, és minden felelősséget a német kormányzatra hárítottak. Lord Mersey úgy találta, hogy Turner kapitány eltért az admiralitás instrukcióitól, amikkel pedig megmenthette volna a hajóját, de ezek az instrukciók inkább voltak tanácsok, mint parancsok. Ekként pedig a kapitány „a legjobb belátása szerint cselekedett” ("exercised his judgment for the best"), a katasztrófáért a felelősség „egyedül azokat kell terhelje, akik kitervelték és végrehajtották a bűntettet” ("must rest solely with those who plotted and with those who committed the crime")
Simpson szerint Lord Mersey a gyerekeinek később azt mondta, hogy „A Lusitania-ügy egy átkozottul mocskos biznisz volt!” Míg a nyilvános jelentést bemutatták a parlamentnek, és a brit sajtó is beszámolt róla, addig Simpson szerint létezett egy teljesebb, titkosított jelentés is, ami Lord Mersey halála után meg lehetett még a személyes dokumentumai között, de még nem lehetett fellelni. Bailey és Ryan véleménye szerint Mersey elhatározta, hogy „tisztára mossa” Turnert, miután a kérdései alapján azt gyanította, hogy Turner és a Cunard félrekezelték a helyzetet. Inglefield tengernagy úgy érezte, hogy Turnert terheli a felelősség, amiért nem tett eleget az admiralitás parancsainak, de Mersey azzal válaszolt, hogy ezzel a megállapítással csak a németek malmára hajtanák a vizet. A kihirdetett ítéletet haraggal és meglepetten fogadták a Lusitania túlélői.

### Amerikai bírósági eljárások

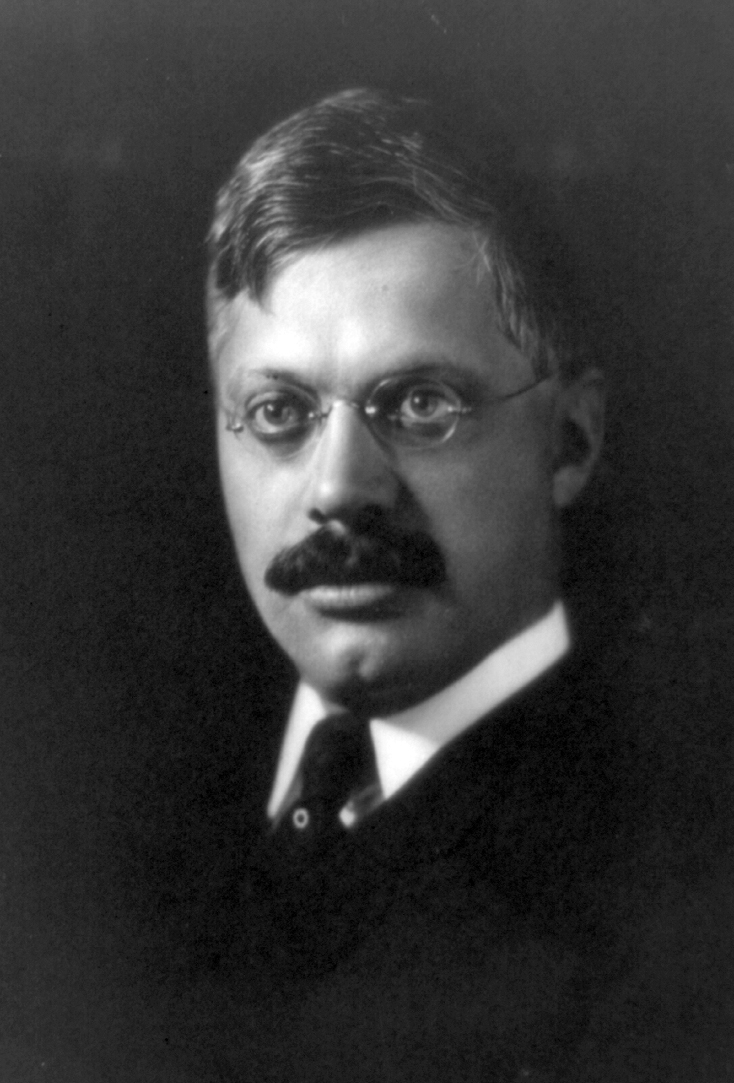
Julius Mayer bíró

Az Egyesült államokban 67 kártérítési pert indítottak a Cunard ellen, melyeket 1918-ban egyesítve tárgyaltak New Yorkban. Julius Mayer bíró vezette a tárgyalást, aki korábban már elnökölt a Titanic katasztrófája utáni perek során, és akkor a hajótársaságnak kedvezően ítélkezett. Mayer egy konzervatív meggyőződésű ember volt, akiről azt tartották, hogy a nemzeti érdekeket érintő ügyekben óvatosan jár el. Az ügyet esküdtszék nélkül tárgyalták. A két fél előzőleg megegyezett abban, hogy nem tesznek fel kérdéseket azt illetően, hogy a Lusitania fel volt-e fegyverezve, avagy szállított-e csapatokat, vagy lőszert. 33 szemtanú, akik nem tudtak elutazni az Egyesült Államokba, Angliában R. V. Wynne meghatalmazott előtt tettek tanúvallomást. A Mersey-féle vizsgálati anyagot fel kívánták használni, de a zárt ajtós ülések anyagát nem. Brit részről az 1914-es birodalomvédelmi törvényben foglaltakat úgy értelmezték meg, hogy brit tanúk ne tehessenek vallomást minden kérdésben. Wesley Frost konzul Queenstownban összegyűjtötte a beszámolókat, de ezeket nem mutatták be a bíróság előtt.:413–414
Turner kapitány már vallomást tett Nagy-Britanniában, de ezúttal jóval erősebben vette védelembe a cselekedeteit. Azzal érvelt, hogy a hajó elsüllyedéséig nem vélte úgy, hogy egy gyors hajóval való cikkcakkban haladás a segítségére lehet, sőt azóta volt olyan hajónak is a parancsnoka, melyet annak ellenére sikerült egy tengeralattjárónak megtorpedózni, hogy cikkcakkban haladt. Az általa elmondottakat több hajóskapitány is alátámasztotta vallomásában. Ők elmondták, hogy a Lusitania esete előtt egyetlen kereskedelmi hajó sem haladt cikkcakkban. Turner érvelése szerint 30 percig egyenesen kellett haladnia ahhoz, hogy négypontos iránymeghatározást végeztessen el és precízen meghatározhassa a hajó helyzetét, de ebben a témában kevesebb támogatást kapott, mivel más kapitányok szerint a kétpontos iránymeghatározást öt perc alatt is el lehetett volna végezni, és kellő mértékben pontos adatokat lehetett volna kinyerni ebből is.
Számos tanú arról számolt be, hogy sok ablak nyitva volt a hajótesten az óceánjáró süllyedésekor, egy szakértő tanú pedig megerősítette, hogy egy ilyen köralakú ablakon át három láb (kb. 0,9 m) mélyen a vízben percenként négy tonna víz tud bejutni. A vallomások eltértek a hajót eltaláló torpedók számát, és a találat helyét illetően – egyesek szerint az első és második, mások szerint a harmadik és negyedik kémény között robbant a torpedó. A rakomány összetételét (benne a lőszerekkel) hivatalosan is megerősítették, de a szakértők szerint az semmilyen körülmények között nem robbanhatott fel. Fennmaradt egy a Cunardnak címzett, 1919-ben kelt írás a legénység egy Jack Roper nevű tagjától, melyben a hajótársaság által megszabott vallomásáért cserébe követelt pénzt.:415–416
Az ítélet kihirdetésére 1918. augusztus 23-án került sor. Mayer bíró ítélete szerint „a hajó elsüllyesztése a birodalmi német kormányzat jogtalan cselekedete” volt, amit két torpedóval hajtottak végre, a kapitány megfelelően járt el, a vészhelyzetben foganatosított intézkedések pedig az akkori elvárásoknak megfelelőek voltak. A bíró úgy határozott, hogy a további kártérítési igényeket a német kormányzatnak kell címezni. Németország 1925-ben 2,5 millió dollárt fizetett kártérítés címén.

## Nemzetközi reakciók

### Németország

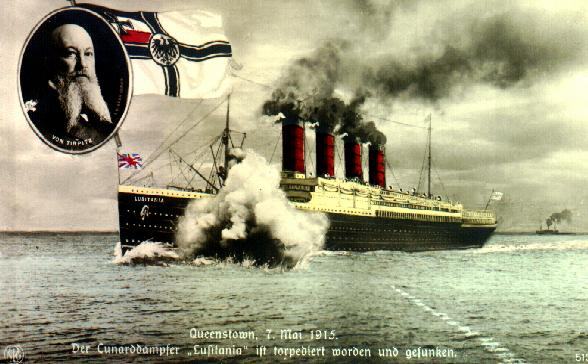
Német propaganda-képeslap a Lusitaniáról, melyen a torpedótalálat helytelenül a hajó bal oldalát éri. A Császári Haditengerészet jelvénye mellett Alfred von Tirpitz főtengernagy látható, a fokozott tengeralattjáró-hadviselés támogatója.

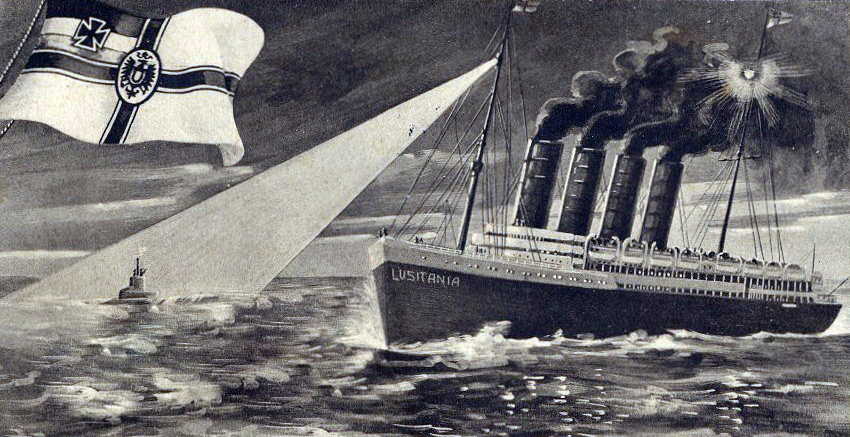
Német propaganda-képeslap, melyen az U 20-at (helytelenül) a felszínen haladva mutatja az óceánjáró észlelésekor.

Május 8-án Dr. Bernhard Dernburg, a korábbi német gyarmatügyi miniszter, és a Német Vöröskereszt képviselője az ohioi Clevelandben mondott beszédében megpróbálta igazolni a Lusitania elsüllyesztését. A New York Times által a „Kaiser hivatalos szóvivőjének” nevezett Dernburg valójában magánszemélyként nyilvánult meg, bármiféle hivatalos pozíció betöltése nélkül a német külügyminisztériumban. Ellenben New Yorkban létrehozta a Press Bureau-t (Sajtóirodát), mely 1914-től terjesztette a német propagandát. Dernburg azt mondta, hogy mivel a Lusitania „háborús dugárut” szállított és mivel „segédcirkálóként volt osztályozva”, Németországnak joga volt elsüllyeszteni, függetlenül attól, hogy voltak-e utasok a fedélzetén, vagy sem. Dernburg továbbá azt is kijelentette, hogy a kifutása előtt a német nagykövetség által kiadott figyelmeztetések, valamint a február 18-ai, „háborús övezeteket” kijelölő jegyzék felmentették Németországot az óceánjáró amerikai utasainak haláláért való minden felelősség alól. Utalt a lőszerre és katonai felszerelésre, melyek a Lusitania rakományjegyzékében szerepeltek, és kijelentette, hogy „ilyen fajta hajókat” le lehet foglalni és el lehet süllyeszteni a hágai konvenciók alapján akár háborús övezeten kívüli területen is.
Másnap a német kormányzat hivatalos közleményben tájékoztatott a Lusitania elsüllyesztésével kapcsolatban, melyben közölték, hogy a Cunard óceánjáróját „tegnap egy német tengeralattjáró megtorpedózta, és elsüllyesztette”, és hogy a Lusitania „természetesen fel volt szerelve ágyúkkal, mint ahogy mostanában az angol kereskedelmi flotta gőzöseinek nagy része” és „ahogy az itt nagyon is ismert, jelentős mennyiségű hadfelszerelés volt a rakománya között”. Ez volt a német hivatalos álláspont közvetlenül az események után.
Az óceánjáró elsüllyesztését erősen kritizálta az Osztrák–Magyar Monarchia és az Oszmán Birodalom, míg a német sajtóban a szociáldemokrata Vorwärts napilap, és a Berliner Tageblatt hasábjain publikáló, a német flotta tevékenységével kifejezetten kritikus Persius kapitány sajnálatát fejezte ki az eset miatt. A sajtó nagy része ellenben helyeselte a Lusitania elsüllyesztését. Egy Katolikus Centrumpárthoz tartozó lap, a Kölnische Volkszeitung a következőket írta:
„A hatalmas angol gőzhajó elsüllyesztése morális jelentőségű siker, mely még az anyagi sikernél is nagyobb. Örömteli büszkeséggel tekintünk a haditengerészetünk ezen legújabb cselekedetére. Nem ez lesz az utolsó. Az angolok halálra éheztetnék a német embereket. Mi humánusabbak vagyunk. Mi egyszerűen elsüllyesztettünk egy hajót olyan utasokkal, akik saját kockázatukra és felelősségükre léptek be a hadműveletek övezetébe.”
A Frankfurter Zeitung a következőket írta:
„A német haditengerészet számára a Lusitania elsüllyesztése rendkívüli sikert jelent. Elpusztítása szétzúzta az utolsó mítoszt, mellyel az angliai emberek vigasztalták magukat.
A Németországban uralkodó hangulattal kapcsolatosan egy július 13-ai jelentésében Gerard amerikai nagykövet azt írta, hogy a haditengerészet sajtóirodájának hatékony propagandájának hatására a közvélemény pozitívan fogadta az óceánjáró elsüllyesztését:
„Ami Németország háborús módszereit illeti, az emberek teljes támogatásában részesül; a Lusitania elsüllyesztését általonosan helyeslik, és még az olyanok is, mint von Gwinner, a Német Bank feje, azt mondják, hogy a Mauretania is hasonló módon lesz kezelve, ha felbukkan.
Egy sor művész készített propagandamedálokat, köztük Ludwig Gies, és 1915 augusztusában a müncheni éremművész és szobrász Karl Goetz. Utóbbi privát módon veretett egy limitált, kevesebb mint 500-as darabszámú szériát, mellyel szatirikusan a Cunard hajótársaságot azért támadta, mert a háború idején a szokásos módon próbált működni. Goetz a brit kormányzatnak és a Cunard Hajótársaságnak azt rótta fel, hogy a Lusitaniát a német nagykövetség figyelmeztetése ellenére engedte közlekedni. A nagy érdeklődés miatt számos nem engedélyezett másolatot készítettek belőle. A népszerű medál egyik oldalán a Lusitania volt látható, amint ágyúkkal megrakodva (helytelenül a tatjánál) süllyed, ami mellett a "KEINE BANNWARE!" ("SEMMI DUGÁRÚ!") felirat szerepelt, míg a másik oldalán egy csontváz alak árulta a Cunard jegyeit a "Geschäft Über Alles" ("Üzlet Mindenek Felett") mottóval.
Goetz tévesen adta meg a medálon az esemény dátumát, amit később egy újság téves közlésével magyarázott (május 7. helyett 5. szerepel a medálon). A hibát nem vette észre, és az érme másolatait Münchenben így adta el, és néhány numizmatikai kereskedőnek is, akikkel üzleti kapcsolatban állt. Ez a részlet összeesküvéselméleteket szült. A hibát észrevéve Goetz egy újabb medált bocsátott ki már a helyes dátummal.

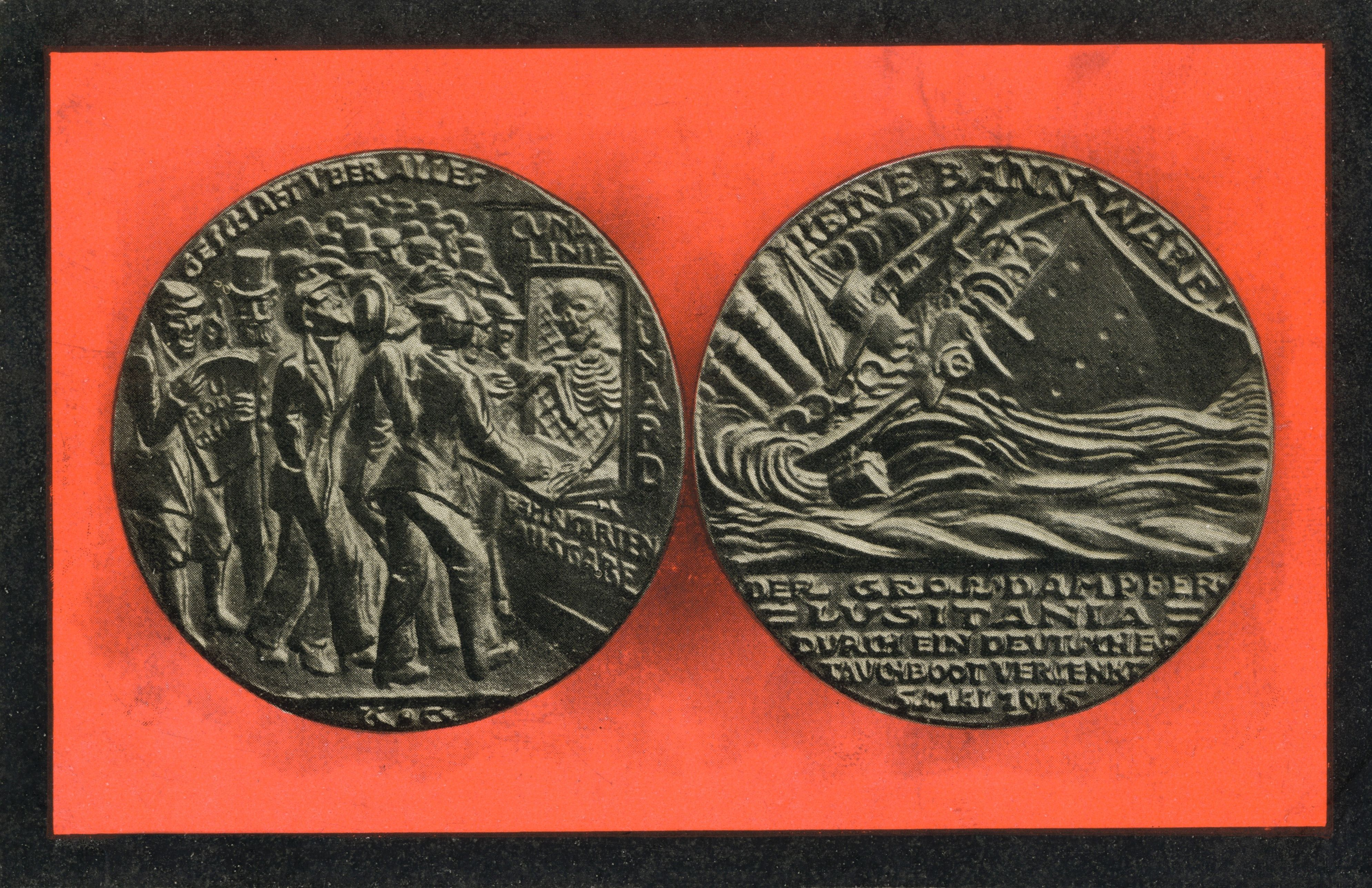
Az eredeti Goetz-propagandamedál, mely a Lusitaniát eltúlzott méretű fegyverzettel, repülőgéppel és ágyúval a fedélzetén ábrázolja. Dátumként tévesen „Május 5.” szerepel.
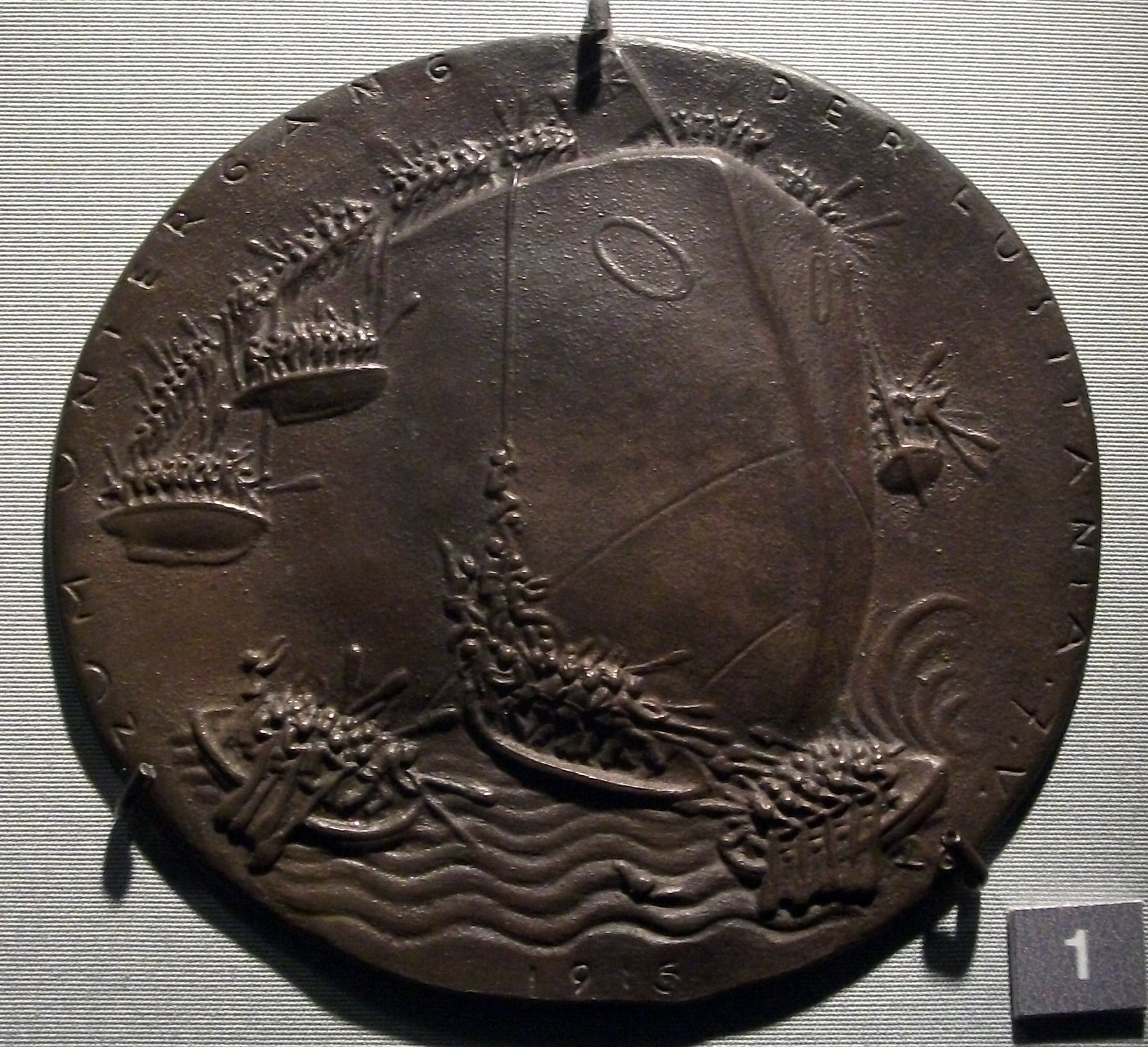
Ludwig Gies emlékmedálja (1915), emberekkel teli Lusitaniával és leengedés közbeni mentőcsónakokkal
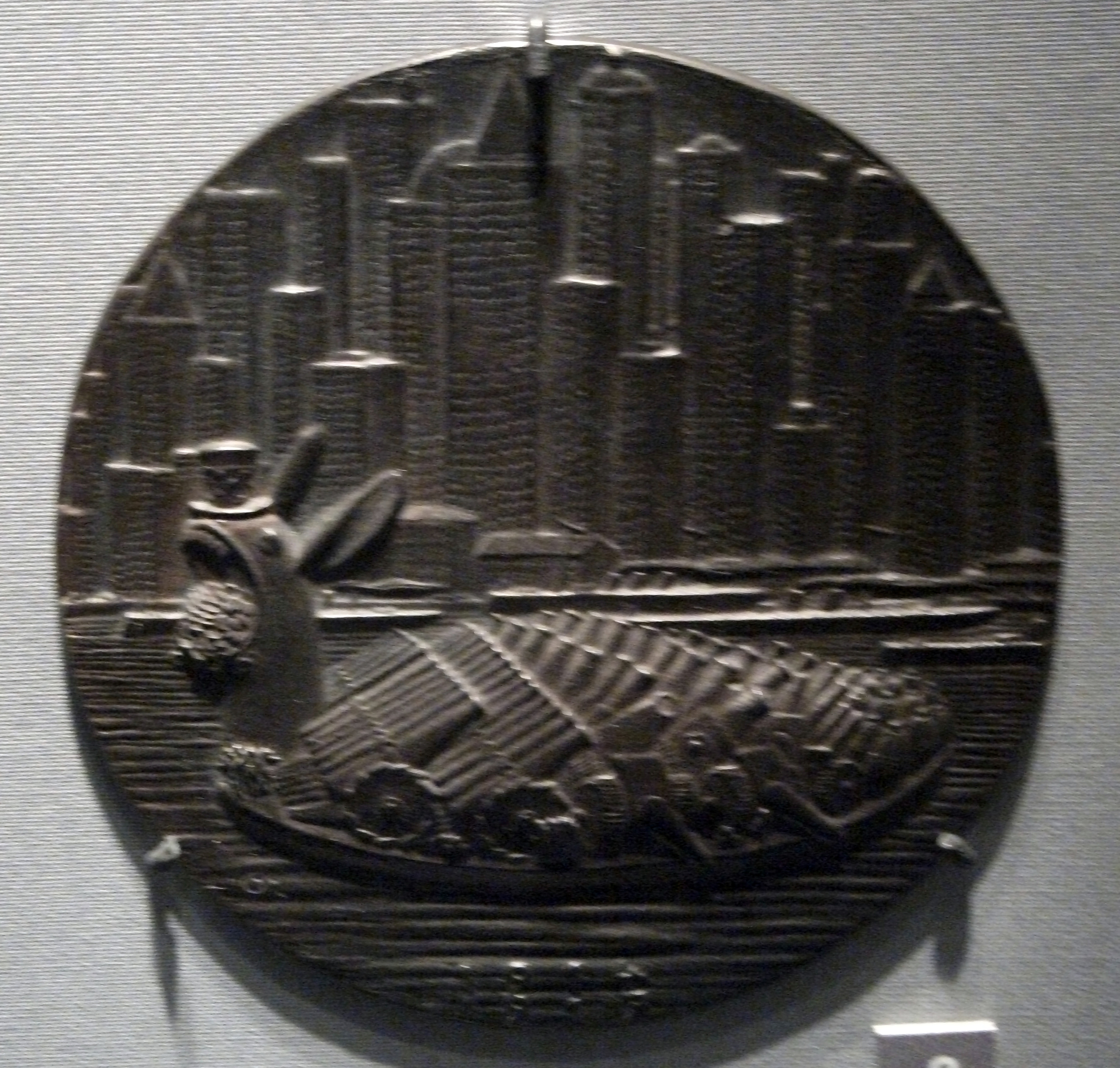
Egy későbbi medál szintén Giestől, mely a hajót New Yorkból kifutva egy fegyverekkel megpakolt szörnyként ábrázolja, szája tele pénzérmével.

### Amerikai reakciók

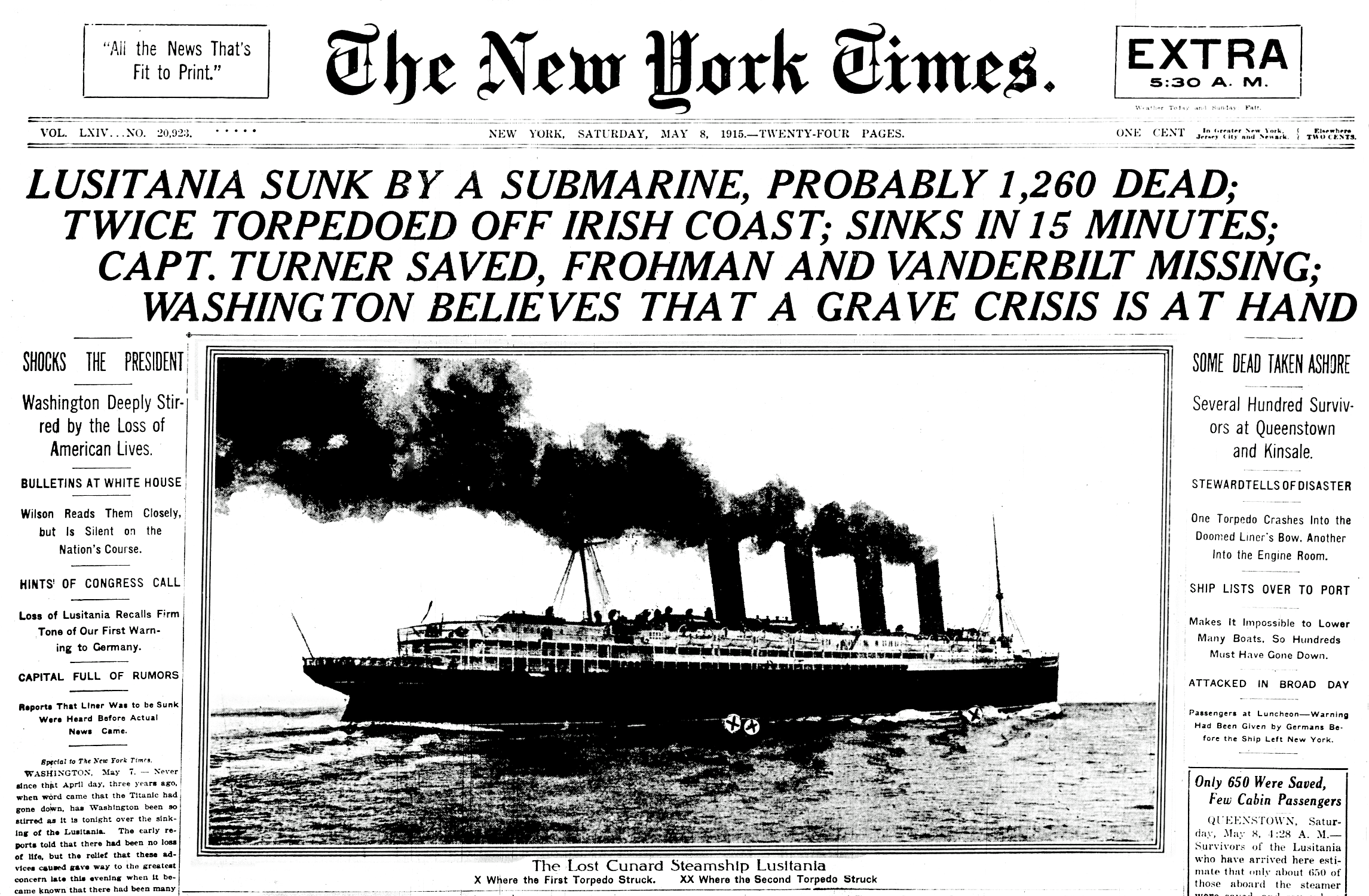
A The New York Times május 8-ai címlapja, további alcím: „A nemzet iránya bizonytalanságban”

A Lusitania fedélzetén utazó 159 amerikai állampolgárból több mint 100 veszett oda, ami nagy felháborodást keltett az Egyesült Államokban. A The Nation szerint ez olyan „cselekedet, amitől egy hun szégyenkezne, a török elszégyellné magát, egy barbareszk kalóz elnézést kérne.”  Dernburg beszéde tovább fokozta a közfelháborodást, aminek hatására Bernstorff nagykövet azt tanácsolta neki, hogy hagyja el [az Egyesült Államokat].
Woodrow Wilson elnök visszafogottságra szólított fel. 1915. május 10-én egy Philadelhiában tartott beszéde során a következőket mondta:
„Van egy olyan dolog, hogy az ember túl büszke harcolni. Van az úgy, hogy egy nemzetnek túlságosan is igaza van ahhoz, hogy nem kell másokat meggyőznie erővel, hogy az igazát bizonyítsa.”
A „túl büszke harcolni” („too proud to fight”) frázist kifigurázták a háborúpárti és antantbarát csoportok, akárcsak Németországban, ahol úgy hitték, hogy Amerika hadbalépése nem reális fenyegetés.
Az amerikai hatóságok cáfolták a német állításokat. Míg az igaz volt, hogy a Lusitania rendelkezett az építése során beépített talpazatokkal ágyúk számára a kormányzati kölcsönök feltételeihez támasztott követelmények részeként, aminek révén gyorsan átalakítható lett volna „felfegyverzett kereskedelmi cirkálóvá” (Armed Merchant Cruiser, AMC), és hivatalosan is a „Királyi Haditengerészet Tartalékos Kereskedelmi Cirkálója” volt, az ágyúkat soha nem szerelték be a helyükre. A brit kereskedelmi hajók nagy része nem volt felfegyverezve, és a segédcirkálóvá (Auxiliary Cruiser) átalakított hajók mindegyike sem rendelkezett mindig valódi fegyverzettel, egyesek ideiglenesen csak fegyverutánzatokkal rendelkeztek, mint pl. az Orduña segédcirkáló.
Dudley Field Malone, a New York-i kikötő adóhivatalnoka hivatalos cáfolatot nyújtott be a német vádak ellen, melyben azt állította, hogy a Lusitaniát átvizsgálták az indulása előtt, és nem találtak rajta ágyúkat, sem felszerelt, sem leszerelt állapotban. Malone azt is kijelentette, hogy egyetlen hajónak sem engedélyeznék, hogy felfegyverezze magát a kikötőben és kifusson. Herman Winter, a Cunard igazgatóhelyettese tagadta az illegális lőszerszállítmányra vonatkozó vádat:
„A fedélzeten 4200 láda lőszer volt, de ezek kézi lőfegyverekhez való lőszerek voltak, külön dobozokba csomagolva… ezek biztosan nem osztályozandóak [tüzérségi] lőszerként. Az Egyesült Államok hatóságai nem engedélyeznék számunkra a [tüzérségi] lőszer szállítását, amit a katonai hatóságok így osztályoznának, utasszállító hajókon. Éveken át szállítottunk kézi lőfegyverekhez való lőszert a Lusitanián.”
A puskalőszeren kívül a Lusitania szállított még 1250 robbanószer nélküli üres tüzérségi lövedéket, és 18 láda nem robbanásveszélyes gyújtót, melyek mind felsorolt tételként szerepeltek a rakományjegyzékben. Az amerikai törvények azonban a szállítmány utasokra való veszélyességét vizsgálta a rakomány engedélyezésekor, nem pedig Németország stratégiai érdekeit. Winter állítása így az amerikai hatóságoknak a kézi lőfegyverek lőszerének tesztelésein alapult, amik alapján úgy találták, hogy azok „ömlesztve tárolva nem robbanásveszélyesek” ("non-explosive in bulk"). Ez pedig 1911-ben ahhoz a szabályozáshoz vezetett, hogy az ilyen lőszert korlátozás nélkül lehet szállítani utasszállítókon, nem úgy mint az olyan robbanószereket, melyek „feltehetőleg veszélyeztethetik az utasok egészségét vagy életét, vagy a hajó biztonságát.”

#### Wilson, Lansing és Bryan
Mikor Németország megkezdte a tengeralattjáró-hadjáratát Nagy-Britannia ellen, Wilson figyelmeztette a német kormányzatot, hogy szigorúan el fogja számoltatni minden olyan tettért, amivel amerikai jogot sért meg. Május 1-én a Bernstorff által megjelentetett hirdetésekre úgy reagált, hogy „egy jogtalan és embertelen cselekedet jövőben való bekövetkeztére semmilyen előzetes figyelmeztetés” nem fogadható el a cselekedet jogos mentségeként.

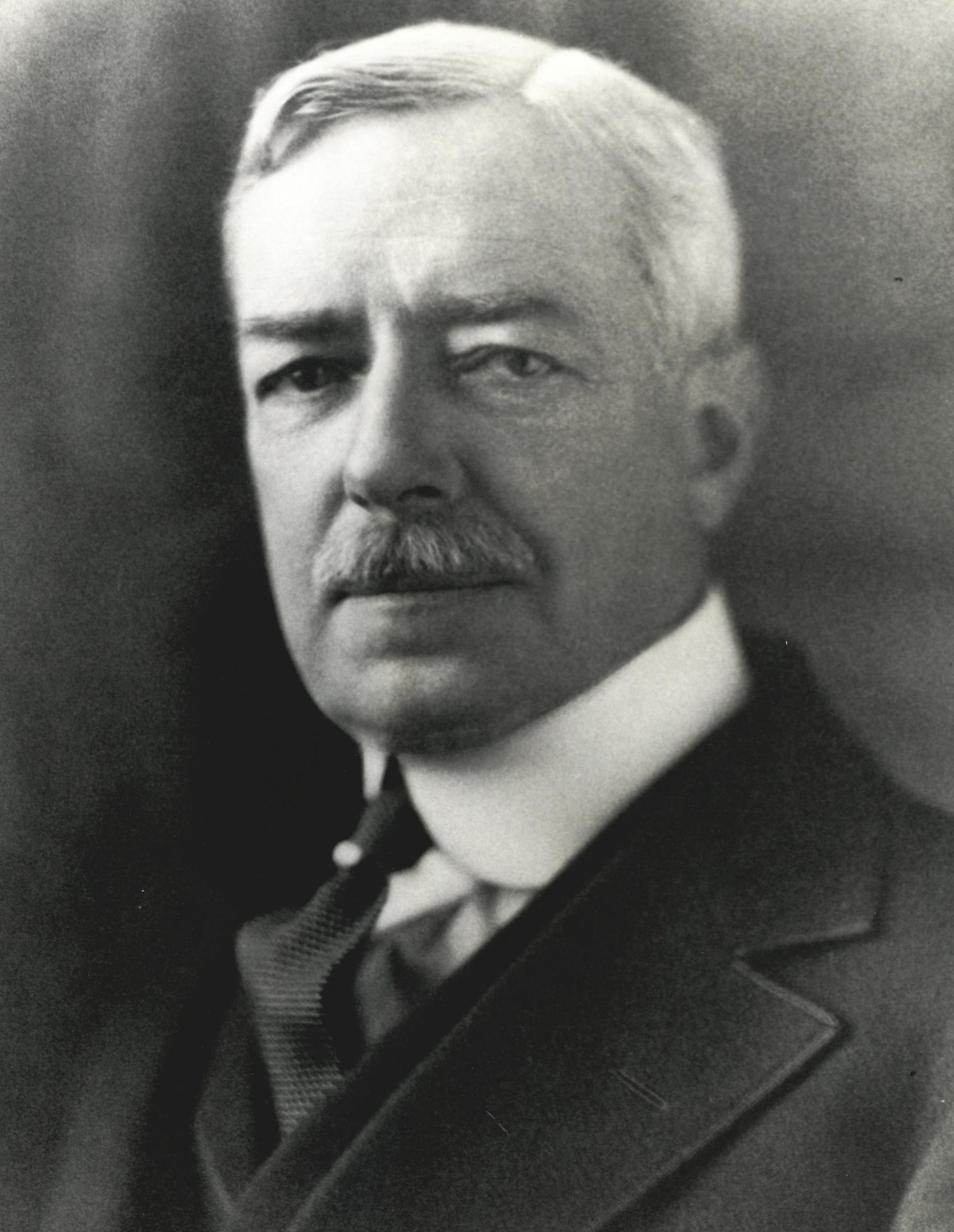
Robert Lansing, aki az incidens következményeként lett külügyminiszterré

Az óceánjáró elsüllyedése utáni hetekben heves viták voltak az amerikai kormányzaton belül az eset miatt. William Jennings Bryan kompromisszumot és visszafogottságot sürgetett. Szerinte az Egyesült Államoknak rá kellett volna beszélnie a briteket, hogy hagyjanak fel az élelmiszerek dugáruként való kezelésével, és korlátozzák az aknarakó műveleteiket, miközben pedig a németeket a tengeralattjáró-háborújuk mérséklésére bírta volna rá. Emellett azt is javasolta, hogy az amerikai kormányzat kifejezetten figyelmeztesse az amerikai állampolgárokat a hadviselő államok hajóin való utazás veszélyeire, és tiltsa meg dugáru szállítását kereskedelmi hajókon.
Ezzel ellentétben Robert Lansing külügyi tanácsos Wilsonnak azt a tanácsot adta, hogy ragaszkodjon a „szigorú elszámoltathatóság” elvéhez. Ő először kétségbe vonta azt az információt a Lusitania rakományával kapcsolatosan, miszerint arról előzőleg tájékoztatták volna a támadást végrehajtó tengeralattjárót. Lansing számára, aki segített megalapítani a „Nemzetközi Jog Amerikai Társaságát”, az ügy elvekről szólt, nem pedig tényekről. Számára csak az számított, hogy a németek a felelősek a hajó ellenállást nem tanúsító legénysége és utasai biztonságáért. Amint megerősítették, hogy a hajó fegyvertelen volt és meglepetésszerűen érte a támadás, szerinte már semmilyen újsághirdetés vagy stratégiai indoklás sem engedélyezheti „a jog és emberiesség elveinek” ("the principles of law and humanity") megsértését. Az USA már elkötelezte magát ezen megközelítés mentén, és korábban nem is figyelmeztette az utasokat arra, hogy ne utazzanak brit hajókon, és Lansing szerint most ezt megtenni annyit jelentene, hogy a kormányzat lemondana az állampolgárainak védelméhez fűződő felelősségéről.
Wilson bár szimpatizált Bryan háborúellenes érzelmeivel, Lansing érvelését „megválaszolhatatlannak” találta. Így arra jutott, hogy a német kormányzatnak elnézést kell kérnie az óceánjáró elsüllyesztéséért, kártérítést kell fizetnie az amerikai érintetteknek, és ígéretet kell tennie arra, hogy a hasonló eseteket kerülni fogja a jövőben. Wilson az álláspontját a német kormányzatnak küldött három jegyzékben fejtette ki, ezeket május 13-án, június 9-én, és július 21-én küldték el a német kormányzatnak.

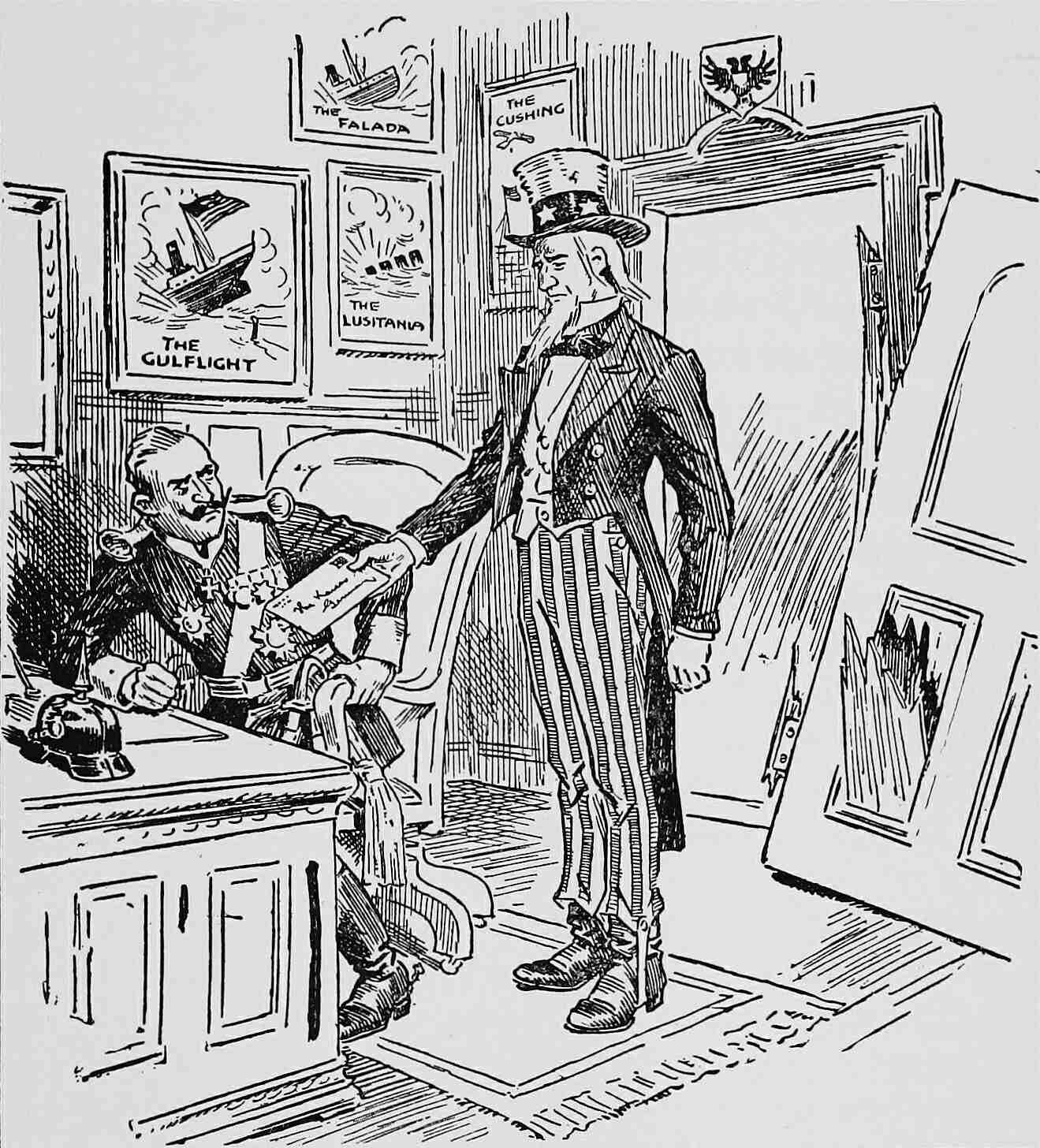
"Egy levél az Egyesült Államok elnökétől". Korabeli amerikai politikai karikatúra

Az első jegyzék, melyben három amerikaiakat érintő korábbi támadást (Falaba, Cushing, Gulflight) is megemlítettek előzményként, megerősítette az amerikaiak jogát ahhoz, hogy bármely nemzetiségű kereskedelmi hajón utazzanak, és ismét hangsúlyozta a szigorú elszámoltathatóság doktrínáját. A jegyzék megfogalmazása szerint a német állításokkal szemben lehetetlen volt tengeralattjáró-hadviselést folytatni kereskedelmi hajókkal szemben, „a korrektség, ésszerűség, jogosság és humánusság azon szabályainak megfelelően, amiket minden modern vélemény kötelezőnek tart”. Bryan diszkreditálta magát azzal, hogy az osztrák–magyar nagykövetnek, Konstantin Dumbának úgy nyilatkozott, hogy a tiltakozás csak az amerikai közvéleménynek szól, és annak éles hangnemét figyelmen kívül lehet hagyni. Válaszul május 28-án egy defenzív német válasz érkezett.
A második jegyzékben a német válaszjegyzékre reagálva Wilson egyenesen visszautasította a németek védekezését. A hajó nem volt felfegyverezve, a rakomány legális volt az amerikai törvények szerint, és mindezen kérdések tárgytalanok voltak a központi kérdés, a hajó elsüllyesztésének módjának szempontjából.
„Bármik is legyenek a Lusitaniát érintő más tények, a fő tény az, hogy egy nagy gőzös, mely első sorban és főként utasszállító volt, és több mint ezer olyan lelket szállított, akiknek semmilyen részük nem volt a háborúban, megtorpedózták és elsüllyesztették anélkül, hogy felszólították volna [a megállásra], vagy figyelmeztették volna [a torpedó várható kilövésére], és férfiakat, nőket, és gyermekeket küldtek a halálba a modern hadviselésben példa nélkül álló körülmények között.
A tény, hogy több mint száz amerikai volt az odaveszettek között, az Egyesült Államok kötelességéve tette ezeknek a dolgoknak a felemlegetését és még egyszer, ünnepélyes hangsúllyal, felhívjuk a császári német kormányzat figyelmét arra a súlyos felelősségre, mely az Egyesült Államok kormányzata vélekedése szerint ezen tragikus eset alkalmával felmerült, és a tagadhatatlan elvre, melyen ez a felelősség nyugszik.
Az Egyesült Államok kormányzata valami sokkal nagyobbért küzd, mint a tulajdonjogok vagy a kereskedelmi privilégiumok.
Nem kisebbért és szentebb dologért küzd, mint az emberiességi jogok, melyeket minden kormányzat tiszteletben tart, és amit semelyik kormányzat sem jogosult felmondani azokkal kapcsolatban, akikkel törődnie kell és fennhatósága alatt állnak.
Csak az elfogással való aktuális szembeszállás, vagy amennyiben úgy történik, az átvizsgálás céljából a megállásra való felszólításnak eleget nem tevés biztosíthat a tengeralattjáró parancsnokának bármiféle jogosultságot ahhoz, hogy a hajó fedélzetén lévők életét kockáztassa.
Az Egyesült Államok értesülése szerint ezeket az elveket a császári német admiralitás a tengeren lévő parancsnokai részére kiadott 1914. augusztus 3-ai nyílt utasításai elismerték és magukba foglalták, hasonlóan minden más nemzet haditengerészeti szabályzatához, mely alapján minden utazó és tengerész joggal érezheti magát kezelendőnek. 
Az emberiesség ezen elve, valamint az ezen elven alapuló törvény az, amihez az Egyesült Államoknak ragaszkodnia kell.”
Bryan a második jegyzéket túlságosan provokatívnak találta, és megtagadta az aláírását, amivel lemondott a külügyminiszteri posztról is. Helyét Lansing vette át. Lansing később a memoárjában azt írta, hogy a tragédia következtében mindig „az volt a meggyőződésem, hogy mi [az Egyesült Államok] végül Britannia szövetségesei leszünk.”
A harmadik jegyzékben, amit július 21-én egy július 12-én küldött, és jóval békülékenyebb német jegyzékre válaszul küldtek, Wilson elnök Lansing tanácsára világossá tette, hogy a semleges államok jogait sértő brit lépéseket jóval kisebb mértékűnek ítéli meg, és ultimátumot fogalmazott meg, mely szerint az Egyesült Államok minden újabb hajó elsüllyesztését „szándékosan barátságtalan” ("deliberately unfriendly") lépésként fog értelmezni. A jegyzék azonban azt is megemlítette, hogy Wilson elfogadja a tengeralattjáró-hadviselést, amennyiben az a „szabályozott hadviselés elfogadott gyakorlatát” követi, megjegyezve, hogy a német tengeralattjáró támadások nagy részét egyébként is az elfogadott „cirkálószabályok” (zsákmányjog) betartásával hajtották végre. Bár az amerikai közvélemény és vezetés nem voltak még felkészülve a háborúra, a homokba már meghúzták az első vonalat a Lusitania elsüllyesztésének következményeként. A későbbi kulcsfontosságú krízisek az Arabic és a Sussex kereskedelmi hajók elsüllyesztése okán alakultak ki.

### A német politika megváltoztatása

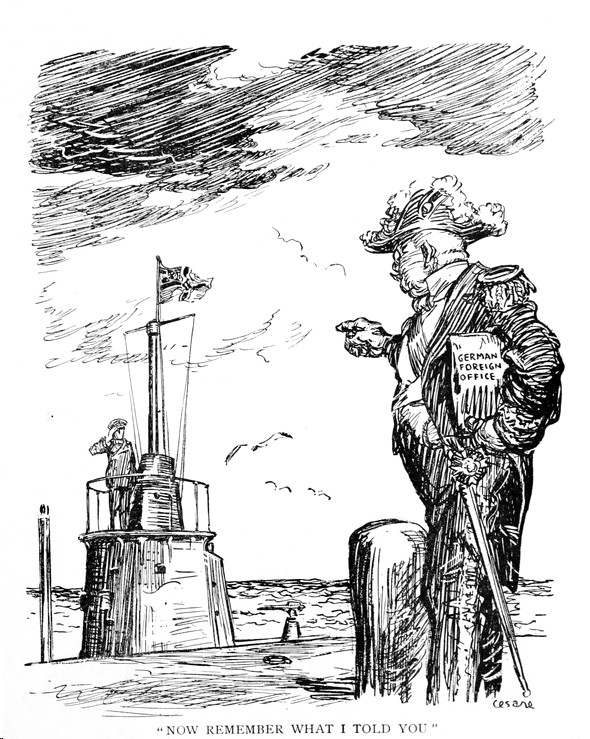
„Most akkor emlékezz arra, mit mondtam neked” – Oscar Cesare karikatúrája a német külügyminisztérium megkötéseire az 1915–1916-os tengeralattjáró-háború idején

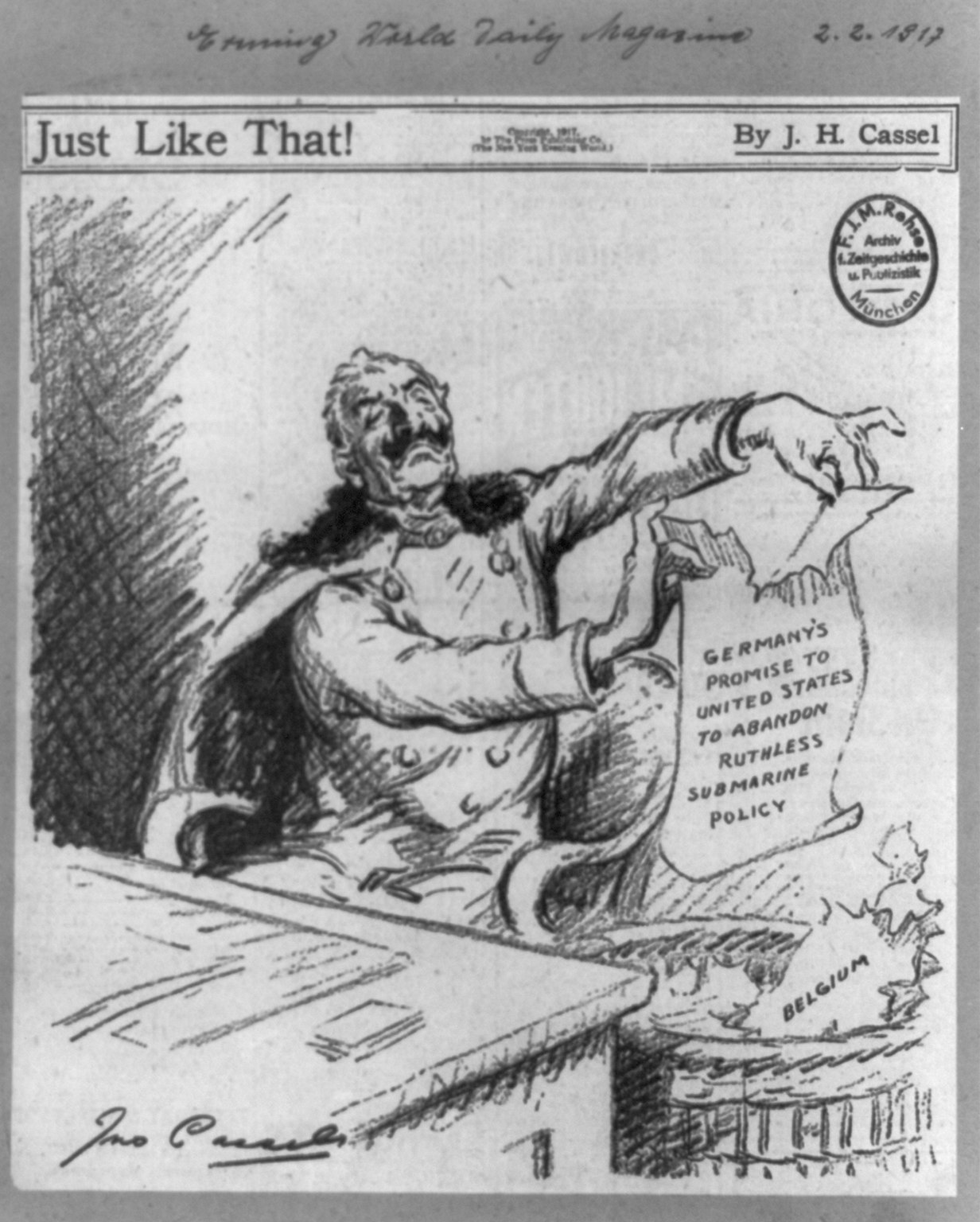
Csak így, 1917-es karikatúra Vilmos császárról, amint széttépi a Németország ígéretét a „kegyetlen tengeralattjáró-hadviselés mellőzéséről”

Míg kifelé mutatva Németország propagandaharcot vívott, a vezetésen belül volt egy frakció, amelyik már régóta ellenezte a tengeralattjáró-háború új módját. Johann Heinrich von Bernstorff nagykövet maga is arra a következtetésre jutott, hogy a hadjáratnak kérdéses a jogossága, és Németország érdekei ellen van. Németország hivatalos védekezésével szemben Bernstorff úgy hitte, a Lusitaniát nem lehetett kifejezetten célba venni, és hogy Németország számára a „nyilvánvalóan egészséges politika az, ha amennyire csak lehet türtőztetné magát bármiféle utasszállító hajó megtámadásától.” Bernstorff a szerepét abban látta, hogy fenntartsa a diplomáciai kapcsolatokat az Egyesült Államokkal „minden körülmények között”, és gyakran járt el Berlin utasításai nélkül is.
A német vezetésen belül heves vita dúlt Theobald von Bethmann-Hollweg kancellár, és a tengeralattjárók erőteljesebb alkalmazása mellett kiálló haditengerészeti vezetők, mint Tirpitz és Gustav Bachmann tengernagyok között. Tirpitz, aki az amerikaiakban nem látott veszélyt, a hivatalos német álláspontban a Lusitanián szállított lőszereket akarta kihangsúlyozni, arra összpontosítva, hogy a német közvéleményt feltüzelje, akár az Egyesült Államokkal való kapcsolat kárára is. A kancellár Erich von Falkenhayn vezérkari főnököt állította maga mellé a kérdésben, aki a császár figyelmét felhívta az amerikaiakkal való rossz kapcsolatból fakadó veszélyre. Vilmos császár ennek hatására június 6-án titkos direktívák kiadását adta parancsba, melyek érvénytelenítették Bachmann tengernagy utasszállító hajók célzott támadására utasító parancsait, és kijelentette, hogy fel kell hagyni a nagy óceánjárók elleni támadásokkal. A tengernagyok számoltak azzal, hogy néhány „véletlenül” elsüllyesztett semleges hajó el fogja rettenteni a többieket, de innentől meg kellett szakítani a támadást, ha a célba vett hajó nemzetiségét nem lehetett megállapítani. Tirpitz és Bachmann benyújtották a lemondásukat, de a császár ezeket nem fogadta el. A német fegyveres erők presztízsének megóvása érdekében erről a fejleményről még Bernstorff nagykövetet sem értesítették.
A kereskedelmi hajókat továbbra is érték támadások. Az Arabic-ot augusztus 19-én süllyesztették el, holott Nagy-Britanniából (Southamptonból) indult el, és így nyilvánvalóan nem szállított semmiféle dugárut, tovább fokozva ezzel az amerikaiak elégedetlenségét. Miután egyre több jel utalt a tengeralattjáró-hadjárat hatástalanságára, amitől eredetileg azt várták, hogy a briteket hat hét alatt a tárgyalóasztalhoz kényszeríti, Bethmann-Hollweg a császárhoz folyamodott azt kérve, hogy nyilvánosan tiltsák meg az előzetes figyelmeztetés nélküli támadást bármely utasszállító hajó ellen. Kifejtette, hogy a németeknek együtt kell működniük az amerikaiakkal, ígéretet téve a tengeralattjárók tevékenységének a zsákmányjogban foglaltakra való korlátozására, amennyiben a britek tartják magukat a londoni tengerjogi deklarációhoz, és ennek megfelelően lazítanak a blokádjukon. Itt ismét nézeteltérés adódott a haditengerészet tengernagyaival élükön Tirpitz-cel, akiknek nem állt érdekükben a deklaráció betartása, ha az megakadályozná a tengeralattjáró-fegyvernem teljes kihasználhatóságát. Augusztus 27-én Falkenhayn és a Bernstorfftól érkező aggodalmas üzenetek meggyőzték Vilmos császárt a kancellár álláspontjáról. Bachmannt lemondásra kényszerítették, Tirpitz nem járhatott be többé szabadon a császárhoz, és az utasszállító hajók elleni támadások korlátozását nyíltan közölték az amerikaiakkal szeptember 1-én.
Miközben a német kormányzat más parancsok kiadását mérlegelte, szeptember 18-án az Admiralstab új vezetője, Henning von Holtzendorff tengernagy visszarendelte a La Manche vizein és az Egyesült Királyság nyugati partjainál tevékenykedő összes tengeralattjárót, és a tengeralattjárókat ezt követően csak az Északi-tengeren vethették be, ahol a zsákmányjog szerint járhattak csak el. A Hugo von Pohl tengernagy idején megkezdett hadjáratot ezzel teljesen beszüntették. Egészen 1916 februárjáig ez volt a felállás, mikor a tengeralattjáró-háborút ismét intenzívebbé tették, aminek következtében sor került a Sussex utasszállító megtorpedózására 1916. március 24-én. Az ezt követő incidens az ún. „Sussex-ígérettel” zárult, amiben a német fél kötelezte magát a zsákmányjog szerinti eljárásra.
1917 januárjának végén a német kormányzat bejelentette, hogy teljes mértékű korlátlan tengeralattjáró-háborúba fog kezdeni, amivel felmondta korábbi ígéreteit. A német lépés ismét kiváltotta Woodrow Wilson dühét, és kérésére 1917. április 6-án az Egyesült Államok kongresszusa megszavazta a Németországnak küldendő hadüzenetet. Az USA háborús részvétele eleinte lassan bontakozott ki, de a németek kezdeti sikerekkel járó Tavaszi offenzívája, melynek során az antant csapatok nagy nehézségek árán tudták csak tartani a vonalaikat, csak az áprilisra beérkező kétmilliós amerikai haderővel volt visszaverhető.

### Brit reakció
A brit sajtó a németek kegyetlenségét igyekezett kihangsúlyozni, Schwiegert pedig háborús bűnösnek tartotta. A birodalom védelméről szóló törvénynek köszönhetően a hajó rakományával kapcsolatos ügyeket cenzúrázni tudták. A Lusitaniára való utalás erőteljesen megjelent a propagandában, és segített motiválni a Baralong-incidenseket. Kurt Hahn szerint az óceánjáró elsüllyesztése döntő fordulópont volt a Németországhoz való kollektív angol hozzáállásban. Walter Hines Page londoni amerikai nagykövet szerint a britek nem akartak amerikai katonai segítséget, de úgy érezték, hogy Amerika „morálisan nem tesz eleget” azzal, hogy nem ítéli el kellő módon a német módszereket és a német jellemet. Amerikának szerintük legalább átmenetileg meg kellett volna szakítania a diplomáciai kapcsolatokat Németországgal. A brit propagandát ezzel Amerikának is címezték az ezzel egyidőben a „feltételezett német atrocitásokkal” foglalkozó Bryce-jelentéssel együtt. Az egyik túlbuzgó propagandista olyan sztorit fabrikált, miszerint Németország egyes részein a gyerekek szünnapot kaptak az iskolában a Lusitania elsüllyesztésének megünneplésére. Ezt a legendát olyan sikeresen terjesztették, hogy még James W. Gerard berlini amerikai nagykövet is megemlítette a Németországban töltött idejéről 1918-ban megjelent, Face to Face with Kaiserism (Szemtől szembe a császárizmussal) című memoárjában, anélkül, hogy annak hitelességére kitért volna.
Egy másik trükk a Goetz-medál reprodukálása volt, amit Harry Gordon Selfridge készített Thomas Legh (Lord Newton) ösztönzésére, aki 1916 óta volt felelős a propagandáért a külügyminisztériumnál. A replikamedálokat attraktív dobozban árulták darabonként egy shillingért. A dobozokon lévő feliraton az állt, hogy a medálokat Németországban „a Lusitania elsüllyesztésének emlékére” terjesztették, és egy németellenes propagandaröpiratot mellékeltek hozzá, melyben a német medálokon szereplő helytelen dátumot (május 5.) azzal magyarázták, hogy az óceánjáró elsüllyesztését előre megfontoltan hajtották végre, nem pedig csak egy egyszerű incidens volt Németország nagyobb tervében, miszerint minden hajót elsüllyesztenek a háborús övezetben figyelmeztetés nélkül. A „Lusitania Medálszuvenír Bizottság” (Lusitania Medal Souvenir Committee) később úgy becsülte, hogy 250 000 darabot adtak el belőle, aminek hasznát a Vöröskeresztnek és a Vak Veteránok szervezetének (akkori nevén: St Dunstan's Blinded Soldiers and Sailors Hostel). szervezetének adták. Számos népszerű magazin és újság mutatta be a replikákat vagy az eredeti medálokat, és valótlanul azt állították, hogy ezekkel a tengeralattjáró legénységét díjazták.
A bajor kormány Goetz művének erős nemzetközi reakciója miatt elrendelte az eredeti medál további gyártásának beszüntetését, és 1917 áprilisában azok lefoglalásáról intézkedett. A háború után Goetz sajnálatát fejezte ki amiatt, hogy az alkotása hozzájárult a németellenes érzelmek növekedéséhez, de az ennek ellenére is egy ünnepelt propagandakiadás maradt. Már a háború után, 1920-ban René Baudichon medálkészítő elkészítette a Goetz-féle medál ellenpárját, ami egy 54 mm átmérőjű, 79,51 g súlyú bronzmedál volt. A felső részén a Szabadság istennőjét mutatja a New York-i Szabadság-szobor alakjában, de fáklya helett a kezében egy kardot tart, és a viharos tengerből emelkedik ki. Mögötte a napsugarak áttörik a felhőket, és hat gőzhajó látható. Az R Baudichon aláírás olvasható rajta az Ultrix America Juris, 1917 U.S.A 1918 (Amerika a jog bosszúállója) latin felirattal. A hátoldalán a Lusitania tatjának jobb oldala látható, az orránál süllyedve mutatva a hajót. Az előtérben egy felborult mentőcsónak van ábrázolva. A medál felső részén egy fulldokló gyermek, vízből kilógó fej, kezek és lábak láthatók az RB monogrammal. A felirat hozzá: Lusitania May 7, 1915.
- Ragadd meg az Igazság kardját, brit propagandaposzter a Lusitaniával a háttérben
- A tengerek szabadsága a hunok szemszögéből brit propagandaposzter
- Emlékezz rá mindig – Semmi Németet,  propagandabélyeg
- A Goetz-féle Lusitania-medál brit replikája[92][m 15]
- A francia René Baudichon medáljának hátoldala

## Az utolsó túlélő

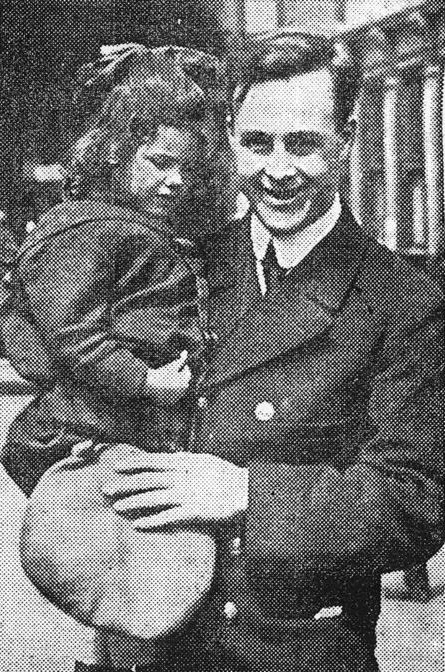
A fiatal Barbara McDermott, az utolsó előtti életben maradt túlélő a hajó segédpénztárosával, William Harkness-szel

A Lusitania túlélői közül legtovább Audrey Warren-Johnston (leánykori nevén Pearl) élt, aki New York Cityben született 1915. február 15-én. Hat gyermek közül a negyedik volt, két kistestvére már a katasztrófa után született. Szülei Frederic Warren Pearl őrnagy (1869–1952) és Amy Lea (leánykori családnevén Duncan; 1880–1964) voltak. Mindössze három hónapos volt, mikor a szüleivel felszállt a Lusitania fedélzetére három testvére, és két dada társaságában. Az életkora miatt ő azonban nem emlékezett semmire a tragédiából. Őt és 5 éves Stuart nevű bátyját a dadájuk, a 18 éves Alice Maud Lines mentette meg, aki ezután a csónakfedélzetről ugrott le a vízbe, majd egy mentőcsónakba feljutva menekült meg. A szülei szintén túlélték a hajó elsüllyedését, de a 3 éves Amy és 14 hónapos Susan nővérei odavesztek. Pearl 1946. július-ban Hugh de Beauchamp Lawson-Johnstonhoz ment feleségül. Három gyermekük született, és a Bedfordshire-ben lévő Melchbourne-ben éltek. A férje Bedfordshire sheriffje lett 1961-ben. Johnston anyjára emlékezve egy Amy Lea névre keresztelt partmenti mentőcsónakot adományozott a New Quay-i mentőállomásnak 2004-ben. Audrey Johnston 2011. január 11-én hunyt el 95 éves korában.

## Kulturális öröksége

### Filmek
A Lusitania elsüllyedéséről nem maradtak fenn fényképfelvételek.
- Winsor McCay, az animációs filmek egyik úttörője közel két évet töltött azzal, hogy elkészítse a tragédia animációját az 1918-as The Sinking of the Lusitania című filmjéhez. 12 perces hosszával a kor leghosszabb animációs filmjének számított, és egyben a legelső ismert drámai animáció is.[132]
- A Sinking of the Lusitania: Terror at Sea 2007-es dokudráma a hajó utolsó útját mutatja be az elsüllyesztéséhez vezető politikai és katonai döntésekkel együtt.
- Az amerikai National Geographic televíziós csatorna 2012-ben elkészült Dark Secrets of the Lusitania című dokumentumfilmje Greg Bemis és búvárcsapatának a hajó roncsához tett 2011-es expedícióját követi nyomon.[133]

### Szoftver és multimédia

A Lustania: The Greyhound's Wake virtuális múzeum reklámja 2023-ból

- Lusitania: The Greyhound's Wake egy a HFX Studios által fejlesztett virtuális múzeum. A projekt része az óceánjáró virtuális bejárása, valamint az elsüllyedésének valós idejű szimulációja, melyben a fejlesztők törekedtek a történelmi hűségre, amihez történészekkel és kutatókkal működtek együtt.[134]

### A roncs műtárgyai

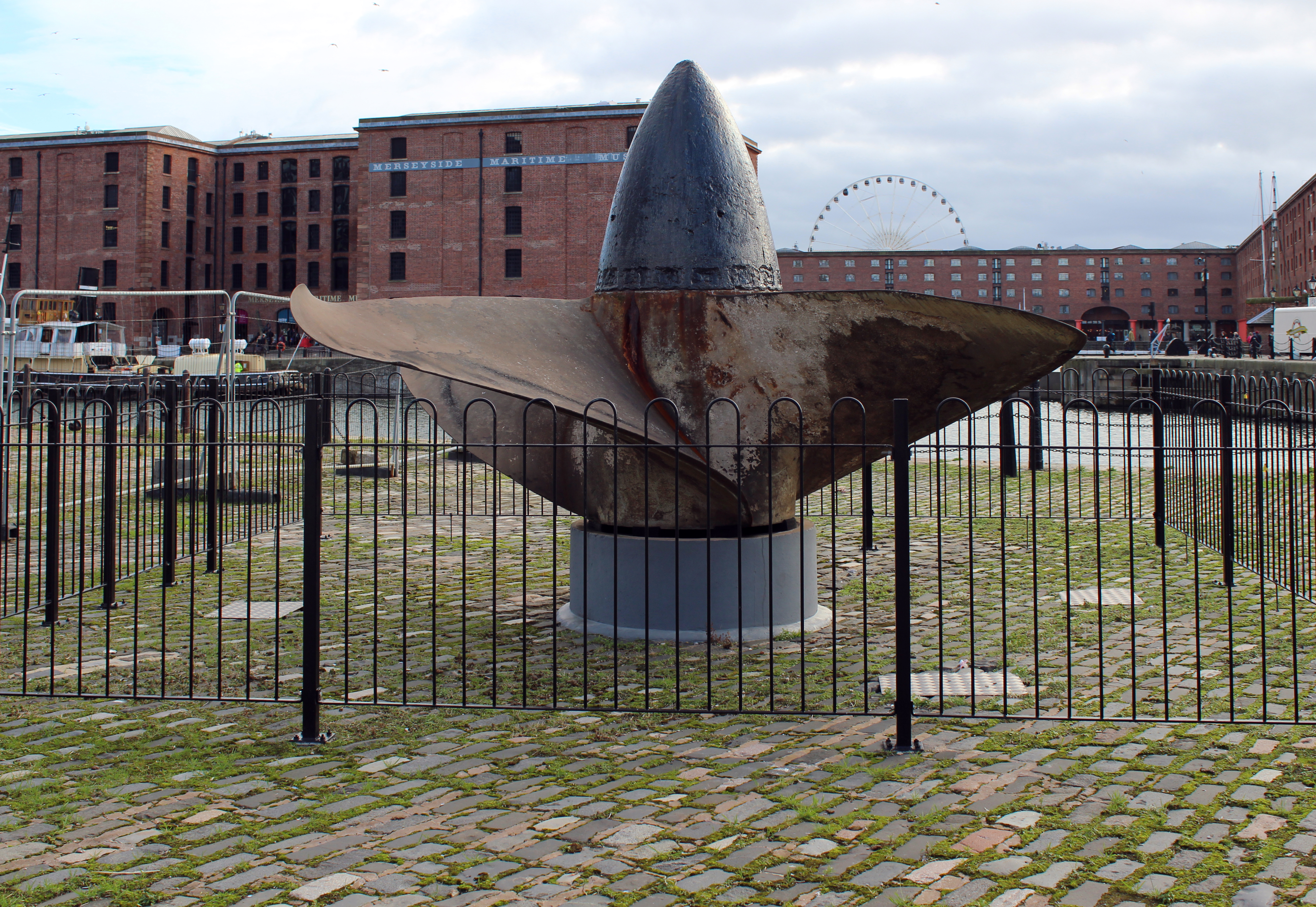
A három hajócsavar egyike melyet 1982-ben a roncsról emeltek le, és ami ma a Merseyside Maritime Museum területén van kiállítva Liverpoolban

- A Merseyside Maritime Museum a Cunard honi kikötőjének számító Liverpoolban nagy kiállítással rendelkezik a Lusitania elsüllyesztéséről. 1982-ben a hajó egyik négyszárnyú hajócsavarját leemelték a roncsról, és ma a Royal Albert Docknál van kiállítva állandó jelleggel.[135]
- Egy másik hajócsavarja Dallasban, a Hilton Anatole-nál van kiállítva.[136]
- Egy harmadik hajócsavarját az 1980-as években beolvasztották, hogy golfütőket gyárthassanak belőlük.[137][138]
- Egy csónakdaru és néhány más eszköz van kiállítva a Lusitania Museum & Old Head Signal Tower-ban Old Head of Kinsale-nél.[139]
- Az építő cég eredeti modellje a Lusitaniáról az elsüllyesztése után át lett festve a testvérhajójára, a Mauretaniára, és az új-skóciai Halifax egyik múzeumában van kiállítva (Maritime Museum of the Atlantic).[140][141][142]

### Irodalmi feldolgozása
- Agatha Christie 1922-ben The Secret Adversary (A titkos ellenfél) címmel megjelent novellájának cselekménye a Lusitania elsüllyesztésére épül.
- Kim Izzo 2017-es Seven Days in May[143] művének nagy része a Lusitania fedélzetén játszódik. A történelmi fikció cselekménye két helyszínen felváltva bonyolódik. Az egyik az utasok egy csoportjával, benne Alfred Vanderbilttel és Charles Frohmannal játszódik, a másik a londoni White Hallban, ahol a kódolt üzeneteket elfogják.
- A Karen White, Lauren Willig és Beatriz Williams szerzőtrió által jegyzett 2019-es The Glass Ocean című mű cselekménye a narrátorok és korszakok között váltakozik.[144] A történet egyik szála a Lusitania fedélzetén bonyolódik, ami az egyik utas kitalált beszámolója, amibe egy 2013-ban elmondott történeti szál fonódik bele.
- David Butler Lusitania című novellája 1982-ből egy fiktív történet a hajó elsüllyesztéséről, és az ahhoz vezető eseményekről.[145]
- H.P. Lovecraft első publikált könyve a The Crime of Crimes: Lusitania 1915 egy költemény a hajóról.[146]
- Michael Morpurgo Listen to the Moon novelláját 2014-ből szintén az óceánjáró elsüllyesztése inspirálta.[147]

### Zenei feldolgozás
- Frank Bridge pacifista érzelmű zeneszerző, akit megrémisztettek az első világháború borzalmai, az óceánjáró elsüllyesztésének emlékére komponálta a Lament (alcímén: for Catherine, aged 9 "Lusitania" 1915) gyászéneket vonószenekarra.[148] Ennek a premierje a New Queen’s Hall Orchestrában volt az 1915-ös Proms-on, szeptember 15-én, „Népszerű olasz zene” programsorozat részeként, és aminek többi részét Henry Wood vezényelte.[149]
- Charles Ives Orchestral Set No. 2 darabja a From Hanover Square North, at the End of a Tragic Day, the Voice of the People Again Arose résszel végződik. Ebben a részben Ives felidézi, mikor New York City-ben egy vonatra várva értesült a Lusitania elsüllyedéséről. A várakozó tömeg ekkor az In The Sweet By and By című dalt kezdte énekelni, amihez egy verkli adta meg az alaphangot. Az ő hangjuk hallható a darab elején, és a himnusz maga a végén csendül fel.[150]
- "As the Lusitania Went Down" címmel szerzett népszerű dalt 1915-ben Arthur J. Lamb és F. Henri Klickmann,[151] amit a Chicago–New York-i C. K. Root & Co. adott ki.[152] A The Music Trade Review 1915. május 29-ei kiadása ezt a következőkkel jellemezte: „Az egyik legérdekesebb a Lusitania katasztrófájának emlékére megjelent dal.”[153][m 16]
- A "When the Lusitania Went Down" című dal 1915-ből Charles McCarron és Nat Vincent szerzeménye, amit Leo Feist adott ki New Yorkban.[154] A Columbia Records Herbert Stuart bariton előadásában adott ki egy lemezt a szerzeménnyel, zenekari kísérettel. A lemez 80 fordulat/perces.[155]
- "Lusitania" címmel jelentetett meg dalt az amerikai Minenwerfer nevű black metal-formáció a második, Nihilistischencímmel megjelent albumjukon.
- "Lusitania" címmel Andrew Bird énekes írt egy számot, amin a St. Vincent művésznévvel szereplő Annie Clark gitárművésznő is játszik.
- "Dead Wake" a katasztrófával foglalkozó számának a címe poszt-hardcore Thrice formációnak.
- "Lusitania" címmel jelentetett meg dalt a June of 44 poszt-hardcore formáció Tropics and Meridians című albumán.

## Viták

### Zsákmányjog és az admiralitás utasításai
A „zsákmányjog” a szokásjogon alapult, és az 1899-es és 1907-es hágai konvenciók, valamint a tengeri hadviseléssel foglalkozó 1909-es londoni deklaráció szabályozták, és határozták meg a hajók lefoglalásának lehetőségeit háborús idők esetén. Bár az új technikai eszközök, mint a szikratávíró és a tengeralattjáró megfogalmazott szabályoknak egy részét idejétmúlttá tette, ezeket a háború elején még általánosan érvényben lévőknek ismerték el. A szabályozás szerint a kereskedelmi hajókat a hadihajóknak előbb figyelmeztetniük kellett, és az utasainak és a személyzetének lehetővé kellett tenni a hajó elhagyását, mielőtt elsüllyesztették, hacsaknem a hajó ellenállt, vagy megpróbált elmenekülni, avagy hadihajók kíséretében konvojban haladt. A kereskedelmi hajók csekély fegyverzete, mint például egy vagy két ágyú jelenléte, nem feltétlenül voltak hatással a hajó immunitására a figyelmeztetés nélküli támadásokkal szemben, sem pedig a szállított lőszerrakomány.

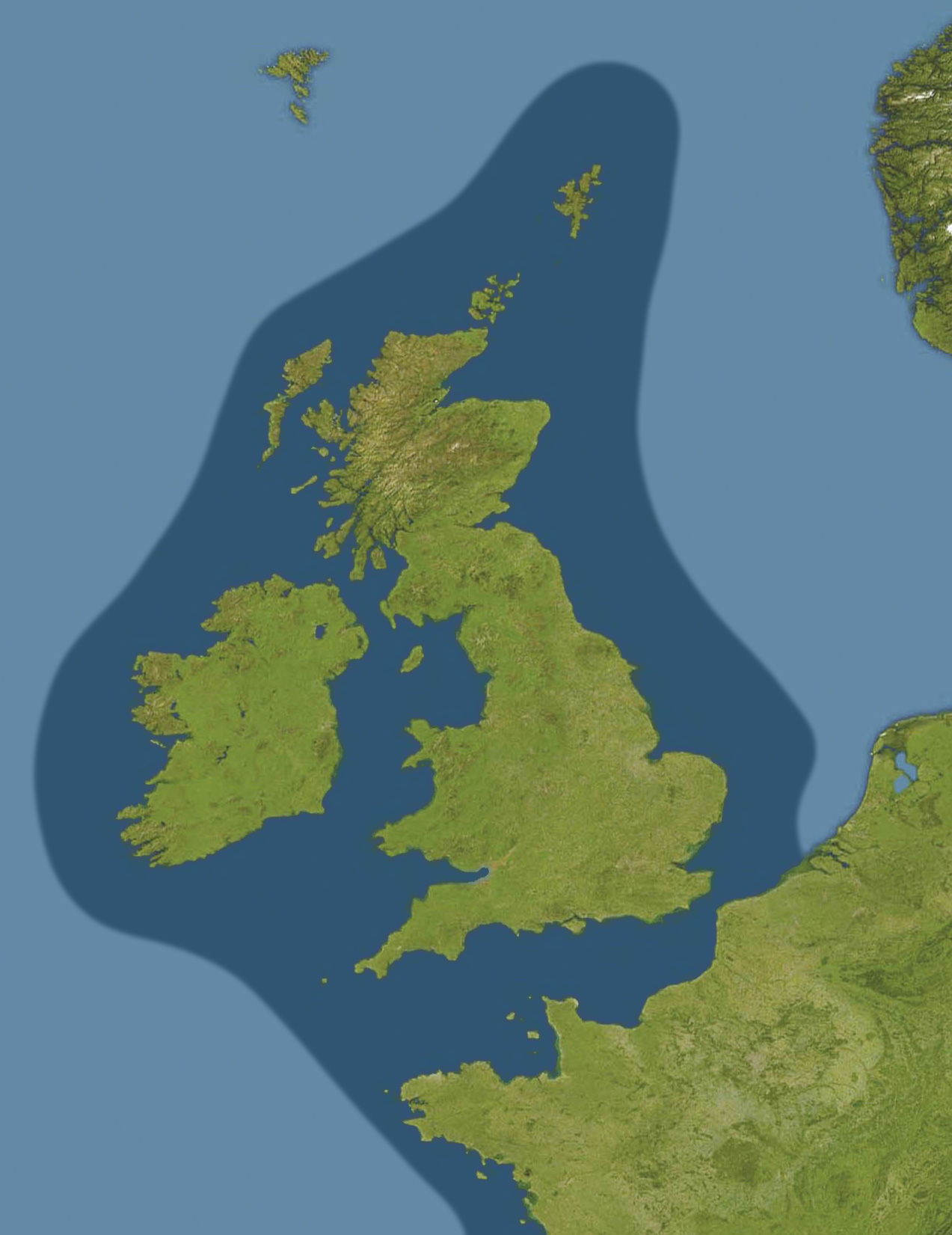
A Németország által „háborús övezetként” megjelölt terület, amelyen belül 1915. február 18-tól az antant minden hajója ellen támadást intézhettek, akár figyelmeztetés nélkül is

Az Admiralstab és a német kormányzat közötti vita a korlátlan tengeralattjáró-háborúról már 1914 óta folyt, és ennek során a magasrangú tengerésztisztek úgy érveltek, hogy ennek segítségével gyorsan és könnyen megnyerhető a háború. 1914 novemberében a britek bejelentették, hogy a német aknatelepítések miatt az egész Északi-tengert „katonai körzetté” nyilvánítják, és utasításokat adtak ki, melyek a semleges hajók számára az Északi-tengeren való átkelést általuk kijelölt, és általuk ellenőrzött csatornákon át tette csak lehetővé. Ezt, és a brit admiralitás 1915. január 31-ei parancsát figyelembe véve, melyben a brit kereskedelmi hajókat semleges zászlók felvonására sarkallták megtévesztés céljából, Hugo von Pohl tengernagy, a Nyílttengeri Flotta parancsnoka, és az Admiralstab vezetője a zsákmányjog szerinti eljárás mellőzése mellett döntött, és a Deutscher Reichsanzeiger lapjain február 4-én a következő bejelentést jelentette meg:
„(1) A Nagy-Britannia és Írország körüli vizek, benne a La Manche teljes területével, ezennel háborús övezetté nyilváníttatnak. Február 18-tól kezdődően minden itt talált ellenséges kereskedelmi hajó meg lesz semmisítve, és nem lesz mindig lehetséges elkerülni a legénységet és az utasokat fenyegető veszélyt. (2) A semleges hajók épsége is veszélyeztetve van a háborús övezetben, mivel a tengeri hadviselés kockázatainak és a semleges zászlókkal való visszaélésre buzdító január 31-ei brit felhatalmazás következtében nem lesz mindig lehetséges az ellenséges hajók elleni támadások során elkerülni a semleges hajókban való károkozást.”}}
Annak ellenére, hogy a német kormányzaton belül viták folytak a haditengerészet által javasolt stratégia korlátainak megszabásáról, Gustav Bachmann tengernagy olyan direktívákat adott ki a tengeralattjárók parancsnokainak, hogy indíthatnak támadást utasszállító hajók ellen is, hogy ezzel sokkoló hatást fejtsenek ki, és elriasszák a hajókat a Nagy-Britanniába való utazástól. A nemzetközi reakció negatív volt, sokan egyenesen blöffnek vélték a bejelentést. A legtöbben továbbra is érvényben lévőnek tekintették a zsákmányjogot, még a háború végéig is. Mindazonáltal válaszként a brit admiralitás 1915. február 10-én utasításokat adott ki a kereskedelmi hajóknak, amik alapján el kellett meneküljenek a tengeralattjárók elől amennyiben lehetséges volt, de „ha a tengeralattjáró hirtelen előttük közel bukkanna fel nyilvánvaló ellenséges szándékkal, akkor a legnagyobb sebességgel vegyék feléje az irányt… […] (amitől) az valószínűleg alá fog merülni, és ezzel szavatolva van a biztonság….” Tíz nappal később kiadott újabb instrukciók azt tanácsolták a felfegyverzett gőzhajók számára, hogy nyissanak tüzet arra a tengeralattjáróra, amelyik „nyilvánvalóan üldözőbe veszi ellenséges szándékkal”, még abban az esetben is, ha az még nem nyitott tüzet. Privát személyek jutalmakat ajánlottak fel tengeralattjárók elsüllyesztéséért. A legázolással vagy akár a kisebb kaliberű tüzérségi lövedékekkel szemben is nagyon sérülékeny tengeralattjáró nagy veszélynek tette ki magát, mikor felemelkedve a felszínre figyelmeztetést adott le egy olyan kereskedelmi hajónak, mely ilyen instrukciókat kapott. A németek tudtak ezekről a titkosnak szánt parancsokról, mivel ezeket írásos formában fellelték elfogott hajókon és rádióüzeneteket is feltörtek hasonló tartalommal. Bailey és Ryan a The Lusitania Disaster című könyvükben nagy hangsúlyt fektetnek ezekre a parancsokra, kiemelve, hogy bár a direktívák célja „kifejezetten a hajózás megóvása” volt, a legázolásra, vagy csupán az elkerülésre tett kísérletet lehetett úgy értelmezni, hogy az jogossá tette a hajó elleni támadást. Véleményük szerint inkább ez volt a németek számára a legjobb jogi érvelés a hajók elleni támadás igazolására, semmint a rajtuk szállított lőszerrakomány, vagy az éppen meg nem lévő fegyverzet, vagy bármi egyéb indok – még ha ezt Berlin nem is nyomatékosította soha.

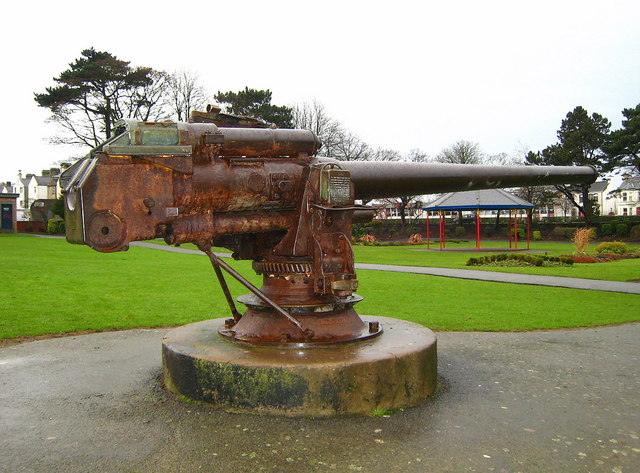
Az U 19 10,5 cm-es lövege. Ilyen lövegekkel süllyesztették el az első kereskedelmi hajókat, mely eljárás jogilag jóval elfogadottabb volt

Gerhard Ritter megjegyzi, hogy még 1916-ban is az elsüllyesztések többségét figyelmeztetés leadása után a fedélzeti löveggel hajtották végre, mivel a lövegek jóval megbízhatóbbak voltak a korlátozott hatótávú és gyakran pontatlan torpedóknál. Pár nappal korábban az U 20 maga süllyesztette el az Earl of Lathom és Candidate gőzösöket, miután a legénységüket leszállította a mentőcsónakjaikba. A Lusitania jóval nagyobb és gyorsabb hajó volt, jobb esélyekkel a menekülésre vagy a tengeralattjáró legázolására, bár a háború folyamán egyetlen alkalommal sikerült kereskedelmi hajónak belerohannia egy tengeralattjáróba, 1918-ban az Olympic-nak az U 103-ba a La Manche-on.
Wilson elnök a Németországgal folytatott kommunikációja során szigorúan kiállt a zsákmányjog szerinti eljárás betartatása mellett azt állítva, hogy csak amennyiben „aktuálisan ellenáll” egy hajó, lehet legálisan támadást intézni ellene, és szerinte amennyiben egy hajót nem lehet biztonságosan és jogosan megtámadni, akkor egyszerűen ne is támadják meg. Az „Arabic-krízis” idején a német politikai vezetőkkel folytatott vitáiban Bachmann tengernagy azzal érvelt, hogy ne akarják Nagy-Britanniát a londoni deklaráció betartására kötelezni, mivel az sokkal fontosabb, hogy folytathassák a tengeralattjárók a támadásaikat, és a britek cselekedetei segítik ezek jogilag való igazolhatóságát.

### A második robbanás

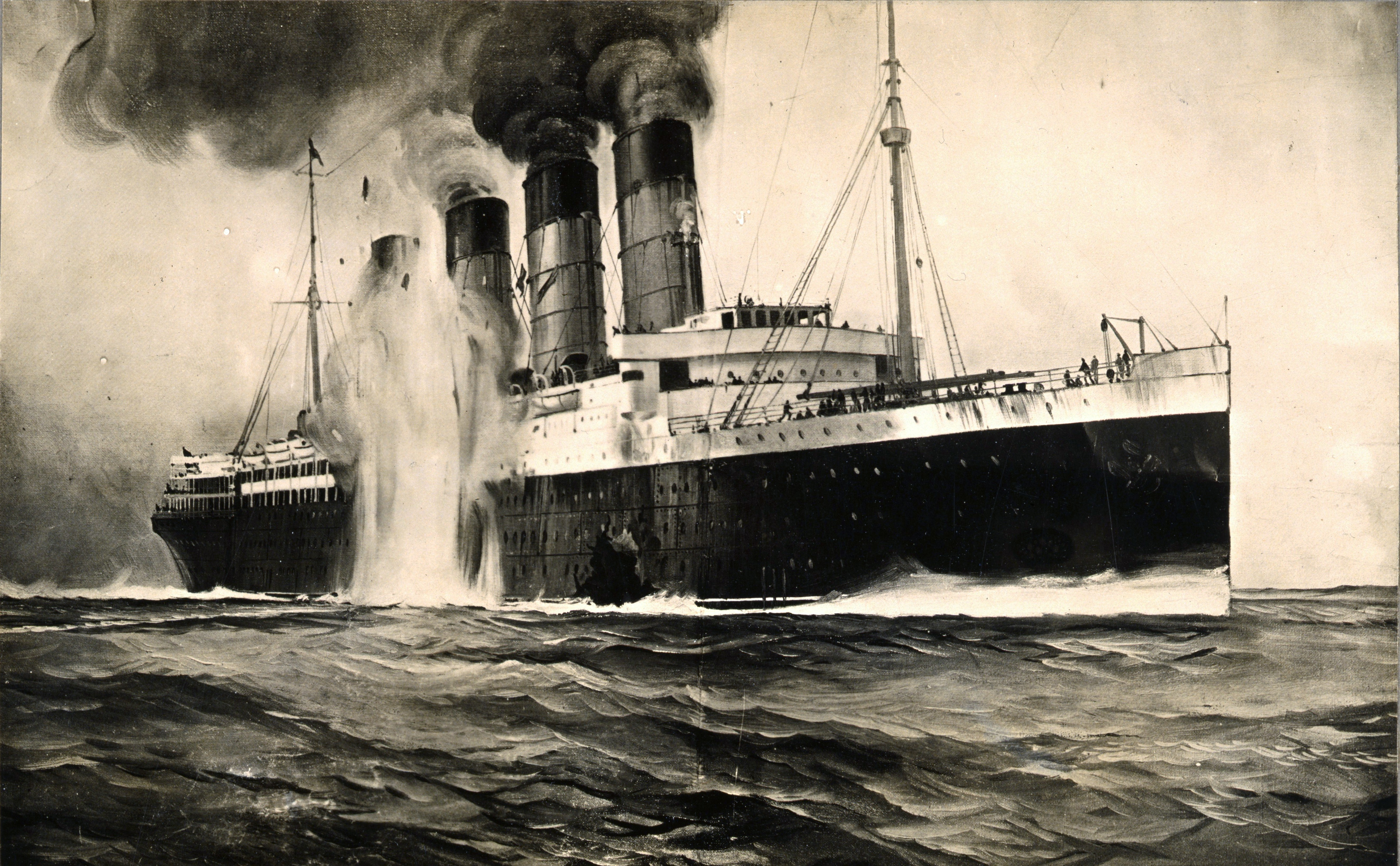
Korabeli brit rajz a Lusitaniáról megtorpedózásakor – ábrázolva az azóta már cáfolt második torpedótalálatot

A Lusitania sok túlélője számolt be arról, hogy egy második robbanásra is sor került közvetlenül az első után, avagy pár másodperccel később. Egyesek beszámolója szerint ez jelentősen erősebb volt az elsőnél. Ennek a robbanásnak tulajdonítják, hogy a hajó sokkal gyorsabban süllyedt el a vártnál, és a katasztrófa óta ez a részlet folyamatos viták tárgyát képezi. A tenger mélyén nyugvó hajóroncs helyzete (a torpedótalálatot kapott jobb oldalán fekszik) miatt nehéz konkrét válaszokat kapni a kérdésre. Az akkori hivatalos vizsgálatok egy második torpedótalálatnak tulajdonították a második robbanást, és több szemtanú is erről tanúskodott. Azonban más tanúvallomások és az U 20 rádióüzenetei alapján világosan kiderült, hogy valójában csak egy torpedót lőtt ki a tengeralattjáró a Lusitaniára, Schwieger meg is említi a hadinaplójában, hogy egy második torpedó kilövése lehetetlen volt a pánikba esetten a vízbe ugráló utasok miatt. Lehetséges, hogy egy második torpedó is ki lett lőve, vagy épp rejtve egy másik tengeralattjáró is jelen volt, de ez nagyon valószínűtlen.
Egy vitatott másik teória a második robbanást a Lusitania rakományának tudja be, ami között több tonnányi 7,7 mm-es kaliberű puskalőszer, tüzérségi lövedékburkolatok és gyújtók is voltak, amik mind szerepeltek a hajó két oldalt kitevő rakománylistáján, és ami az amerikai vámhivatal aktái közé került a hajó útnak indulása után. A kézifegyverekhez való lőszerekről ismert volt, hogy felhalmozva nem okoznak robbanást, és kifejezetten így is jelölték őket. Az amerikai áruszállítási szabályozás szerint ezeket tökéletesen jogszerűen szállíthatták a hajók, és a szakértők egyetértenek abban, hogy nem ezek okozták a második robbanást. Az akkori vizsgálatok arra az eredményre jutottak, hogy nem volt más robbanószer a hajó fedélzetén, bár a német propaganda, majd azt követően sokan mások is ennek ellenkezője mellett érvelnek. Patrick O'Sullivan a gyártó egy későbbi esettel kapcsolatos vallomását és a rakományként szereplő lövedékek listázott súlyát elemezve arra jutott, hogy a lövedékköpenyek valóban üresek voltak (robbanószerrel Angliába érkezve töltötték volna meg őket), a gyutacsok pedig nem voltak robbanásveszélyesek. Az ő véleménye szerint a szállított finom alumíniumpor robbanhatott be másodszorra, amit a torpedótalálat váltott ki. Az ezzel kapcsolatosan elvégzett kísérletek során az alumíniumpor és a (rejtett rakományként felmerülő) lőgyapot okozta robbanások nem felelnek meg a szemtanúk által leírt robbanás tulajdonságainak. Más titkos robbanószer jelenlétét soha nem tudták bizonyítani. Szemtanúi beszámolók, köztük Schwiegeré, és azoké, akik látták amint a torpedótalálat vízoszlopa tönkretesz egy mentőcsónakot, a torpedótalálat helyét jóval a raktér mögött határozták meg.

A Lusitania oldalnézeti tervrajza, az elsüllyedésével összefüggésbe hozható részei kiemelve, főként a raktér, a hajóhíd, ami mögött az U 20 szerint a találat érte, az 5-ös számú csónak, amit a szemtanúk szerint a vízoszlop elpusztított, a szénraktár, és a kazántermek. A kazánterek mentén is voltak kisebb szénraktárak, a hajó oldala mentén.

Az 1960-as években John Light amerikai búvár több alkalommal lemerült a roncshoz, hogy a torpedó által berobbantott dugárú jelenlétét bebizonyítsa a rakterében, 1993-ban Dr. Robert Ballard, a Titanic és a Bismarck megtalálója a Lusitania roncsának belsejébe vezetett expedíciót. Ballard, aki eleinte úgy hitte, hogy a robbanást a dugáru okozta elő, megpróbálta a John Light által a hajó bal oldalán talált nagy lyuk létét megerősíteni. Ballard nem találta meg a keresett nagy lyukat, sőt „kifejezetten károsodásmentesnek” találta a raktér menti részt. Ezek alapján azt állapította meg, hogy nem történt robbanás a raktérben. A vizsgálatai alatt Ballard nagy mennyiségű szenet talált a roncs közelében a tengerfenéken, és miután konzultált egy robbanóanyagszakértővel, a szénpor robbanásának elmélete mellett ált ki. Szerinte a kiürített szénraktárakban maradt szénport a torpedófej robbanása a levegőbe terítette szét, és az így létrejött porfelhőt gyújthatta be egy szikra, és ez okozta a második robbanást. Az elmélet kritikusai szerint a szénpor túlságosan is nyirkos lehetett ahhoz, hogy a robbanáshoz szükséges koncentrációban a levegőben kavaroghatott volna a torpedótalálat után, illetve a torpedótalálatnál lévő szénraktárat azonnal el kellett árassza a tengervíz a hajótest sérült lemezei között beáramolva.
2007-ben tengerészeti bűnügyi helyszínelők vizsgálata felvetette azt a lehetőséget, hogy valószínűleg a hajó gőzkazánjaiban történhetett a második robbanás. Bár az elülső kazántermekből kimenekülni képes kevés ember arról számolt be, hogy a hajó kazánjai nem robbantak fel, Albert Martin vezető fűtő később tett vallomásában azt állította, hogy ő először azt hitte, a torpedó a kazánterembe hatolt be és a kazánok egy csoportja között robbant fel. Bár ez a vallomás fizikai képtelenség volt, sokan mások is nagyjából a kazánok közelében adták meg a torpedó becsapódásának a helyét. Az is ismert, hogy az elülső kazántermet gőz árasztotta el, a turbinákat tápláló gőznyomás pedig drámaian visszaesett a második robbanás után. Ez a hajó gőzképző berendezésének valamilyen módon való a meghibásodására utal. Az is lehetséges, hogy a hiba nem a közvetlenül a kazánoknál, hanem a gőzt a turbinákhoz szállító nagynyomású vezetékeknél lépett fel. Szemtanúi beszámolók szerint robbanásokat lehetett hallani a percekkel a torpedótalálat után a hajó elárasztott részéből, ami arra utal, hogy a kazánoknak legalább egy része felrobbant.
Egy másik teória szerint csak egyetlen robbanás történt, az „első robbanás” pusztán a torpedó hajótestnek csapódása volt, bár ezzel a feltevéssel az a probléma, hogy az akkori torpedók közvetlenül a hajótesttel való érintkezéskor robbantak. Ez a feltevés és a gőzvezeték-teória is azt állítja, hogy egyedül a kazántermeknél becsapódó torpedó okozta a hajó gyors elsüllyedését, jelentősebb hatású második robbanás nélkül, és ezeket a feltevéseket az újabb kutatások is megerősítik, melyek eredményei szerint ez az egy robbanás magában is elegendő volt a hajó jobbra való dőlését előidéző vízbeáramlás okozásához. A hajó vízzáró rekeszeinek tervezési elégtelenségei pedig tovább fokozták a helyzet súlyosságát, hasonlóan a szellőztetéshez nyitva hagyott számos ablakhoz. 1997-ben a JMS-nél (Journal of Materials Science) megvitatták a mérnökök ezt a részletet, és megjegyezték azt is, hogy miután a hajó elveszítette a gőznyomást, az automatikus vízzáró válaszfalak ajtajai sem záródtak be, és a szimulációik alapján a hajó nyitott rekeszajtókkal egyéb sérülések nélkül is olyan sebességgel süllyedt el, mint ahogy az valójában is történt. 2012-ben a Lawrence Livermore Laboratory robbanáskutató munkatársai egyet értettek ezzel, azt állítva, hogy a kísérleteik és a roncsról származó bizonyítékaik azt mutatják, hogy a torpedó maga okozta a hajó katasztrófát, ebben pedig a második robbanásnak nem volt sok szerepe. J. Kent Layton történész 2016-ban 86 túlélő beszámolójának tanulmányozása, és a hajó azonnali 15 fokos megdőlése alapján arra a következtetésre jutott, hogy a torpedó az 1-es és 2-es kazánterem között érte a hajót. Ez egy különösen sérülékeny pont volt, ami mindkét kazánterem azonnali elárasztását okozta, és a másodlagos robbanás a kazánoknak, vagy a gőzvezetékeknek a robbanása volt, ami valószínűleg nem okozott már további kritikus jelentőségű sérülést. A gyors süllyedést ezek szerint a Lusitania beáramló vízzel szembeni gyenge ellenállása okozta.

### A brit kormányzat szándékosan veszélyeztette aLusitaniát

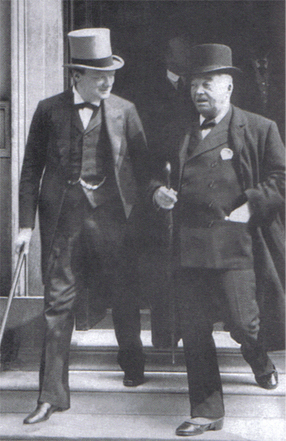
Churchill és Fisher tengernagy. Churchillt gyakran tartják a fő összeesküvőnek, akit esetleg az admiralitáson belülről is támogathattak

Régóta létezik egy Patrick Beesly brit haditengerészeti hírszerzőtiszt, illetve többek között Colin Simpson és Donald E. Schmidt írók által képviselt elmélet, miszerint a Lusitaniát szándékosan veszélyeztették a brit hatóságok annak érdekében, hogy tengeralattjárótámadás érje, és ezzel az Egyesült Államokat ténylegesen is bevonják a háborúba az antant oldalán. Simpson, és későbbi szerzők ebben felhívják a figyelmet Winston Churchill Walter Runcimannak, a kereskedelmi miniszternek 1915. február 12-én, röviddel a németek által a Brit-szigetek környékét háborús övezetté nyilvánító közleménye után írt levelének egyik sorára, melyben úgy fogalmazott, hogy „a legfontosabb, hogy a semleges hajóforgalmat a partjainkhoz vonzzuk, főként azzal a reménnyel, hogy az Egyesült Államokat belekeverjük [a háborúba?] Németország ellen.”
Beesley következtetése ebből az, hogy 
„hacsaknem és ameddig új információ elő nem kerül, addig kelletlenül arra a következtetésre kell jussak, hogy a Lusitania szándékos veszélyeztetését célzó összeesküvés szövődött abban a reményben, hogy még egy ellene indított megszakított támadás is bevonná a háborúba az Egyesült Államokat. Egy ilyen konspirációt nem lehetett volna megvalósítani Winston Churchill kifejezett engedélye és jóváhagyása nélkül.”
A hajó elsüllyedése utáni vizsgálat során Turner kapitány megtagadta a válaszadást bizonyos kérdésekre a háborús titoktartás követelményeire hivatkozva. A brit kormányzat továbbra is titkosítva tart bizonyos dokumentumokat a Lusitania útjának utolsó napjaival kapcsolatban, melyek között fellelhetők olyanok, melyek az admiralitás és a Lusitania közötti kommunikációból tartalmaznak üzeneteket. Egyes szerzők azt állítják, hogy az elérhető dokumentumok között is gyakran vannak olyanok, melyekből kritikus jelentőséggel bíró oldalak hiányoznak, ami egy sor újabb vitatott állítást vet fel:
1. A brit hatóságok tisztában voltak (a Room 40 kódfejtői révén) avval, hogy egy német tengeralattjáró tevékenykedik a Lusitania útvonalán, mégsem irányították át egy biztonságosabb útvonalra.
2. A hatóságok szándékosan és hátsó szándékkal megtagadták a rombolókíséret biztosítását az óceánjáró számára.
3. A hajónak a sebesség csökkentését adták utasításba a háborús övezeten belül, hogy könnyű célpont legyen.
4. Egy ilyen nagy hajó nem süllyedhetett el ilyen gyorsan egyetlen torpedó találatától.[forrás?]

A történészek többsége egyetért abban, hogy egy ilyen összeesküvés valószínűtlen volt. A Room 40-tól származó hírszerzési jelentéseknek a kereskedelmi hajókkal való folyamatos megosztását, még ha hasznos is lehetett, mindig akadályozta az a mindent felülíró cél, hogy megőrizzék a hírforrás titkosságát. Mindazonáltal a hajót ismételten figyelmeztették a tengeralattjáró nagyjából elfoglalt pozíciójáról a térségben, és értesítést adtak a tengeralattjáró (az U 20) korábbi sikereiről. Azonban Turner kapitány később úgy nyilatkozott, hogy elhavazta a figyelmeztetések nagy száma amit kapott, és azt képzelte, hogy talán hat tengeralattjáró is vár rá.  A rendelkezésre álló kísérőhajók száma is korlátozott volt, a Lusitania pedig gyorsabb volt, és kevésbé volt sérülékeny azokhoz képest, melyek rendelkezésre álltak. Még pontos információk esetén is nagyon kicsi lett volna az esélye egy sikeres támadásnak, mivel a lemerült tengeralattjáró lassúsága miatt a hajónak pár száz méterre kellett volna a sikeres torpedótámadás lehetőségéhez elhaladnia tőle, és a torpedók is nagyon megbízhatatlanul működtek ekkoriban. Churchill Runcimannal abban a kontextusban beszélt a semleges hajózásnak kínálandó biztosításról, amelyiket Németország el akart riasztani a Nagy-Britanniával való kereskedéstől. A kijelentései nem vonatkoztak egy brit óceánjáróra – sőt, az „belekeveredés” alatt a Lusitaniához hasonló antant hajók számára elérni kívánt „biztonságot” értette. Bármiféle titoktartást azzal is lehet magyarázni, hogy elkerüljék a brit tengeralattjáró-elhárítási intézkedések rendezetlensége és hatástalansága miatti felháborodást. Kicsi előnye lett volna az Egyesült Államoknak a hadba lépésből ekkoriban, és az amerikai reakció sem volt biztos – a német tengeralattjáróparancsnokok pedig olyan kifejezett parancsot kaptak, hogy célzottan támadjanak utasszállító hajókat, mivel úgy hitték, ez megfelelő elrettentő hatással lehet a hajóforgalomra, az intervencióellenes Bryan amerikai külügyminiszter úgy reagált a Lusitania elsüllyesztésére, hogy azt tanácsolta Wilson elnöknek, a lőszerkészletek utasszállító hajókon való szállítását tiltsa be. 1916-ban, miután a nyomás hatására a németek a hadjáratukat korlátozták, a németek viszonya javult az amerikaiakkal még annak ellenére is, hogy a tengeralattjáróik egyre nagyobb mértékű hajóteret süllyesztettek el. Eközben a britekkel való amerikai viszony kifejezetten megromlott, és egyesek még úgy is vélték, hogy az USA az antant ellen léphet hadba.

### Katonai felhasználású lőszerek

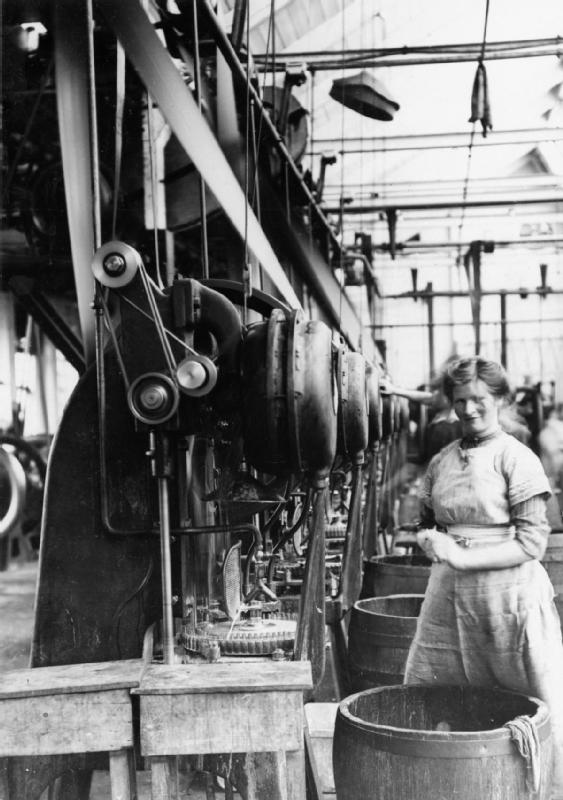
Munkások a .303 British lőszer készítése közben, melyből az amerikai hatóságok által elismerten is voltak készletek a hajó fedélzetén. Nagy-Britannia az első világháborúban túlnyomórészt maga állította elő a lőszert a saját igényeire, de fontolgatta a készletei kiegészítését importból is ekkoriban.

A Lusitania rakománya között hivatalosan elismerten szállított 4200 ládányi puska/géppuskalőszert, 1250 ládányi, robbanótöltettel el nem látott repeszgránátot, és az ezekhez való gyújtószerkezetet külön elhelyezve. Ezek összesen 173 tonnát tettek ki. 2008 szeptemberében .303-as lőszereket hozott felszínre a hajóroncsból Eoin McGarry búvár. A bejelentett rakomány között egyéb olyan anyagok is szerepeltek, melyeket katonai célra fel lehetett használni. 50 hordó, és 94 láda tartalmazott összesen 46 tonnányi alumíniumot, amelyből ismeretlen mennyiség alumíniumpor volt, és amit a Woolwich Arsenal hadiüzem robbanószerek gyártására használt. Ezen kívül további egyéb fémek, bőr, és gumi is szerepelt a rakományban.
Bár ezek az áruk a Lusitania által szállított összes rakomány mértékének csak egy kis részét tették ki, pénzben kifejezett értékének a harmadát-felét adták (attól függően mi minden van számításba véve). Az utasszállító nem számított hatékony teherszállítónak, mivel sokkal kisebb hajók sokkalta nagyobb mennyiségű árut tudtak szállítani. Például a halifaxi robbanásban megsemmisült Mont-Blanc 3000 tonna árut tudott szállítani, holott csak tizede akkora volt mint a Lusitania. A brit hadügyminisztérium (British War Office) ekkoriban az USÁ-ban gyártott lőszerek többségét rossz minőségűnek találta, és ezért „csak végszükség esetén használható” ("suitable for emergency use only") besorolással látta el, és semmi esetre sem volt képes a napi 5 millió darabos felhasználást fedezni. Az amerikai lőszerek importjáról szóló szerződéseket 1916-ban felmondták.
Egyes szerzők feltevése szerint az óceánjáró szállíthatott a hatóságok előtt be nem jelentett robbanószereket is. Steven L. Danver feltevése szerint a nagy mennyiségű nitrocellulózt (lőgyapotot) szállított. Egy másik feltevés szerint a rakományban megadott 90 tonna vaj, és zsír valami mást kellett takarjon a valóságban, mivel a Lusitania nem rendelkezett hűtőkapacitással ekkora mennyiségek eltárolására, és ezek címzettje állítólag a „Királyi Haditengerészet Fegyverkísérleti Intézete” volt Shoeburynessben. További spekulációk tárgyát képezi egy bundaszállítmány, aminek feladója a robbanószereket is gyártó Dupont de Nemours vállalat volt, bár a tragédia után ilyen bundákat találtak a partra sodorva Írország partjainál. Más szerzők azt vetik fel, hogy a tüzérségi lövedékek valójában el voltak látva robbanótöltetekkel, ami azt jelentené, hogy öt tonna kordit is a fedélzeten lett volna. Ez a verzió ellentmond annak a ténynek, hogy a szállítmánylevélben megadott súly megegyezik a robbanótöltettel nem rendelkező (üres) lövedékek súlyával. Eltitkolt robbanószerek jelenlétére nem találtak még konkrét bizonyítékokat.
Számos szerző szerint a brit vagy amerikai hatóságok bizonyos mértékben leplezték a lőszerszállítmányt. A hadianyagszállítmány ismert volt akkoriban, az újságok is írtak róluk, szóba került a hivatalos brit vizsgálat során, és Wilson elnöknek is bemutatták az iratokat. Mikor Robert M. La Follette 1917-ben felvetette a konspiráció kérdését az ügyben, és Wilsont figyelmeztették, hogy a hajó hat millió darab lövedéket szállított, a New York-i hatóságok úgy reagáltak, hogy a valódi számadatokat adták meg. A háborús cenzúra miatt a hadi jellegű szállítmányokat érintő ügyeket nem lehetett szabadon megvitatni a brit sajtóban, bár Németország Egyesült Államoknak küldött diplomáciai üzeneteit kinyomtatva leközölték a brit lapok. A „lőszerek” vagy „speciális lőszerek”  jelenlétének hivatalos tagadása a tragédia után valójában annak a lehetőségnek a tagadását szolgálta, hogy a hajó az utasokra veszélyes rakománnyal bírt (ezért voltak olyan kijelentések, mint például „4200 láda lőszer volt a fedélzetén […] ami bizonyosan nem sorolható a [tüzérségi] lőszer kategóriába”) vagy annak cáfolata, hogy az óceánjáró egy felfegyverzett hadihajó lett volna („álcázott ágyúkkal felszerelve, kiképzett tüzérekkel és speciális munícióval ellátva”). A britek és az amerikaiak álláspontja nem az volt, hogy tagadták volna a hadianyagrakomány létét, hanem annak hangsúlyozása, hogy annak jelenléte nem fosztotta meg az utasokat a biztonsághoz fűződő joguktól, ami a hajót ért támadás révén veszélyeztetve lett.
Bailey és Ryan részleteibe menően megvitatják ezt a kérdést megjegyezve, hogy köztudomásúan „hajók tucatjai” hagyták el New Yorkot hasonló méretű vagy még nagyobb kézifegyverekhez való lőszerszállítmányokkal és egyéb katonai felszerelésekkel. 1915-ben még a Lusitania elsüllyesztése előtt Turner kapitány egy másik Cunard óceánjáró parancsnokaként 15 hüvelykes haditengerészeti lövegeket szállított Nagy-Britanniába, Németország nyilvános tiltakozása ellenére. A szerzőpáros megállapítása szerint titkos, illegális robbanószerek utasszállítókon való fuvarozása valószínűtlen, tekintettel más, erre a célra megfelelő teherhajók rendelkezésre állása miatt. Ők és más szerzők is ellentmondást éreznek azon szerzők érvelésében, akik szerint a hajó létfontosságú hadianyagot szállított, ugyanakkor amellett érvelnek, hogy brit részről összeesküdtek az elsüllyesztése érdekében. A Lusitania lőszerszállítmányának megléte vagy nemléte, aminek bár a német propaganda eleinte kiemelt hangsúlyt adott, nem változtatott volna azon a szándékon, hogy célpontként kezelik-e az óceánjárót vagy sem, és nem változtatott volna sem az elsüllyesztés törvényessége mellett, vagy az az ellen való érveléseken. Tirpitz tengernagy már előre kifundálta ezt a „hazai közvélemény felbujtására” való intézkedésként.

### Egyéb viták
A roncsot a későbbiekben mélyvízi bombák, vagy Hedgehog-gránátok találatai érték. A roncshoz az 1990-es években lemerülő dublini technikai búvár, Des Quigley arról számolt be, hogy a roncs úgy néz ki, „mint egy svájci sajt”, és körülötte a tengerfeneket fel nem robbant Hedgehog aknagránátok borítják. Hasonló megfigyeléseket tettek más kutatások is, így az 1993-as Bob Ballard-féle expedíció is. Az összeesküvési elméletek támogatói szerint ez a brit megtévesztés bizonyítékait, mint a be nem jelentett robbanószereket elpusztítani hivatott cselszövés része volt. Ezzel szemben a történészek szerint ez a károkozás a hajótestben a NATO egy 1948-as tengeralattjáró-elhárító hadgyakorlata során történt, mely a roncsot jelölte ki célpontnak egy olyan időszakban, mikor a történelmi jelentőségét nem tartották még nagy fontosságúnak. Layton megjegyzi, hogy a roncsot mindössze 1000 £ áron adták el, és a bombatalálatok ellenére az állapota olyannyira jó maradt, hogy az 1993-as és 2011-es expedíciók meg tudták állapítani a rakterek sértetlenségét, benne a gondosan elraktározott lőszerekkel.
Egy másik vitatott részlet az, hogy mekkora mértékben terhelte a felelősség Turner kapitányt. A háború alatti vizsgálatoknak ez volt a központi eleme, ami felvetette azt a kérdést, hogy engedetlen volt-e az admiralitás utasításaival szemben. Míg akkor felmentették a vádak alól, a későbbi történészek nem tartják ezt megfelelő döntésnek. Ezen felül Turnernek felróják a hajó alacsony készültségi fokát, benne a mentőcsónakok kezelésének hiányosságait a legénység részéről, valamint hogy megengedte számos hajóablak nyitva tartását. Míg a legtöbb történész a tengeralattjáróval való találkozást balszerencsés véletlennek tudja be, ez azzal az újabb megközelítéssel kiegészülve, hogy a hajó elsüllyedése egyedül a torpedótalálatnak tudható be, Turner kapitány intézkedéseinek (illetve azok elmaradásának) nagyobb jelentőséget tulajdonítanak az emberéletekben bekövetkezett veszteség mértékében.
Azt is feltételezik, hogy német részről is lehetett egy fedősztori. Ez a feltevés azon alapszik, hogy Schieger hajónapláját írógéppel írták, ami arra utal, hogy lehetett egy elveszett, kézzel írott változat is. Az egyik feltevés szerint Schwieger hajónaplóját átszerkesztették annak érdekében, hogy „humanizálják” a beszámolóját, mert a parancsnok egyébként nem mutatott sok szimpátiát az áldozatai felé. Néhány túlélő is arról számolt be, hogy a tengeralattjáró a felszínre emelkedett a hajó süllyedése közben, és közülük egyesek kifogásolták, hogy nem nyújtott segítséget a hajótörötteknek. Ez egy valószerűtlen követelés lett volna, ami azt sugallta, hogy a tengeralattjáró ténylegesen a felszínre is emelkedett.

## A hajóroncs
A Lusitania roncsa a jobb oldalára 30°-ban megdőlve fekszik 93 méteres mélységben. A tengerfenéknek való nekicsapódás erejének következtében a hajótest jelentős mértékben ráomlott a jobb oldalára, és az évtizedek alatt sokkal jobban romlott az állapota a Titanicénál, mivel a téli áramlatok erősen korrodálták. A hajógerince szokatlan formában, bumeráng alakban meg van görbülve, amit a felépítményének elvesztéséből fakadó szilárdságvesztés okozhatott. A hajó közepe ellapult, a kéményei hiányoznak, vélhetően elmállottak. A hajóorr a roncs legjobban kiemelkedő része, a tat erősen megrongálódott a négyből három hajócsavarjának az Oceaneering International általi 1982-es eltávolítása után, melyek kiállítási tárgyak lettek.
A hajóroncs jellegzetes részei a még mindig olvasható névtábla, néhány kötélbak még mindig érintetlen kötelekkel, a sétálófedélzet egyes részei, néhány kerek ablak, a hajóorr, és a rajta hagyott egyetlen hajócsavar. A hajóhoz tett újabb expedíciók azt mutatják, hogy a roncs meglepően rossz állapotban van a Titanichoz képest, mivel a hajóteste már elkezdett összeomlani.

## Lásd még
- Thrasher-incidens – A Lusitania-incidenst megelőző diplomáciai incidens a Falaba brit utasszállító elsüllyesztése miatt.
- Athenia – A második világháború elején elsüllyesztett utasszállító.

## Fordítás
- Ez a szócikk részben vagy egészben  a   Sinking of the RMS Lusitania című angol Wikipédia-szócikk ezen változatának fordításán alapul.  Az eredeti cikk szerkesztőit annak laptörténete sorolja fel. Ez a jelzés csupán a megfogalmazás eredetét és a szerzői jogokat jelzi, nem szolgál a cikkben szereplő információk forrásmegjelöléseként.

## További olvasmányok
- Burns, Greg, Commemoration of Death: the medals of the Lusitania murders. (2012), full color bleed, 194 pages, ISBN 978-1-4791-1573-0 Available on Createspace e-store
- Bailey, Thomas A. "The Sinking of the Lusitania", The American Historical Review, Vol. 41, No. 1 (October 1935), pp. 54–73 in JSTOR
- Bailey, Thomas A. "German Documents Relating to the 'Lusitania'", The Journal of Modern History, Vol. 8, No. 3 (Sep. 1936), pp. 320–337 in JSTOR
- Bailey, Thomas A. and Paul B. Ryan. The Lusitania Disaster: An Episode in Modern Warfare and Diplomacy (1975) Sablon:ISBN?
- Ballard, Robert D., & Dunmore, Spencer. (1995). Exploring the Lusitania. New York: Warner Books. Sablon:ISBN?
- Doubleday, F.N. (1908. január 1.). „A Trip on the Two Largest Ships”. The World's Work: A History of Our Time XV, 9803–9810. o.(available at Internet Archive)
- Bernier, Michelle. "Did these Stories Really Happen?". (2010). Createspace Sablon:ISBN?
- Beesly, Patrick. Room 40: British Naval Intelligence, 1914–1918. Long Acre, London: Hamish Hamilton Ltd (1982). ISBN 0-241-10864-0
- Ellis, Edward R. Echoes of Distant Thunder: Life in the United States 1914–1918 (Kodansha Globe, 1996). Chapter 14 covers the sinking of Lusitania, survivors' personal memories and political response. Sablon:ISBN?
- Handlin, Oscar. "A Liner, a U-Boat … and History.  American Heritage (June 1954) 6#3 online. Episode in long-term perspective.
- The Last Voyage of the Lusitania. Maryland: Madison Books (1956) Sablon:ISBN?
- Lusitania: Triumph, Tragedy and the End of the Edwardian Age}. Macmillan (2015. július 1.). ISBN 978-1-250-05254-4
- Larson, Erik. Dead Wake: The Last Crossing of the Lusitania. New York: Crown Publishing (2015). ISBN 978-0-307-40886-0
- Lauriat, Charles E. Jr. (1915). "The Lusitania's Last Voyage"
- Layton, J. Kent. Lusitania: an illustrated biography. Amberley Books (2010). ISBN 978-1-84868-834-6
- J Kent Layton. The Edwardian Superliners: a trio of trios. Amberley Publishing (2010). ISBN 978-1-84868-835-3
- Ljungström, Henrik. Lusitania. The Great Ocean Liners.
- Molony, Senan. Lusitania, an Irish Tragedy. Mercier, 192. o. (2004). ISBN 978-1-85635-452-3
- Martin, Michael. (2014). RMS Lusitania, It Wasn't & It Didn't. Dublin: The History Press Ireland. ISBN 978 1 84588 854 1
- O'Sullivan, Patrick. The Lusitania: Unravelling the Mysteries. New York: Sheridan House (2000) Sablon:ISBN?
- The Lusitania story. Barnsley, Yorkshire: Leo Coope (Pen and Sword books) (2002). ISBN 978-0-85052-902-9
- Peifer, Douglas Carl. (2016). Choosing war: presidential decisions in the Maine, Lusitania, and Panay incidents. New York, NY: Oxford University Press. ISBN 978-0190939601
- Peifer, Douglas. (2015) "The Sinking of the Lusitania, Wilson's Response, and Paths Not Taken: Historical Revisionism, the Nye Committee, and the Ghost of William Jennings Bryan." Journal of Military History 79, no. 4 (2015): 1025–45.
- Preston, Diana. (2002). Lusitania: An Epic Tragedy. Waterville: Thorndike Press. Preston p. 384 Sablon:ISBN?
- Preston, Diana. Wilful Murder: The sinking of the Lusitania. London: Corgi (Transworld publishers) (2002). ISBN 0-552-99886-9
- Ramsay, David. Lusitania Saga and Myth. London: Chatham Publishing (2001). ISBN 978-1-86176-170-5
- The Sword and the Scepter vol III: The tragedy of statesmanship. University of Miami Press (1972. július 1.)
- RMS Lusitania: The Ship and Her Record. London: The History Press (2009). ISBN 978-0-7524-5203-6
- RMS Lusitania: Triumph of the Edwardian Age. Redondo Beach, CA: Trans-Atlantic Designs (1991. július 1.). ISBN 978-0-9633946-0-6
- Simpson, Colin. Life Magazine, 13 October 1972, p. 58. Excerpts from Colin Simpson's The Lusitania (1973) The Lusitania Sinking.
- Simpson, Colin. Lusitania. Book club associates (1972)
- The Sunday Times, (2008) "Is The Riddle of The Lusitania About to be Solved?"
- Linda and Gary Cargill "Those Who Dream By Day" Sablon:ISBN?
- Timeline, The Lusitania Resource.
- Facts and Figures, The Lusitania Resource.
- Droste, C.L. (1972). The Lusitania Case. Riverside, Conn: 7 C's Press. ISBN 978-0-85059-097-5
- Protasio, John. (2011). The Day the World was Shocked; The Lusitania Disaster and Its Influence on the Course of World War I, Casemate Publications (US) ISBN 978-1-935149-45-3

## Külső linkek
- Medlock, Chelsea Autumn: Lusitania, Sinking of, in: 1914–1918-online. International Encyclopedia of the First World War.
- British Wreck Commissioner's Inquiry. TitanicInquiry.org . [2007. április 30-i dátummal az eredetiből archiválva].
- Historic film footage related to Lusitania'. European Film Gateway
- Lest We Forget: The Lusitania – An in depth account of the sinking, Encyclopedia Titanica (2013. május 7.)
- Lusitania, British Cunard liner, Encyclopedia Americana (1920)
- Passenger and crew lists, biographies, and deck plans of Lusitania'. RMSLusitania.info
- The Home Port of RMS Lusitania'. Lusitania.net
- RMS Lusitania Home. Atlantic Liners
- The Sinking of the Lusitania: Original reports. The Times
- The Sinking of the Lusitania – Animated documentary by Winsor McCay, at YouTube.